# Venezuela

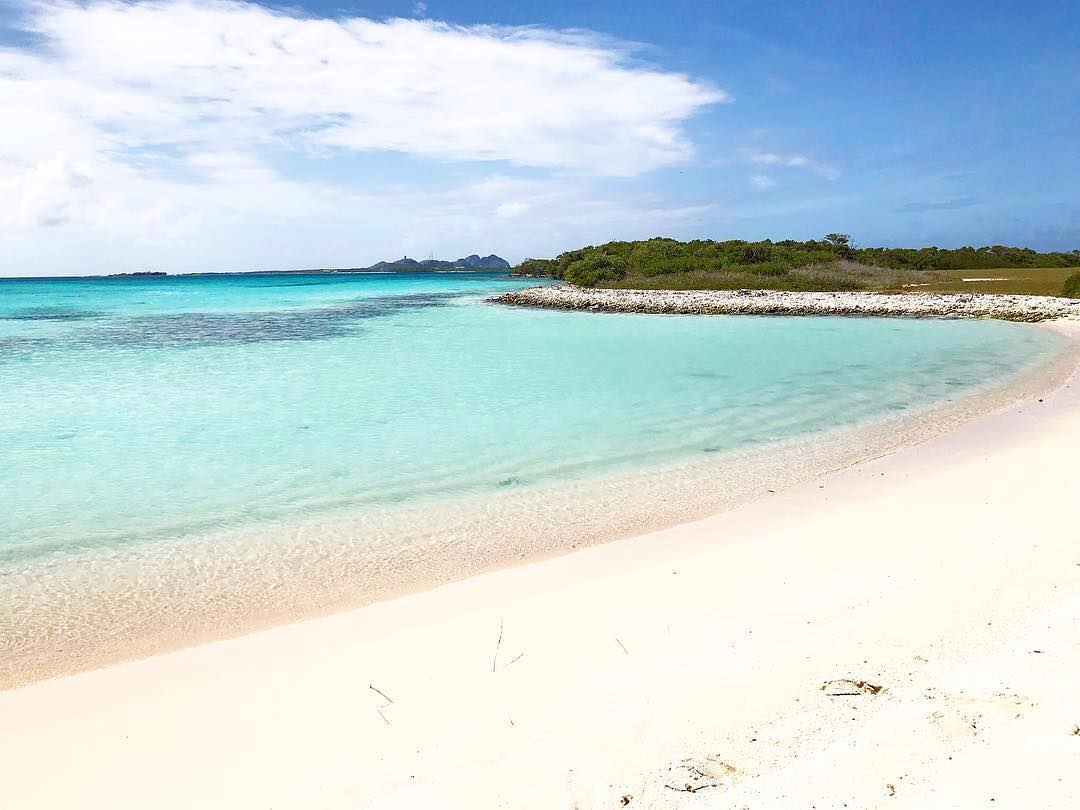
Los Roques, ein Archipel Venezuelas in der Karibik

Venezuela (amtlich Bolivarische Republik Venezuela, spanisch República Bolivariana de Venezuela [venezolanische Aussprache reˈpuβlika βoliβaˈɾjana ðe βeneˈswela]) ist ein südamerikanischer Staat an der Karibikküste. Er grenzt im Süden an Brasilien, im Westen an Kolumbien und im Osten an Guyana. Venezuela wurde 1811 von Spanien unabhängig. Im Land herrscht seit der Bolivarischen Revolution von 1999 ein sozialistisch ausgerichtetes Präsidialsystem der Regierungspartei Partido Socialista Unido de Venezuela. Seit 2013 wird Venezuela von deren Parteivorsitzenden Nicolás Maduro regiert, dessen Regierungszeit zunehmend von politischen Protesten und internationaler Isolation geprägt ist.
Durch dirigistische Wirtschaftspolitik, geringere Erdölproduktion, Verfall des Ölpreises und internationale Sanktionen brach die Wirtschaftsleistung seit 2014 unter dem Regime Maduros ein. Die Armutsquote stieg ab 2014 über 50 Prozent und bis Ende 2018 auf 90 Prozent. Bis Januar 2023 haben aufgrund der wirtschaftlichen und politischen Situation mehr als 7 Millionen Menschen, etwa 20 Prozent der Bevölkerung, Venezuela in den letzten Jahren als Flüchtlinge verlassen.

## Landesnamen
Über den Ursprung des Namens „Venezuela“ gibt es zwei Theorien: Manche schreiben ihn Amerigo Vespucci zu, der zusammen mit Alonso de Ojeda 1499 eine Expedition entlang der nordwestlichen Küste führte (heute bekannt als der Golf von Venezuela). Als sie die Guajira-Halbinsel erreichten, beobachtete die Mannschaft die Pfahlbauten (palafitos), die die Añu über dem Wasser errichtet hatten. Diese erinnerten Vespucci an die Stadt Venedig (italienisch Venezia) und infolgedessen wurde die Region als „Klein-Venedig“ bezeichnet und Venezziola resp. Veneziola oder Venezuola genannt, was dann zu spanisch Venezuela wurde. Andererseits sagt der spanische Conquistador und Geograph Martín Fernández de Enciso, Mitglied derselben Mannschaft, in seiner Schrift „Suma de Geografía“ (1519), dass die Bevölkerung dieser Region einen flachen Felsen bewohnte und „Veneciuela“ genannt wurde.

## Geographie

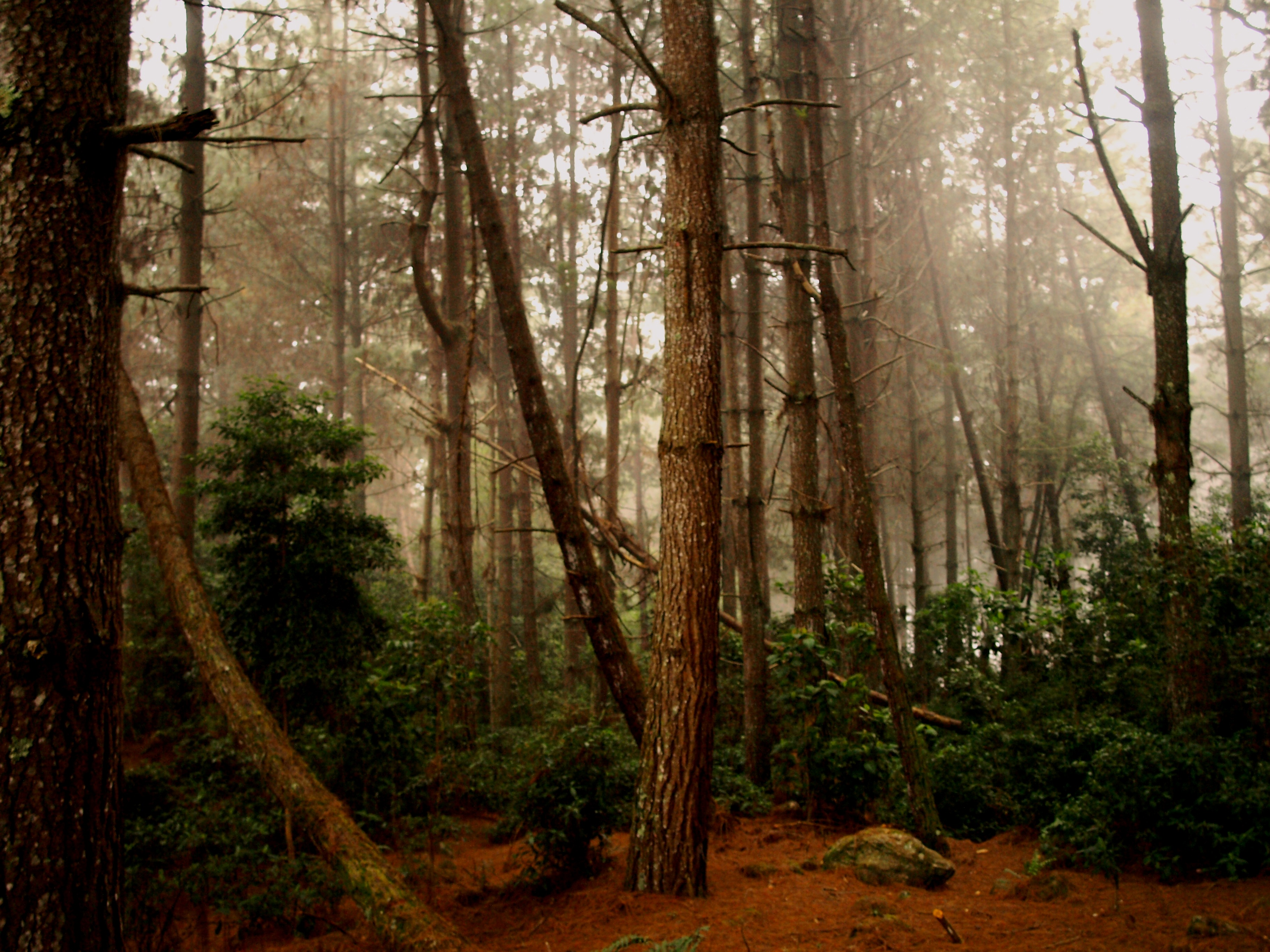
El Valle, Mérida

Venezuela hat eine etwa 2800 km lange Küste. Von der Gesamtfläche sind etwa 39 % bewaldet, 20 % bestehen aus Wiesen- und Weideland, 4 % machen Felder und Ackerland aus. Es grenzt an drei Staaten: im Osten an Guyana mit 743 km Grenze, im Süden liegt Brasilien mit 1819 km Grenze und im Westen Kolumbien mit 2050 km Grenze. Die gesamte Länge der Landesgrenzen Venezuelas beträgt 4612 Kilometer.
Venezuela lässt sich in fünf geographische Großräume einteilen: die Anden, die sich in einem breiten Ost-West-Bogen von der kolumbianischen Grenze entlang des Karibischen Meeres nach Osten erstrecken; die Orinoco-Ebenen (Llanos) im Zentrum; die Maracaibo-Tiefländer um den dortigen Brackwassersee im Nordwesten sowie das Bergland von Guayana im Südosten. Dazu kommen die venezolanischen Karibikinseln. Venezuela ist das sechstgrößte Land Südamerikas. Es ist landschaftlich sehr vielfältig; den stärksten Kontrast bilden die Dünenlandschaften am Isthmus von Coro und die Sümpfe des Delta Amacuro, beziehungsweise die schneebedeckten Berge der Cordillera de Mérida und die weiten Ebenen im Herzen des Landes.

### Natur
Mit einer besonders großen Artenvielfalt und Biodiversität, ausgesprochen vielen endemischen Arten, Gattungen und Familien von Pflanzen und Tieren sowie vielfältigen Ökosystemen wird Venezuela zu den Megadiversitätsländern dieser Erde gerechnet. In Venezuela gibt es etwa 105 Schutzgebiete, die etwa 26 % der kontinentalen, marinen und insularen Oberfläche des Landes bedecken. In Venezuela gibt es heute 43 Nationalparks (siehe Liste der Nationalparks in Venezuela) und 36 Naturdenkmäler. 62,9 Prozent (2007) der Landesfläche sind als geschützt ausgewiesen. Venezuela verfügt somit (gegenüber zum Beispiel Brasilien mit 18,5 Prozent) über den höchsten Prozentsatz an Naturschutzgebieten in Nord- und Südamerika.
Das Land kann in die folgenden vier großen Naturräume untergliedert werden:

#### Anden
Die Gipfel der venezolanischen Anden reichen bis knapp 5000 m. In den fruchtbaren Tälern zwischen den Bergen lebt ein großer Teil der Bevölkerung Venezuelas und auch Industrie und Landwirtschaft sind hier konzentriert. Die zerklüfteten Gebirgszüge an der kolumbianischen Grenze sind hingegen der am dünnsten besiedelte Teil dieser Region. Südlich des Maracaibo-Sees erhebt sich im Andenbogen der höchste Berg Venezuelas, der Pico Bolívar mit 4981 m. Einige Gipfel in dieser Region sind das ganze Jahr über schneebedeckt. Ein breites Tal trennt diesen Gebirgszug von einem weiteren, der der Küste folgt. In diesem Tal liegt auch die Hauptstadt Caracas. Dieser verhältnismäßig kleine Bereich ist die am dichtesten besiedelte Region des Landes. Hier wird die intensivste Landwirtschaft betrieben und das Verkehrsnetz ist am besten ausgebaut.

#### Orinoco-Ebene
Südlich der Berge erstrecken sich die großen Ebenen der Llanos. Sie dehnen sich von der karibischen Küste im Osten bis an die kolumbianische Grenze aus. Der Orinoco bildet die südliche Grenze. Dem Festland vorgelagert ist die Insel Margarita. Neben den Grasländern umfasst diese Region auch Sumpfgebiete im Orinoco-Delta und an der kolumbianischen Grenze. Die Erhebungen in den Llanos übersteigen die 200-Meter-Marke nicht.

#### Das Maracaibo-Tiefland

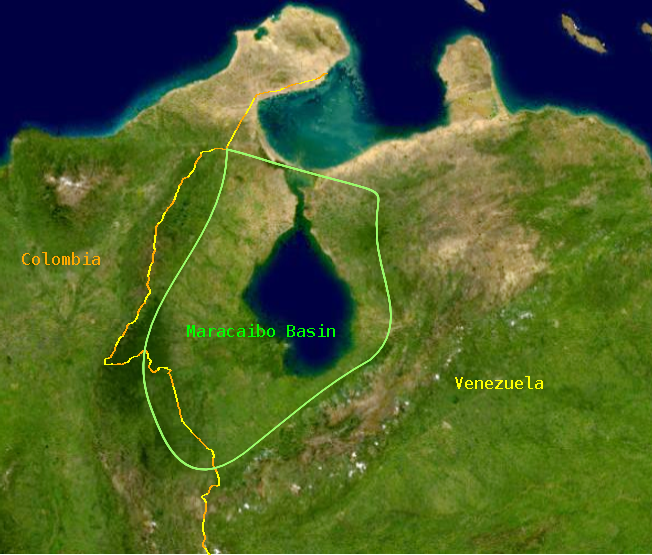
Lage des Maracaibo-Tieflandes

Das Maracaibo-Tiefland ist umgeben von Gebirgsketten, ausgenommen ist nur der Norden. Hier grenzt es an das Karibische Meer. Diese Region ist sehr flach und steigt nur leicht in Richtung der umliegenden Berge an. Der 13.000 km² große und bis zu 50 m tiefe Maracaibo-See nimmt einen Großteil der niedriger liegenden Bereiche ein. Er ist durch die ungefähr 75 km lange Meerenge Canal de San Carlos mit dem Golf von Venezuela verbunden. Unter dem Ostufer des Sees lagern die reichsten Erdölvorräte Venezuelas.
Die größte Stadt der Region ist die Hafenstadt Maracaibo am gleichnamigen See.

#### Hochland von Guayana

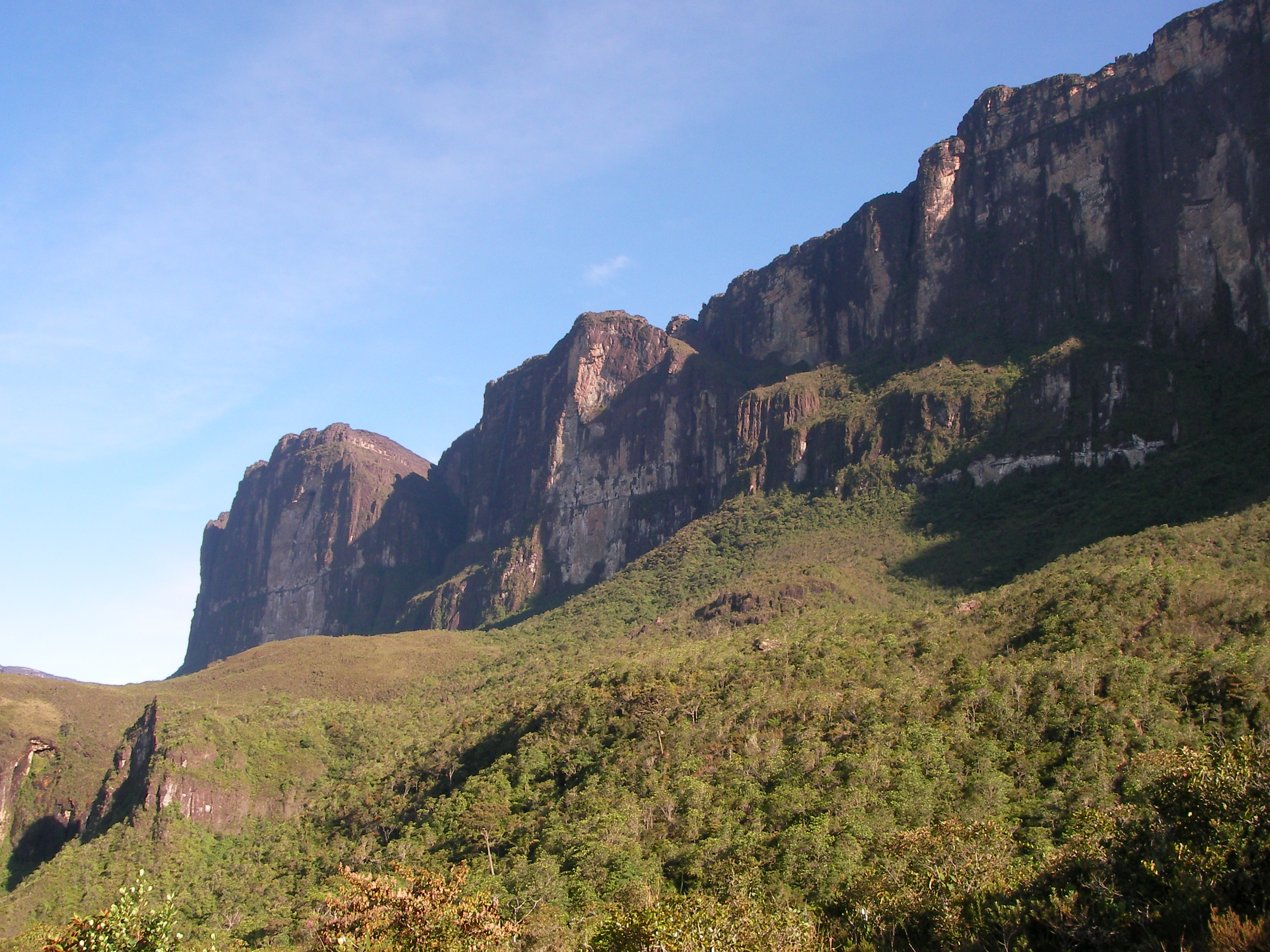
Tafelberg Roraima, Nationalpark Canaima

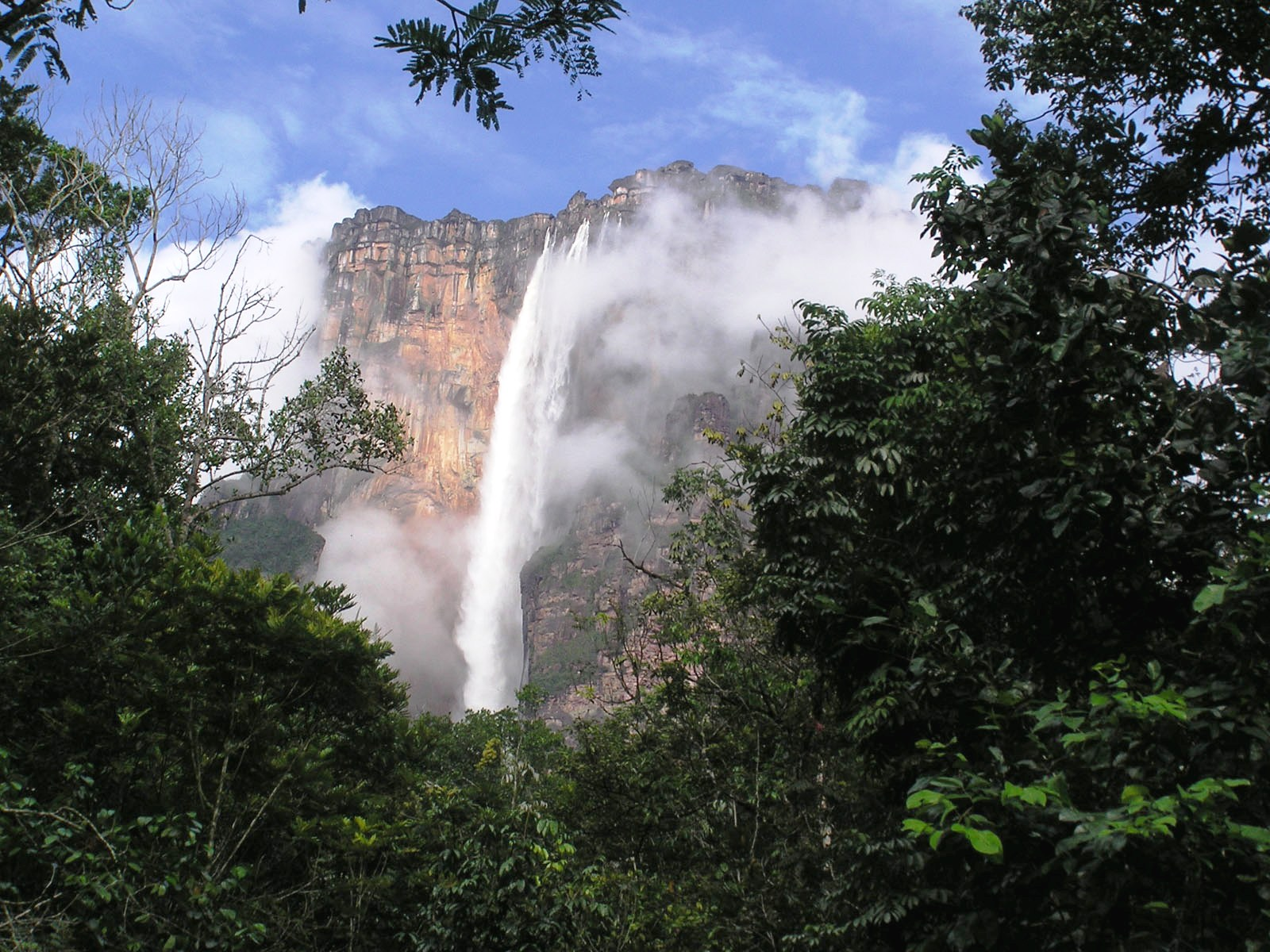
Salto Ángel, Nationalpark Canaima

Das Hochland von Guayana erhebt sich südöstlich des Orinoco und ist eine der ältesten Landschaften Südamerikas. Dieses Hochland, das von Plateaus und Nebenflüssen des Orinoco geprägt ist, nimmt mehr als die Hälfte der Landesfläche Venezuelas ein. Die auffälligste Formation dieser Region ist die Gran Sabana, eine große, stark erodierte Hochebene. Im Laufe von Jahrmillionen wurden die Sandsteinmassen abgetragen und übrig blieben zerklüftete Täler und gewaltige massive Tafelberge (Tepuis). Ihr Alter wird auf 70 Millionen Jahre geschätzt. Die 115 verschiedenen Tepuis in diesem Gebiet zeichnen sich durch eine einzigartige und eigentümliche Flora und Fauna auf ihren Hochplateaus aus, denn aufgrund der Isolation haben sich viele endemische Arten entwickelt. Von den Tafelbergen herab stürzen die höchsten Wasserfälle der Welt, wie zum Beispiel der Salto Kukenan und der höchste Wasserfall der Welt, der Salto Ángel mit einer Fallhöhe von 978 Metern. Er ist zugleich eine der bekanntesten Sehenswürdigkeiten des Nationalparks Canaima, der von der UNESCO zum Weltnaturerbe erklärt wurde.

### Flüsse und Hydrografie
Der Orinoco ist mit einer Länge von 2574 km der größte und wichtigste der über tausend Flüsse des Landes. Noch im Jahr 1958 verfügte er in seiner ganzen Länge über keine Brücke, die ihn überquerte. Er entspringt im Grenzgebiet zwischen Venezuela und Brasilien an einer der größten Wasserscheiden Lateinamerikas. Der Wasserstand des Orinoco schwankt je nach Jahreszeit beträchtlich. Die höchsten Stände werden im August gemessen und übersteigen die Tiefststände von März und April um über sieben Meter. Der Großteil des Flussbettes weist nur ein geringfügiges Gefälle auf.
Unterhalb der Oberläufe findet sich ein weltweit seltenes geographisches Phänomen: der Fluss spaltet sich in zwei Arme auf, eine sogenannte Bifurkation. Der Brazo Casiquiare (wörtlich: Casiquiare-Arm), ein natürlicher Kanal, verbindet die beiden unabhängigen Flusssysteme des Orinoco und des Amazonas miteinander. Dabei fließt ein Drittel des Wassers über den Rio Negro (Amazonien) in den Amazonas, der Rest fließt weiter in den Hauptkanal des Orinoco. Diese Passage erlaubt es Schiffen mit niedrigem Tiefgang, vom Orinoco in das Flusssystem des Amazonas zu wechseln. Dadurch bilden die riesigen Gebiete zwischen Orinoco, Amazonas und Atlantik eine Insel. Die meisten Flüsse, die in den nördlichen Gebirgen entspringen, fließen in südöstlicher Richtung zum Río Apure, einem Nebenfluss des Orinoco. Der Apure durchfließt die Llanos in östlicher Richtung. Im niederschlagsarmen Gebiet südlich des Apure gibt es keine nennenswerten Quellgebiete. Ein anderer wichtiger Fluss ist der Río Caroní, der sich vor allem durch seine hohe Fließgeschwindigkeit auszeichnet. Er entspringt im Hochland von Guyana und mündet auf der Höhe von Ciudad Guayana in den Orinoco. Der Caroní eignet sich besonders gut für den Bau von Wasserkraftwerken und trägt so erheblich zum Energiehaushalt Venezuelas bei.

### Klima
| Caracas   | Maracaibo             | Ciudad Bolívar  |
| Barcelona | Santa Elena de Uairén | Puerto Ayacucho |
| --------- | --------------------- | --------------- |

Obwohl Venezuela mitten in der tropischen Klimazone liegt, findet man, abhängig von der Höhenlage, der Topographie und der Richtung und Intensität der vorherrschenden Winde, alle Klimatypen vom tropisch feuchten bis zum alpinen Klima. Jahreszeitliche Schwankungen unterscheiden sich weniger durch die Temperatur als durch die unterschiedlichen Niederschlagsmengen. Im Großteil des Landes herrscht von Mai bis Oktober Regenzeit.
Das Land teilt sich in vier Temperaturzonen, die sich größtenteils auf die jeweilige Höhenlage zurückführen lassen: In der tropischen Zone (unterhalb von 800 m) herrschen im Jahresdurchschnitt Temperaturen zwischen 26 °C und 28 °C. Die gemäßigte Zone mit Durchschnittstemperaturen von 12 °C bis 25 °C erstreckt sich zwischen 800 und 2000 m Seehöhe. Hier liegen die meisten Städte Venezuelas, einschließlich der Hauptstadt Caracas. Kältere Bedingungen mit Temperaturen von 9 °C bis 11 °C findet man in der kühlen Zone zwischen 2000 und 3000 m. Weideland prägt die Landschaft im Hochgebirge (ab 3000 m Seehöhe) und über 4000 Meter gibt es dauerhafte Schneefelder. Hier liegen die Temperaturen im Jahresdurchschnitt unter 8 °C.
Die jährlichen Niederschläge reichen von 430 mm in den halb-ariden Tiefländern und Ebenen im westlichen Teil der Karibikküste bis zu etwa 1000 mm im Orinoco-Dreieck. In den Gebirgsregionen schwanken die Niederschlagsmengen beträchtlich, denn in den Senken fällt weniger Regen als an den Bergflanken, die den Nordostwinden ausgesetzt sind.
In Caracas fällt von Juni bis August mit 750 mm die Hälfte des dortigen jährlichen Niederschlags.
Die mittlere Höchsttemperatur des Landes liegt zwischen 30 °C und 31 °C. Allerdings kann die Temperatur an einzelnen Orten von diesem Durchschnittswert abweichen, so kommt es nicht selten zu Höchsttemperaturen um die 40 °C. Die mittlere Minimaltemperatur bewegt sich je nach Monat zwischen 7 °C und 12 °C, wobei sie von April bis November kaum unter 10 °C fällt. Von Juli bis Januar regnet es mitunter fast einen halben Monat lang, in den anderen Monaten gibt es nur einen bis sieben Regentage pro Monat.

### Zeitzone
1964 wurde in Venezuela die Zeitzone nach dem 60. Längengrad neu gerichtet (UTC−4, zuvor UTC−4:30). Am 9. Dezember 2007 wurde die Uhr um eine halbe Stunde zurückgestellt, und es galt wieder die Zeitzone UTC-4:30 (VST – Venezuelan Standard Time), die sich an der Sonnenzeit am Meridian von Villa de Cura in der Landesmitte ausrichtet. Seit dem 1. Mai 2016 gilt wieder die Zeit UTC-4 (international abgekürzt VET, die Bezeichnung Venezuelan Standard Time wurde beibehalten), dies unter anderem in der Hoffnung, den Stromverbrauch reduzieren zu können.

### Wichtige Städte

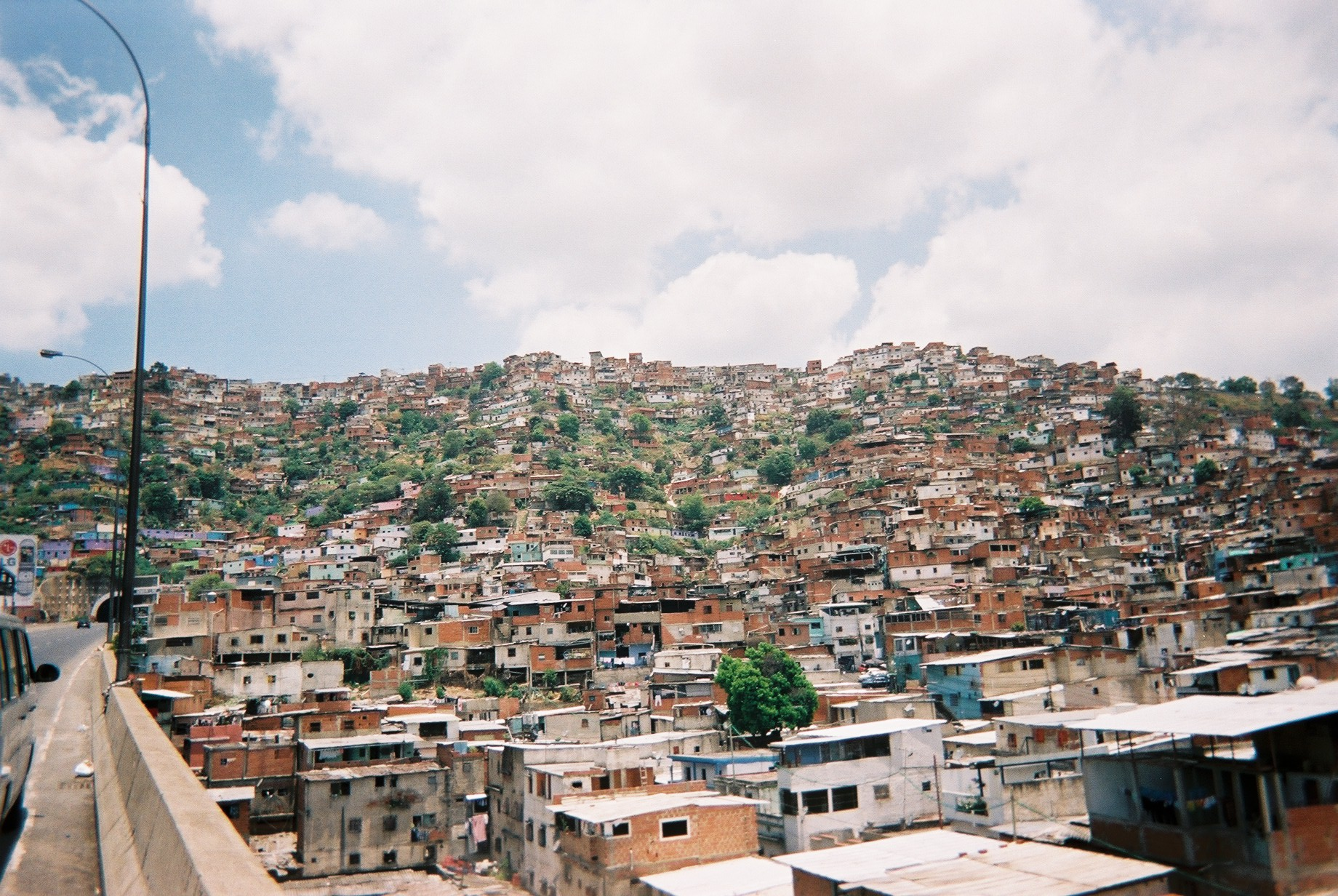
Armenviertel (Barrios), Caracas

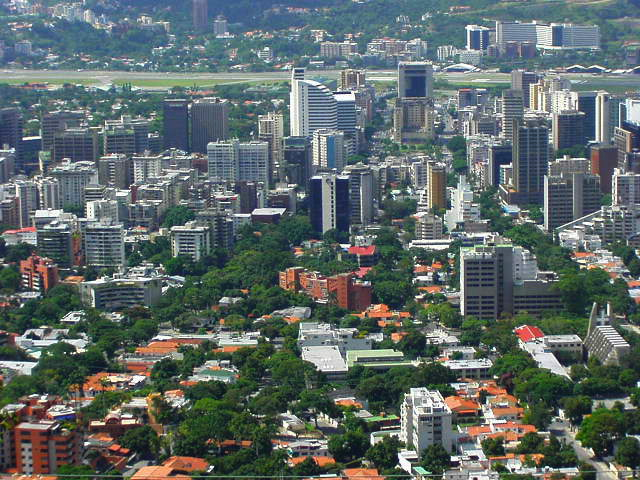
Skyline des Stadtteils Chacao, Caracas

Im Jahr 2023 lebten 88 Prozent der Einwohner Venezuelas in Städten. Die Hauptstadt Caracas ist die zweitgrößte Stadt des Landes und der größte Ballungsraum des Landes.
| Stadt          | Einwohner 2017 |
| -------------- | -------------- |
| Maracaibo      | 2.198.200      |
| Caracas        | 2.084.500      |
| Valencia       | 1.557.000      |
| Barquisimeto   | 1.070.600      |
| Ciudad Guayana | 865.200        |
| Maturín        | 496.900        |
| Maracay        | 457.200        |
| Barcelona      | 441.800        |

## Bevölkerung

### Demografie
Venezuela hatte 2023 28,3 Millionen Einwohner. Die Anzahl der Geburten pro Frau lag 2022 statistisch bei 2,2, die der Region Lateinamerika und die Karibik betrug 1,8. Die Lebenserwartung der Einwohner Venezuelas ab der Geburt lag 2022 bei 71,1 Jahren. Der Median des Alters der Bevölkerung lag im Jahr 2021 bei 28,1 Jahren. Im Jahr 2023 waren 26,2 Prozent der Bevölkerung unter 15 Jahre, während der Anteil der über 64-Jährigen 9,3 Prozent der Bevölkerung betrug.
In einer Umfrage des Meinungsforschungsinstitutes Gallup vom Dezember 2012 zählten die Einwohner des Landes mit zu den glücklichsten Menschen auf der Erde. Vier Jahre später herrschte eine Versorgungskrise. Zehntausende Menschen hatten das Land verlassen, alleine Kolumbien stellte Ende Sommer 2017 innerhalb von vier Wochen 62.000 temporäre Aufenthaltsbewilligungen für geflüchtete Venezolaner aus. Bis Januar 2023 haben aufgrund der wirtschaftlichen und politischen Situation mehr als 7 Millionen Menschen, etwa 20 Prozent der Bevölkerung, Venezuela in den letzten Jahren als Flüchtlinge verlassen.
| Jahr | Einwohner  | Jahr | Einwohner  |
| ---- | ---------- | ---- | ---------- |
| 1950 | 5.482.000  | 2000 | 24.488.000 |
| 1960 | 8.147.000  | 2010 | 29.028.000 |
| 1970 | 11.588.000 | 2017 | 31.977.000 |
| 1980 | 15.344.000 | 2020 | 28.436.000 |
| 1990 | 19.862.000 |      |            |

### Bevölkerungsstruktur
Von den Einwohnern sind 51,6 % Mestizen. 43,6 % der Venezolaner sind europäischer, 3,6 % schwarzafrikanischer und 2,8 % indianischer Abstammung. Das Bevölkerungswachstum beträgt jährlich 1,3 % (2016).
Ungefähr 85 % der Bevölkerung leben in den städtischen Gebieten im Norden des Landes. Im Gebiet südlich des Orinoco, das immerhin fast die Hälfte der Landesfläche einnimmt, leben nur 5 % der Einwohner, darunter indigene Volksstämme mit traditioneller Lebensweise wie die Waika. Die 2 % der indigenen Bevölkerung gehören etwa 24 unterschiedlichen Gruppen an. Die größten Ethnien sind die Wayuu (Guajiro) nördlich von Maracaibo, die De’áruwa (Piaroa), Wayapopihíwi (Guajibo), Ye’kuana und Yanomami in der Amazonasregion (davon 300 bis 400 im Parima-Tapirapeco Nationalpark in freiwilliger Isolation), die Warao im Orinoco-Delta und die Pemón im Südosten von Guayana.

### Sprachen
Artikel 9 der Verfassung von 1999 bestimmt als Amtssprachen zum einen Kastilisch sowie für die indigenen Völker die indigenen Sprachen. Diese „müssen im gesamten Territorium der Republik respektiert werden, da sie einen kulturellen Reichtum der Nation und der Menschheit darstellen.“
Die 35 verschiedenen indigenen Gruppen Venezuelas gehören zu den großen Sprachgruppen der Arawak-Sprachen (Arahuaca, Araguaca), Kariben (karibische Sprachen), Chibcha und Tupí-Guaraní. Die meistgesprochene indigene Sprache Venezuelas, das Wayuunaiki der Wayuu, ist eine Arawak-Sprache. Etwa ein Dutzend der in Venezuela gesprochenen Sprachen ist keiner größeren Sprachgruppe zuzuordnen. Bekannt sind davon vor allem Pemón und Warao (indigene Sprachen). Warao wird weltweit von etwa 30.000 Stammesmitgliedern der Warao-Indianer gesprochen, die fast ausschließlich in Venezuela leben. Der karibische Indianerstamm der Pemón lebt zu seiner Mehrheit in Gran Sabana im Bundesstaat Bolívar, wo ebendiese Sprache gesprochen wird.

### Religion
96 % der Bevölkerung sind römisch-katholisch, zwei Prozent gehören dem protestantischen Glauben an. 104.000 Venezolaner (0,3 %) waren im Jahr 2007 Anhänger der Zeugen Jehovas. 12.000 Einwohner (0,04 %) bekannten sich 2005 zur Neuapostolischen Kirche. Zum Islam bekennen sich etwa 95.000 Einwohner (0,3 %). Juden und Anhänger indigener südamerikanischer Religionen bilden weitere Minderheiten (Stand: 2006). Zusätzlich haben sich einige kleinere synkretistische Kulte im Land verbreitet, darunter der María-Lionza-Kult. Der wichtigste Heilige ist José Gregorio Hernández. Seine Figuren, mit schwarzem Filzhut und elegantem Anzug, sind in Wohnungen, Läden und Kirchen zu finden.
Volksheiler (curanderos) und Schamanen sind traditionell verbreitet und praktizieren nicht nur Naturheilkunde, sondern auch magische Riten, die in der zweiten Hälfte des 20. Jahrhunderts zunehmend von Santería beeinflusst wurden. Je nach Quelle praktizieren 30 Prozent bis 50 Prozent der Bevölkerung die eine oder andere Form von Spiritismus. Aberglaube und Hexerei sind verbreitet und verstärkten sich nochmals in der Versorgungskrise ab 2013.

### Bildung

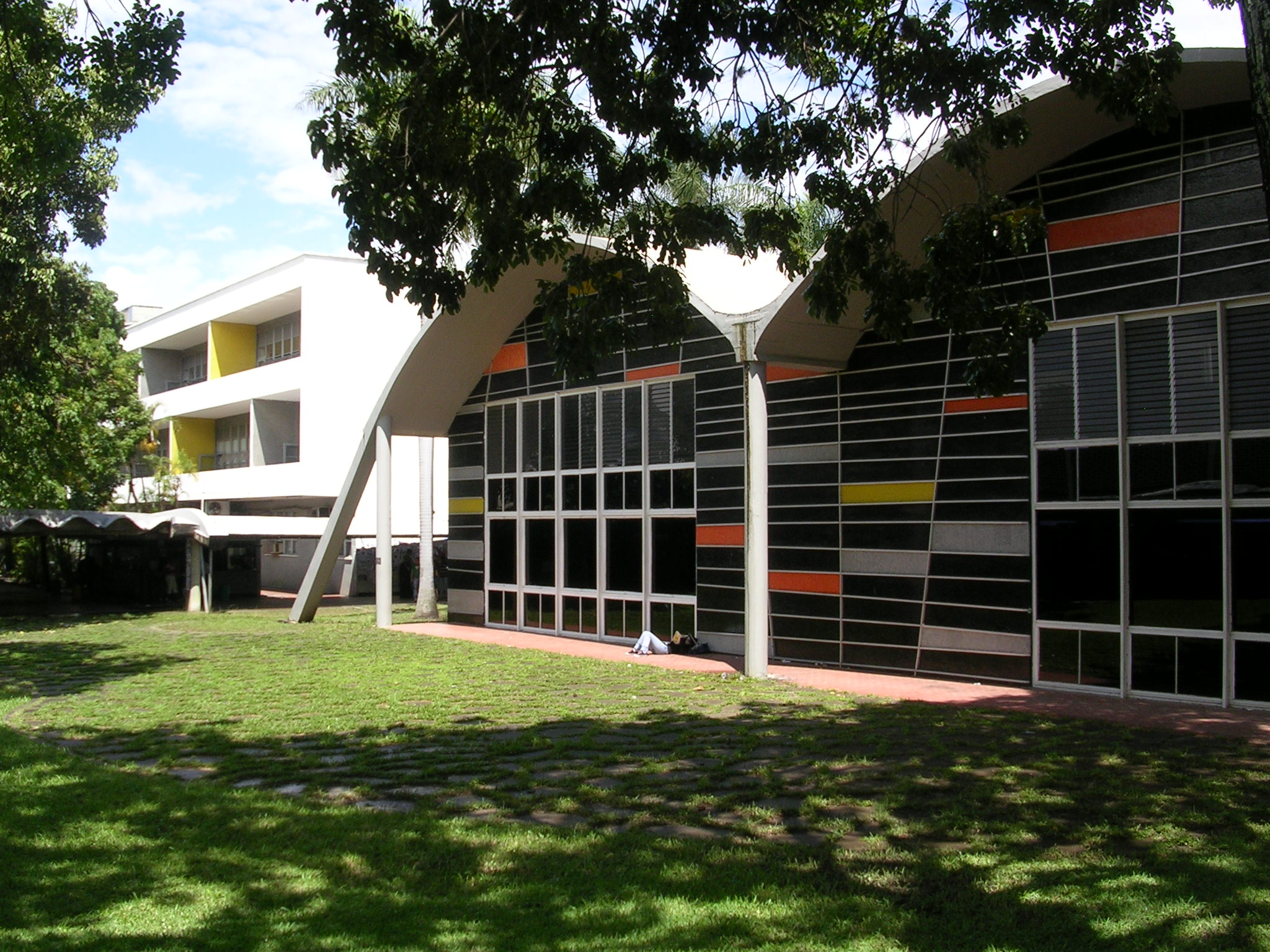
Universidad Central de Venezuela, Ciudad Universitaria, Caracas

In Venezuela gibt es sowohl ein staatliches als auch ein privates Schul- und Hochschulsystem. Im lateinamerikanischen Vergleich ist das Hochschulsystem sehr gut, jedoch sind noch deutliche Defizite im staatlichen Schulsystem zu erkennen. Die Schulpflicht beträgt neun Jahre, allerdings erfüllten diese 1998 nur etwa 60 % der schulpflichtigen Kinder.

#### Analphabetismus

Analphabetismus-Quote Venezuelas laut UNESCO und dem Instituto Nacional de Estadística Venezuelas.

Es gab immer wieder Alphabetisierungskampagnen. Diese wurden besonders in den Vierzigern und in den Achtzigern vorangetrieben. Mit der hohen Staatsverschuldung in den späten Achtzigern und der Einführung der strengen Sparprogrammen des IWF wurden in der zweiten Präsidentschaft von Carlos Andrés Pérez und seinen Nachfolgern Ramón José Velásquez und Rafael Caldera die Bildungsausgaben stark zurückgefahren. Die Analphabetenquote lag im Jahr 1997 knapp unter zehn Prozent. Unter der Regierung Chávez wurden erneut Anstrengungen unternommen, die Rate zu senken. Misión Robinson I und II waren Alphabetisierungsprogramme für Erwachsene, an dem bis Ende 2005 fast 1,5 Millionen Personen, respektive 600.000 Personen teilgenommen hatten; es bot Kurse zur Erlangung eines Primarschulabschlusses (6. Klasse) an.
Damit wurden die Kriterien der UNESCO erfüllt, die erlauben, ein Land mit weniger als vier Prozent Analphabetenquote für frei von Analphabetismus zu erklären. Diese Aussagen wurden von The Economist und El Universal in Frage gestellt. Die Programme wurden unter venezolanischer und kubanischer Hilfe auch in Bolivien aufgenommen, wo die Analphabetenquote von 14 % nach dem Zensus von 2001 auf weniger als 5 % im Jahr 2008 gesenkt wurde. Laut den Statistiken des INE (Instituto Nacional de Estadística) lag die Analphabetenquote im Jahr 2001 bei 7,02 % der Bevölkerung. Der Zensus von 2011 ergab eine Quote von 5,23 %.

#### Staatliches Bildungssystem
Neben dem privaten, kostenpflichtigen Schulsystem gab es seit 1870 ein kostenloses Schulsystem. Im Jahr 1975 wurde die Fundación Gran Mariscal de Ayacucho (Fundayacucho) errichtet, eine Stiftung, die seitdem Stipendien für Studierende im Inland und im Ausland organisierte.

#### Entwicklungen nach der Bolivarischen Revolution 2003
Ab 2003 erweiterte der Staat das System mit einem parallelen, sogenannten bolivarischen Schulsystem. Dieses neue System ließ aber Defizite erkennen. Das bolivarische Bildungssystem richtet sich sowohl an Erwachsene als auch an Schulpflichtige. Die Erwachsenenbildungsprogramme sind in sogenannten Misiones organisiert. Sie sind nach dem Generalstreik im Frühjahr 2003 angelaufen und werden dezentral angeboten: Misión Ribas ist ein Erwachsenenbildungsprogramm zur Erlangung eines Sekundarschulabschlusses (Abschluss nach der 11. Klasse). Darüber hinaus gibt es noch das Programm Misión Sucre.
2003 wurde die Universidad Bolivariana de Venezuela gegründet, an der im Gegensatz zur nationalen Uni alle Interessenten mit Sekundarschulabschluss studieren können. An dieser Uni existieren zurzeit 11 entwicklungstechnisch relevante Studiengänge (zum Beispiel Gemeindemedizin, Sozialarbeit, Pädagogik, Jura). Die Ausbildung besteht paritätisch aus universitären und praktischen Anteilen. Da die bolivarianische Uni nicht alle Interessenten aufnehmen kann, wurden dezentral Studierzirkel eingerichtet, die von Dozenten, Studenten höherer Semester sowie über Fernkurs versorgt werden. Die dezentrale Hochschulausbildung ist der Inhalt der Misión Sucre.
In den Armenvierteln werden bolivarianische Vorschulen, Grundschulen und Sekundarschulen errichtet. Die Schulen sind als Ganztagsschulen konzipiert; an der Konzeption der Schulen sollen zudem alle Beschäftigten (Lehrer, Psychologen und Handwerker) beteiligt werden. Die Schulen sollten Schulkleidung, zwei Mahlzeiten am Tag und die medizinische Versorgung der Kinder bereitstellen. Lerninhalte sind nicht nur die gewöhnlichen Schulfächer, sondern auch die Bewältigung des Alltags. Im Jahr 2003 wurden 2800 neue Schulen gegründet, in denen die Konzeption teilweise schon verwirklicht war. Laut der NGO Organisation for the Defence of the Right to Education versuchen Schuldirektoren im Bundesstaat Anzoátegui bei schlechter Sicherheitslage jedoch illegal, Schulgebühren für den Unterricht zu verlangen und schlechtere Schulqualität anzubieten als in offiziellen Erklärungen. Ab dem Jahr 2009 wurden Schüler an über 1000 Schulen in Venezuela ab der ersten Klasse im Umgang mit Computern unterrichtet. Die Schulen sind mit Laptops ausgestattet, auf denen die Linux-Distribution Canaima installiert ist. Bis Dezember 2012 wurden 30.000 Schüler mit diesen Computern ausgestattet.
Venezuela ist mit Bolivien, Paraguay, Ecuador, Guyana und Surinam eines der südamerikanischen Länder, die an der PISA-Studie nicht teilnehmen.

#### Musikpädagogik El Sistema
Ab 1975 baute der venezolanische Wirtschaftswissenschaftler und Musiker José Antonio Abreu ein landesweites Netz von Jugendorchestern (El Sistema) auf, das über 300.000 Kindern und Jugendlichen kostenlos Zugang zu Musikunterricht und zu einem eigenen Instrument verschaffte und zu höchsten musikalischen Leistungen wie unter anderem der international renommierten Orquesta Sinfónica Simón Bolívar de Venezuela führte. Die musikpädagogische Arbeit von El Sistema half laut Regierungsangaben den Kreislauf von Armut und Gewalt zu durchbrechen. 2009 entstand der Dokumentarfilm El Sistema von Paul Smaczny und Maria Stodtmeier. Im Jahr 2017 waren offiziell 827.000 Jugendliche eingeschrieben. Tourneen der Top-Orchester wurden laut Geoffrey Baker von der Regierung zu Propagandazwecken finanziert.

### Gesundheit
Durch ein Projekt der neuen Regierung unter Präsident Chávez, an dem zuerst nur 2000 kubanische, später auch einheimische Ärzte teilnahmen, konnte die Versorgung der ärmsten Schichten der Bevölkerung in der ersten Hälfte der 2000er-Jahre angehoben werden. Ergänzend lief ein Ernährungsprojekt, das die Versorgung der Armen mit Lebensmitteln in den Mercal-Märkten zu subventionierten Preisen sicherstellen sollte.

#### Medizinische Versorgung

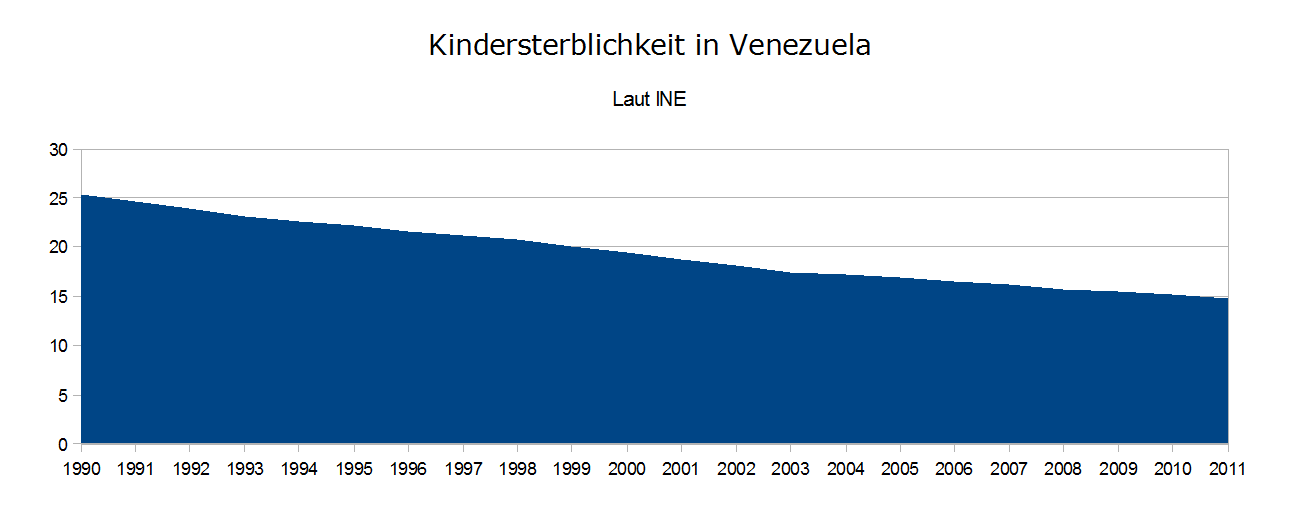
Entwicklung der Kindersterblichkeit in Venezuela 1990–2011 (Todesfälle je 1000 Lebendgeburten) laut INE. In den folgenden Jahren der Krise stieg sie an.

Mitte 2003 begann die Misión Barrio Adentro (tief im Viertel) zum Aufbau einer flächendeckenden kostenlosen medizinischen Versorgung. Ende 2006 arbeiteten in dem Programm 20.000 kubanische und 4000 venezolanische Ärzte, um in den Armenvierteln eine Gesundheitsversorgung aufzubauen. Die Versorgung war kostenlos, die Medikamente wurden vom Staat zur Verfügung gestellt. Die Medizinstationen werden aus einem Baukastenset errichtet, das aus einer kleinen Praxis und einer kleinen Wohnung bestand. Die Bevölkerung wurde durch je einen kubanischen und einen venezolanischen Arzt (beziehungsweise Studenten höheren Semesters) versorgt. Das Ziel war, dass der kubanische Arzt die Praxis nach zwei Jahren seinem venezolanischen Kollegen übergeben und dieser einen weiteren Venezolaner einarbeiten würde. Langfristig sollten auf diese Weise 200.000 Ärzte innerhalb von zehn Jahren ausgebildet werden, die dann ganz Lateinamerika hätten versorgen sollten.
Bis 2015 hatte sich die Situation, und dies nicht nur in den Armenvierteln, dramatisch verändert: Ärztliches Personal fehlte immer wieder, Apparate waren kaputt und die Apotheken führten selbst in der Hauptstadt nur knapp die Hälfte der üblichen Medikamente. Bis 2016 ergab sich eine weitere Verschlechterung und anstatt sich auf ein kostenloses Gesundheitssystem verlassen zu können, kaufte, wer eine rasche Behandlung wollte, die Medikamente selber auf dem Schwarzmarkt. Die NZZ beschrieb im Dezember 2016 das Spital von Valencia, ein einstiges Referenzzentrum, als „Referenzzentrum für die humanitäre Krise“. Erhebungen zeigten eine steigende Mangel- und Unterernährung. Im März 2017 bat Präsident Maduro die UNO um Hilfe bei der Versorgung mit Arzneimitteln. Ärzte konnten aus Mangel an Mitteln ihre Patienten nicht nach den Regeln der Kunst behandeln. Die Malaria galt in Venezuela als ausgerottet, nach Beginn der Wiederverbreitung der Krankheit kam es 2016 bei einer Steigerung um 76 Prozent zu 240.000 Erkrankungen, im ersten Halbjahr 2018 zu 500.000 Erkrankungen mit 820 Toten; für 2019 war der weltweit stärkste Anstieg gemeldet worden. Die Kinder- und Müttersterblichkeit stieg nach 2014 um 30, respektive 65 Prozent. Die Gesundheitsministerin wurde im Jahr 2017 entlassen, weil sie diese Zahlen veröffentlicht hatte. Die Caritas warnte im Herbst 2017, bis zu 280.000 Kinder im Land könnten an den Folgen von Mangelernährung sterben.
Aufgrund der desaströsen Lage des Gesundheitssystems im Jahr 2018 hatten die in Südamerika häufigen Schamanen großen Zulauf, auch darum, weil damit auf Medikamente der Schulmedizin verzichtet werden konnte, die sich kaum jemand noch leisten konnte. Derweil schätzte der Ärzteverband die noch eingesetzten Diagnosegeräte im Land auf rund 20 Prozent des Bestandes. Die Regierung verleugnete derweil die Gesundheitskrise, während die WHO die Nachbarstaaten aufforderte, ungeachtet der Legalität der Emigranten diese medizinisch zu versorgen, um die Ausbreitung von Krankheiten in andere Länder Lateinamerikas zu verhindern. Kolumbien hatte bei den Grenzübergängen Impfstationen eingerichtet, die auch von Müttern aufgesucht wurden, die mit ihren Kindern stundenlang aus dem Landesinnern Venezuelas anreisen mussten. Die BBC fasste im Februar 2019 zusammen, die Ärzte sagten, sie könnten manchmal ihren Patienten nur noch helfen, zu sterben, anstatt zu leben, derweil verlangten Spitäler von den Patienten Mieten für Geräte und den eigenen Kauf von Medikamenten. Von den laut offiziellen Angaben aus dem Jahr 2014 gut 66.000 Ärzten im Land seien nach Schätzungen der Berufsvereinigung bis Anfang 2019 ein Drittel ausgewandert.
Im April 2019 lieferte das sich ansonsten auf Hilfe in Kriegs- und Katastrophengebieten konzentrierende IKRK Notstromaggregate und Medikamente für Spitäler, während Präsident Maduro weiterhin darauf bestand, dass es keine humanitäre Krise gäbe.
Im Januar 2020 berichtete das Deutsche Ärzteblatt über den Zusammenbruch der medizinischen Versorgung in Venezuela.

#### Ernährungssituation
In den Städten wurden seit 2003 in Mercal-Märkten staatlich subventionierte Lebensmittel angeboten. Die Mercal-Märkte setzten 2005 landesweit 40 % der Grundnahrungsmittel und 20 % aller Nahrungsmittel um. Die Preise lagen künstlich zwischen 30 % und 70 % unter denen der normalen Läden. Ziel war die flächendeckende Lebensmittelversorgung vor allem der armen Bevölkerung. 2006 gab es 14.000 Läden. Ein weiteres Programm zur Verbesserung der Ernährungssituation der armen Bevölkerung waren die sogenannten Casas de Alimentación (Volksküchen), die in den Barrios selbst organisiert werden und mit staatlicher Finanzierung kostenlos 2–3 Mahlzeiten zur Verfügung stellten. Seit dem Amtsantritt Chávez’ wurde zudem die Verpflegung von Kindern in der Schule ausgebaut, um eine Ernährung auch ohne finanzielle Mittel sicherzustellen.
Dank der Ernährungsprogramme und der verbesserten Lebensmittelproduktion konnte die Zahl der an Unterernährung leidenden Personen im Land deutlich verringert werden. Der Vertreter der Ernährungs- und Landwirtschaftsorganisation der Vereinten Nationen, Alfedo Missair, sagte im Jahr 2010, Venezuela sei auf dem Weg die Millenniumsziele der UNO zu erreichen, die zwischen 1990 und 2015 eine Halbierung der Anzahl von Personen mit Unterernährung vorsehen. Mit 3,7 Prozent der Bevölkerung, die an Unterernährung leidet, liege Venezuela deutlich unter dem lateinamerikanischen Durchschnittswert von sechs Prozent. Die durchschnittliche Zufuhr von Nahrungsenergie stieg von 8.870 kJ (= 2.120 kcal) im Jahr 1999 auf 11.640 kJ (= 2.780 kcal) pro Tag im Jahr 2010. Venezuela wurde das Land mit der höchsten Fettleibigkeitsrate in Südamerika und das dritte in Lateinamerika nach Saint Kitts und Nevis sowie Mexiko. Schon im Jahr 2009 hatten jedoch Versorgungsengpässe begonnen mit Teuerungen von bis zu 50 Prozent, worauf die Regierung mit Enteignungen in der Lebensmittelindustrie reagierte. Drei Viertel der Nahrungsmittel wurden importiert.
Während der Versorgungskrise der Jahre 2015/2016 schien hingegen eine Hungersnot absehbar. Der Kauf von zu viel Essen konnte zu einer Verhaftung führen und das mit der Verteilung von Lebensmitteln beauftragte Militär wurde der Bereicherung verdächtigt. Der sarkastische Name „Maduro-Diät“ beschrieb den Umstand, dass drei Viertel der Bevölkerung 2016/2017 pro Person innerhalb eines Jahres acht Kilogramm abgenommen hatten. Die Caritas gab im Jahr 2018 bekannt, 12 Prozent der Kinder seien stark unterernährt und bei 300.000 bestünde deswegen Lebensgefahr. Lebensmittelzuteilungen dienten stattdessen der Regierung zur politischen Kontrolle und die Diagnose „Unterernährung“ war so gut wie verboten. Die Armutsquote stieg ab 2014 über 50 Prozent bis Ende 2018 auf 90 Prozent.

#### Comité Local de Abastecimiento y Producción (CLAP) 2016
2016 wurden Lokalkomitees geschaffen, um die Versorgung mit Grundnahrungsmitteln zu verbessern. Sie sollten gemäß den Worten des Präsidenten die Spekulanten und Kriminellen des „parasitären Kapitalismus“ ausschalten, förderten jedoch die Günstlingswirtschaft und öffneten dem Diebstahl Tür und Tor. Das System erreichte nicht alle Menschen, zudem wurde der Erhalt der Pakete an das Carnet de la Patria geknüpft, das dem Staat soziale Kontrolle erlaubt wie beispielsweise die Belohnung von Wählern, auch wer „schlecht über Maduro redet, geht leer aus“.

### Sicherheit
Eines der größten Probleme Venezuelas, die Kriminalität, verschärfte sich nach dem Amtsantritt Chávez’ noch einmal deutlich, obschon ab 1999 mehr als 20 verschiedene Sicherheitspläne ins Leben gerufen worden waren.
Die Tötungsrate pro 100.000 Einwohner erhöhte sich weiter mit der Ausweitung der Wirtschaftskrise ab 2014; laut Zahlen der UN hatte Venezuela 2016 die dritthöchste Tötungsrate unter den 97 Ländern, zu denen Daten vorlagen, dies bei insgesamt 17.778 Tötungen nach UN-Definition im Land (in Deutschland 963 bei mehr als doppelt so vielen Einwohnern). Die Entwicklung nach Angaben der Vereinten Nationen verlief bis 2018 folgendermaßen:
| Jahr        | 1998  | 1999  | 2000  | 2001  | 2002  | 2003  | 2004  | 2005  | 2006  | 2007  | 2008  | 2009  | 2010  | 2011  | 2012  | 2014  | 2016  | 2018 |
| Tötungsrate | 19,58 | 25,20 | 32,76 | 31,91 | 37,85 | 43,84 | 36,92 | 37,20 | 45,00 | 47,51 | 51,84 | 48,92 | 45,06 | 47,85 | 53,76 | 61,91 | 56,33 | 81,4 |

Amnesty International nannte jedoch schon für 2016 eine Zahl von 21.700 Opfern, was einer Tötungsrate von gut 70 entspräche. Für 2017 schätzte AI unter Berufung auf Zahlen von Nichtregierungsorganisationen eine Rate von 89, selbst laut Regierung lag sie bei 62. Statistiken ließen sich früher aus den Berichten der venezolanischen nationalen Polizeiagentur CIPCP für jede Region erstellen. In Venezuela verstarben demzufolge von 2000 bis 2007 über 85.000 Menschen durch Gewaltdelikte – Zahlen, die viel höher waren als in den vorangegangenen Jahrzehnten, wie NGOs (unter anderem Amnesty International Venezuela) in einer Konferenz im April 2007 informierten.
Täglich starben in Venezuela im Jahr 2005 bis zu 44 Menschen an den Folgen von Gewaltverbrechen. Nach UNO-Angaben hatte Venezuela im Jahr 2007 die weltweit höchste Rate an Gewalt mit Schusswaffengebrauch. Im März 2007 wurde in Venezuela ein Gesetz zum Schutz von Frauen gegen Gewalt verabschiedet. Amnesty International kritisierte 2008, dass es trotz des neuen Gesetzes fortdauernd Gewalt gegen Frauen gebe sowie anhaltende gewalttätige politische Auseinandersetzungen zwischen Befürwortern und Gegnern der Regierung, gegen die die Regierung nichts Effektives unternehme. Ein Teil der 2013 getöteten 295 Polizisten waren einfach darum umgekommen, weil jemand ihre Waffe wollte, 2014 waren es 338 Beamte verschiedener Dienste. Laut Schätzungen bleiben 92 Prozent aller Verbrechen unaufgeklärt. Nach Ausbleiben von Statistiken, welches auch als bewusste Verschleierung der Regierung interpretiert wurde, erstellten Journalisten die Mord-Statistik durch tägliche Besuche der Leichenschauhäuser. Der Drogenhandel nahm in wenigen Jahren bis 2015 markant zu; kolumbianische Drogenhändler finden offenbar in Venezuela bessere Bedingungen als in Kolumbien. Der Drogenbaron Makled brüstete sich damit, 40 venezolanische Generäle auf seiner Lohnliste zu haben.
Laut Aussage von Amnesty International von 2006 gab es Berichte – für mehrere Bundesstaaten wurde von einem Muster gesprochen – wonach unter den über 6000 Personen, die von der Polizei in den Jahren 2000 bis 2005 getötet worden waren, auch Vorfälle von Extralegale Hinrichtungen von bloß der Kriminalität Verdächtigten vorhanden waren. Zudem seien Menschen verschwunden und Angehörige seien eingeschüchtert worden. 2017 beklagte die UNO Schusswaffeneinsätze, die möglicherweise Hinrichtungen waren, während eine NGO Verschwindenlassen und Folter von im Rahmen von Demonstrationen Verhafteter aufzählte. 2018 beklagte Amnesty International außergerichtliche Hinrichtungen im Rahmen von laut der Regierung angeblich „bewährter Kriminalitätsbekämpfung“ im Umfang von Tausenden von Fällen für die Jahre 2015 bis 2017. Für das Jahr 2018 wurden laut Bericht der NGO Observatorio Venezolano de Violencia bei insgesamt 23.047 Tötungen deren 7.523 dem „Widerstand gegen die staatlichen Autoritäten“ zugeschrieben, erfolgten mithin nicht durch Kriminelle. In vier Bundesstaaten lag die gesamte Mordrate bei 100 oder weit darüber.
Tourismus
Nach dem Auswärtigen Amt bestand im Jahr 2012 in Venezuela insbesondere Gefahr durch Entführungen zur Erpressung von Geldzahlungen und Überfälle mit Waffengewalt. Die Straßenkriminalität in venezolanischen Großstädten, besonders in Caracas, sei hoch gewesen. Bei Kontrollen durch Uniformierte im Stadtgebiet, bei Straßenkontrollen und selbst am Flughafen waren in der Vergangenheit Reisende von uniformierten Kontrolleuren beraubt oder zu Geldzahlungen bzw. Geldumtausch genötigt worden. In den Gebieten entlang der kolumbianischen Grenze bestanden als Folge des kolumbianischen Binnenkonflikts eine erhöhte Gefahr von Entführungen und anderen Gewaltverbrechen. Besondere Vorsicht sollte man bei Taxis und nachts walten lassen; es ist in der Vergangenheit aber auch in Hotelanlagen zu Übergriffen gekommen. Kontrollen an den venezolanischen Flughäfen gingen über das allgemein an internationalen Flughäfen übliche Maß hinaus: Bei der Ausreise aus Venezuela konnte es zu zeitaufwändigen Kontrollen kommen, da die venezolanischen Behörden zur Bekämpfung des Drogenhandels umfassende Kontrollen durchführten – Beschädigungen des Gepäcks können die Folge sein. Es war auch nicht auszuschließen, dass in nicht vorhersehbaren Fällen die vor der Einführung von Ganzkörperscannern als Regel übliche und teils mangelhaft durchgeführte Kontrolle durch Röntgen in einem Krankenhaus in der Umgebung des Flughafens erfolgte. Das Problem erledigte sich durch den kompletten Zusammenbruch des Tourismus in den folgenden Jahren.

## Geschichte

### Bis zum 19. Jahrhundert

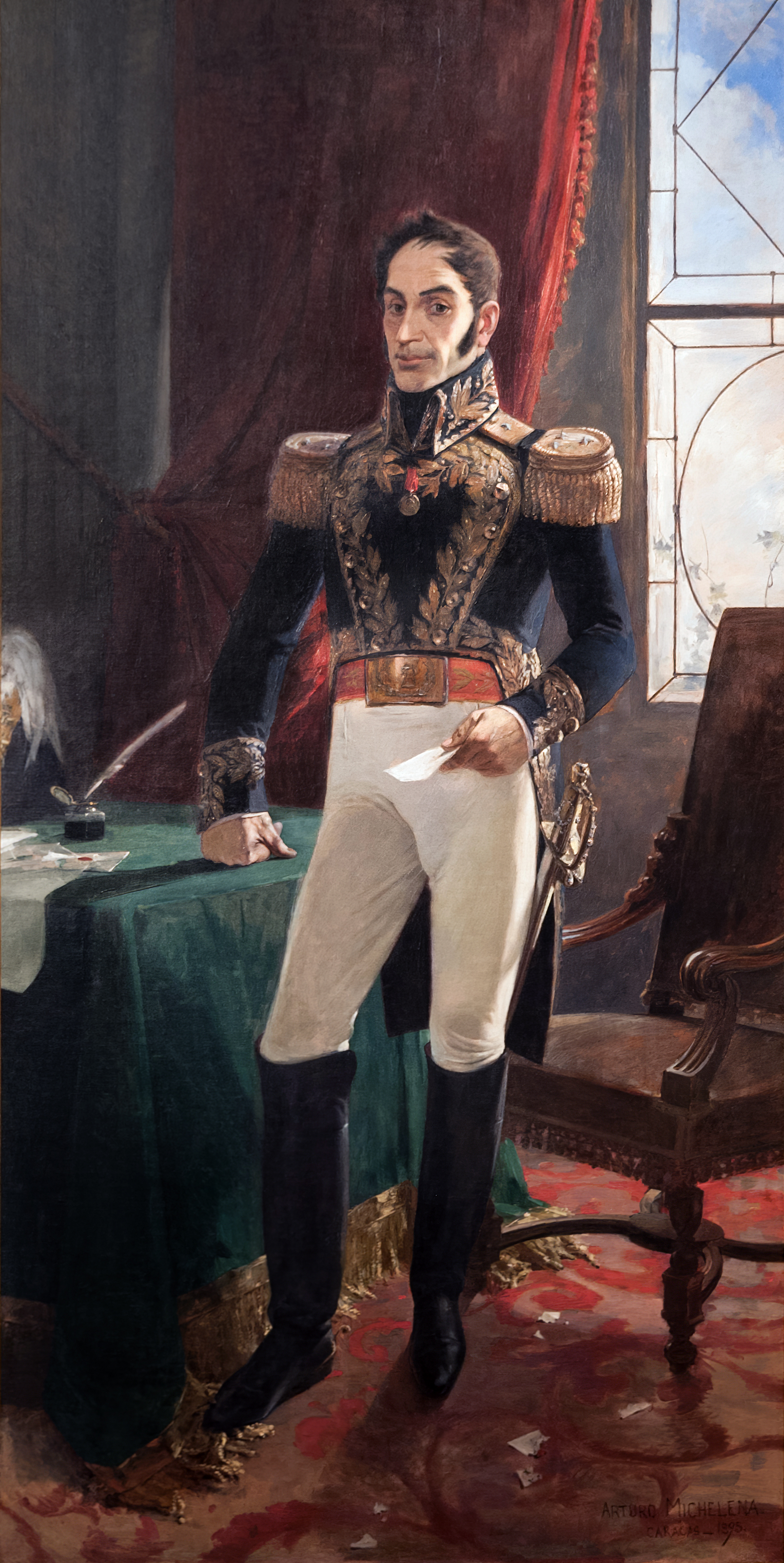
Simón Bolívar, Befreier von Venezuela, Kolumbien, Panama, Ecuador, Bolivien, und Peru

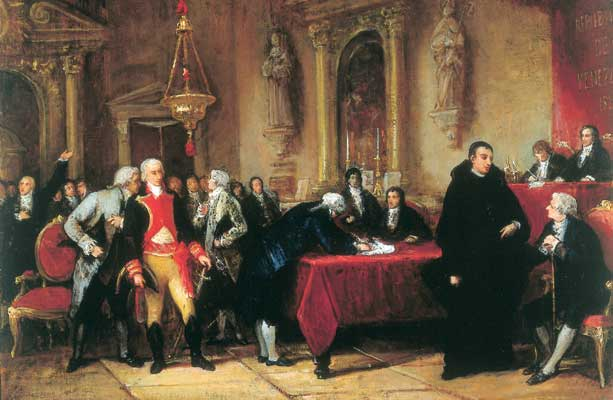
Martin Tovar y Tovar: Unterzeichnung der Unabhängigkeitserklärung, Gemälde von 1876

In Venezuela lebten in vorkolumbianischer Zeit indianische Gruppen, nomadisierende Jäger und Sammler sowie Fischer und Bauern. Christoph Kolumbus erreichte auf seiner dritten Reise 1498 die östliche Küste Venezuelas und ging an der Mündung des Flusses Orinoco an Land. Es war das erste Mal, dass er und seine Mannschaft das amerikanische Festland betraten. Am 24. August 1499 folgte eine Expedition von Alonso de Ojeda und Amerigo Vespucci, die dem Land wegen der häufigen Verwendung von Pfahlbauten angeblich den Namen Venezuela (Klein-Venedig) gaben. Diese Theorie stammt aus Vespuccis Reisebericht Cuatro Navegaciones („vier Schifffahrten“) und ist allgemein bekannt, jedoch historisch nicht belegt.
Die erste feste Siedlung der Spanier namens Nueva Cádiz entstand 1522. Von 1528 bis 1545 war die Provinz Venezuela durch Karl V. an die Welser verpfändet, die in diesem Zeitraum die Kolonie Klein-Venedig betrieben. Die heutige Hauptstadt Caracas wurde 1567 gegründet, und 1577 setzte die spanische Krone zur Verwaltung einen Gouverneur ein.

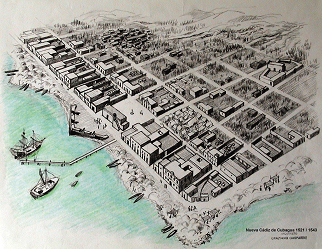
Skizze von Nueva Cádiz

Die Kolonie wurde im 16. und 17. Jahrhundert von den Spaniern eher vernachlässigt, da sie sich auf das Gold aus anderen Teilen Amerikas konzentrierten. Der Anbau von Kakao, Zucker, Tabak, Kaffee und Baumwolle führte dazu, dass eine große Anzahl an Sklaven nach Venezuela gebracht wurde, die die Kultur in Venezuela beeinflussten, nachdem die einheimische Kultur zu einem Großteil zerstört worden war. Im 17. und 18. Jahrhundert begann die Christianisierung indianischer Stämme durch Missionare der römischen Kirche. Das Land war politisch zunächst Bestandteil des 1535 gebildeten Vizekönigreichs Neuspanien (Nueva España) mit seiner Hauptstadt Mexiko. 1717 und dann endgültig 1739 wurde es dem neu gegründeten Vizekönigreich Neugranada zugeschlagen. 1777 wurde das Generalkapitanat Venezuela gegründet.
Von 1797 bis 1821 gab es immer wieder Versuche, Neugranada von der spanischen Herrschaft loszulösen. 1821 gelang es Simón Bolívar, die Unabhängigkeitskriege in Venezuela zum siegreichen Ende zu führen. Venezuela wurde ein Teil der von Bolívar 1819 neu geschaffenen Republik Großkolumbien. Wenige Tage nach seinem Tod 1830 fiel Venezuela aus dieser Verbindung ab und erklärte sich für selbstständig.
1864 wurde Venezuela in eine Bundesrepublik umgewandelt. Es folgten eine Reihe Bürgerkriege und Revolutionen, die die politische Entwicklung des Landes beeinflussten.

### Erste Hälfte des 20. Jahrhunderts

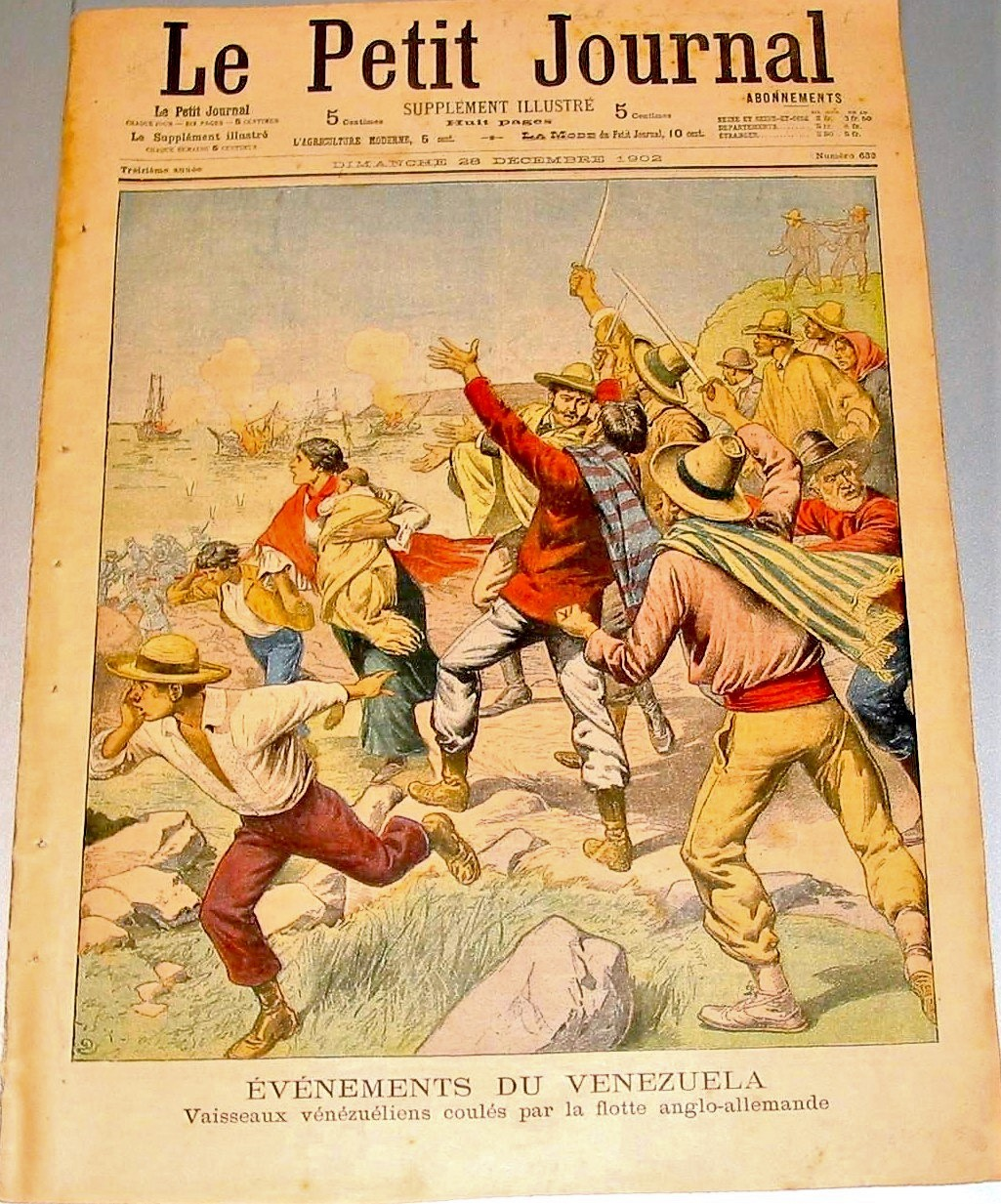
Venezuela-Krise 1902/03

Die ersten Jahre des 20. Jahrhunderts waren durch die Diktatur von Juan Vicente Gómez bestimmt. Auf dessen Tod folgte eine teilweise Liberalisierung des Landes, unter anderem durch Eleazar López Contreras. Diese Politik wurde von Isaías Medina Angarita fortgeführt. So wurde im Juni 1941 die sozialdemokratische Partei Acción Democrática (AD) und im Oktober 1945 die Kommunistische Partei legalisiert und im April eine Verfassungsreform durchgesetzt.
Aufgrund einzelner Mängel, die die Regierung mit zu verantworten hatte, kam es von Seiten der Opposition und Teilen des Militärs am 18. Oktober 1945 zum Putsch gegen die Regierung Medina Angaritas. Die durch den Putsch an die Macht gekommene Regierung setzte die angestrebten Reformen sofort durch. Das Wahlgesetz von 1945 konzedierte erstmals den Frauen das Recht, an Wahlen zu kommunalen Vertretungskörperschaften teilzunehmen. Am 28. März 1946 wurden das allgemeine, gleiche und direkte Wahlrecht etabliert. Damit waren das aktive und passive Frauenwahlrecht erreicht.
Am 14. Dezember 1947 wurde zum ersten Mal ein Präsident direkt vom Volk gewählt. Rómulo Gallegos sollte der erste gewählte Präsident werden. Allerdings blieb er nicht lange im Amt, denn kurz darauf kam es zu einem erneuten Putsch des Militärs.

### 1948–1982
Ab 1948 wurde Venezuela von einer Militärjunta geführt, von 1952 an unter Diktator Marcos Pérez Jiménez. Mit seinem Sturz 1958 wurde Venezuela eine Demokratie. Seitdem waren bis in die 1990er Jahre die beiden bestimmenden Parteien die sozialdemokratische Acción Democrática und die konservative COPEI, die auch die Präsidenten stellten. In der ersten Amtszeit von Carlos Andrés Pérez (1974–1979) stiegen die Einkünfte des Landes aus dem Erdölexport so rapide, dass das Land eines der wohlhabendsten Länder Südamerikas war, „[…] durch den Verkauf von Erdöl hat Venezuela von 1973 bis 1983 rund 240 Milliarden Dollar eingenommen, das heißt etwa das Zehnfache dessen, was der Marshallplan vorsah“ (Arturo Uslar Pietri), die damit einhergehende Verteilungspolitik führte zur, für lateinamerikanische Verhältnisse, außerordentlich hohen politischen Stabilität des Landes. Die Entwicklung des Bildungssystems manifestierte sich ebenfalls in einer verbesserten Verteilung im Land.

### 1983–1997
Mit dem schnellen Verfall des Ölpreises seit 1983 brachen diese Einkünfte jedoch weg, und da es keine anderen Wirtschaftszweige gab, die die sinkenden Erdöleinnahmen zu kompensieren vermochten, führte dies gemeinsam mit den immer höher werdenden Auslandsschulden (1993: 45 Milliarden Dollar) zu einer anhaltenden Wirtschaftskrise.
Carlos Andrés Pérez war aufgrund massiver Korruption heftig kritisiert worden. Er wurde für die Amtsperiode 1989–1994 mit großen Erwartungen wiedergewählt.
Michael Zeuske sieht vor allem innenpolitische Probleme, Korruption, Elitenmisswirtschaft, massive Fehlinvestitionen, eine mangelhafte Bildungspolitik und die Vernachlässigung ganzer Wirtschaftszweige, wie der Landwirtschaft, als wesentliche Ursachen für die nachfolgende größte Rezession in der Geschichte des Landes. Venezuela war faktisch bankrott und die für Kredite des Internationalen Währungsfonds eingeforderten Einsparmaßnahmen wurden einseitig auf dem Rücken der Ärmsten ausgetragen. Es kam am 27. Februar 1989 nach einer über Nacht erfolgten starken Erhöhung der Preise für den öffentlichen Nahverkehr zu landesweiten Aufständen und Hungerrevolten, der sogenannten Caracazo. Durch deren gewaltsame Niederschlagung kamen offiziell 246, nach inoffiziellen Schätzungen in kaum zwei Tagen weit über 1000–3000 Menschen ums Leben. Langfristige Folge war eine zunehmende Machtverschiebung hin zum Militär, wie der Zusammenbruch des sozialen Konsens und der bis dahin etablierten Parteien. Nach zwei Putschversuchen im Jahr 1992, einem am 4. Februar durch Hugo Chávez und einem weiteren am 27. November 1992, einem Volkswirtschaftsjahr mit Minuswachstum und der Absetzung des Präsidenten Pérez durch den Obersten Gerichtshof wegen Veruntreuung und Korruption wurde 1994 Rafael Caldera als neuer Präsident gewählt. Bis 1998 gelang ihm zwar die politische Stabilisierung, der Wirtschaftskrise aber wurde auch er nicht Herr (1994: Inflationsrate: 71 Prozent, schwere Währungskrise und Bankencrash).

### „Chavismus“ ab 1998

#### Regierung Chávez von 1998 bis 2013

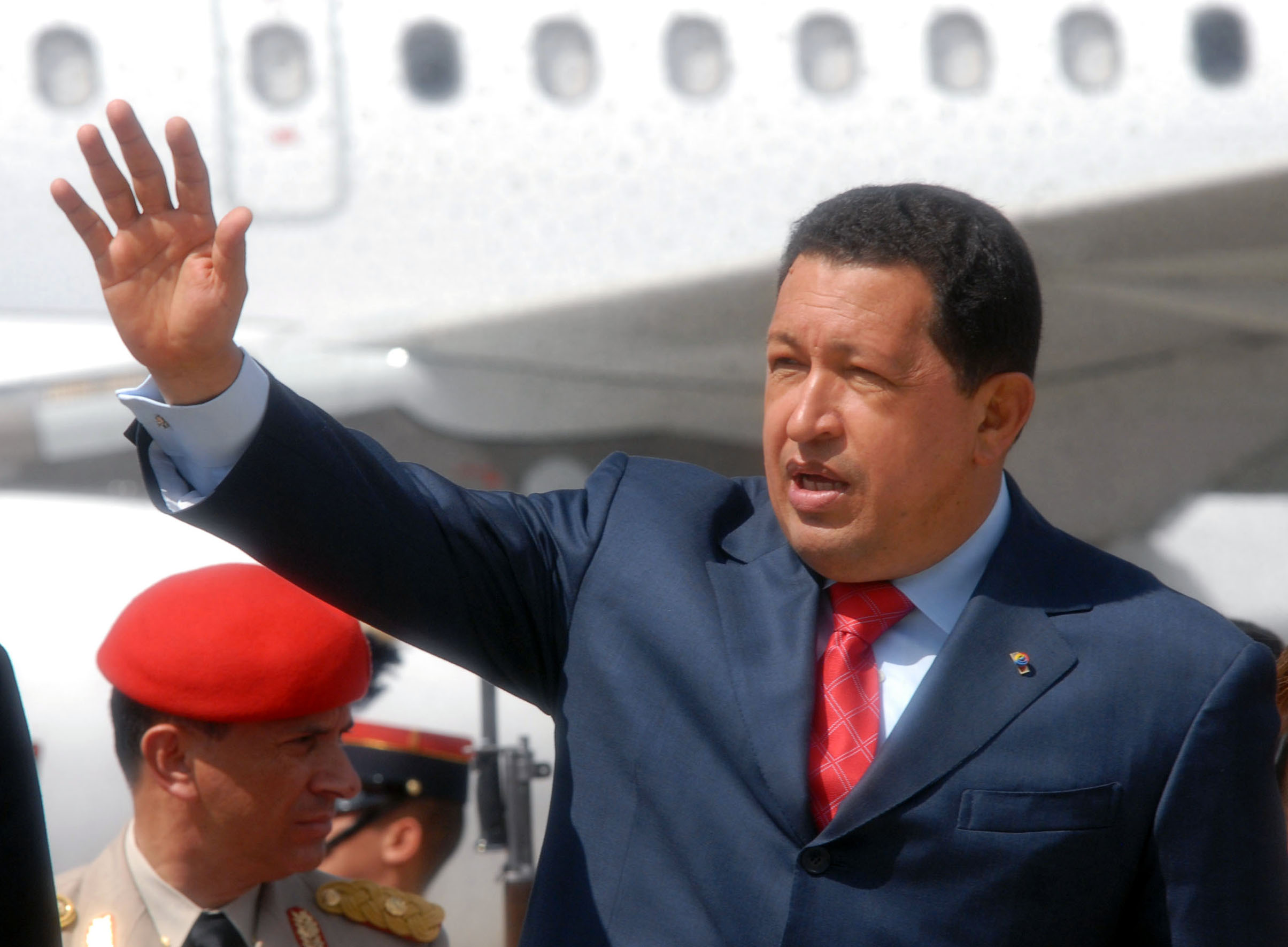
Hugo Chávez bei einem Besuch in Guatemala

Am 6. Dezember 1998 wurde Hugo Chávez, der Gründer der Movimiento Quinta República und Anführer eines Putschversuches gegen die venezolanische Regierung unter Carlos Andrés Pérez (1992), mit 56 Prozent der Stimmen zum Präsidenten gewählt. Chávez war ein Verfechter der Bolivarischen Revolution, seine erklärten Ziele waren der Kampf gegen Korruption, die Schaffung und Stärkung direkt-demokratischer Partizipationsmöglichkeiten im politischen System sowie die Gewährleistung und Verteidigung der nationalen und ökonomischen Unabhängigkeit. Nach der Ausarbeitung einer neuen „bolivarischen“ Verfassung und deren Annahme per Referendum wurde Chávez im Jahr 2000 mit 60 Prozent als Präsident bestätigt. Venezuelas Staatsbezeichnung lautet seitdem „Bolivarische Republik Venezuela“ und wird oft auch als „Fünfte Republik“ (quinta república) bezeichnet. Eine der Neuerungen der Verfassung war die Möglichkeit der Umgehung des Parlaments durch vom Präsidenten entschiedene „Volksreferenden“, unter anderem jenes über seine unbegrenzte Amtszeit.
Am 11. April 2002 scheiterte ein Putsch gegen die Regierung Chávez. Die zuvor in einer niedrigeren Instanz verurteilten Putschisten, darunter drei hochrangige Militärs, wurden vom Obersten Gerichtshof TSJ jedoch freigesprochen. Dem Putsch voran gingen Streiks beziehungsweise Aussperrungen des Unternehmerverbandes. Beim staatlichen Erdölkonzern Petróleos de Venezuela (PDVSA) kam es zu Sabotageaktionen und dem unerlaubten Fernbleiben von der Arbeit durch höhere Angestellte und Angehörige des Managements. Da der vermeintliche Streik nicht einmal innerhalb der Gewerkschaft abgestimmt war, erkannte ihn die Internationale Arbeitsorganisation nicht als Streik an. Hinzu kam auch ein sogenannter Steuerstreik der wohlhabenden Bevölkerungsteile.
2004 sammelte die Opposition Unterschriften für ein Referendum zur Abwahl von Chávez. Nachdem die zuständige Wahlbehörde festgestellt hatte, dass die notwendige Anzahl von Unterschriften (etwa 2,5 Millionen) knapp erreicht war, erklärte Chávez, er würde sich diesem Referendum stellen. Aufgrund des bemerkenswert hohen Andrangs am Abstimmungstag wurde Chávez bei hoher Wahlbeteiligung (73 Prozent) mit 59,25 Prozent (knapp fünf Millionen Wähler) im Amt bestätigt. Die Opposition warf Chávez Wahlbetrug vor, aber eine von ihr initiierte und von der Organisation Amerikanischer Staaten und dem Carter Center durchgeführte Nachzählung der Stimmen bestätigte das Wahlergebnis.
Am 3. Dezember 2006 wurde Chávez bei den Präsidentschaftswahlen mit 62,89 Prozent der Stimmen aufs Neue im Amt bestätigt. Bei der Wahl gab es insgesamt 18 Kandidaten für das Amt. Der sozialdemokratische Gegenkandidat Rosales, Führer der Opposition gegen Chávez, erreichte 36,85 Prozent der Stimmen. Die Wahlbeteiligung war mit etwa 75 Prozent die höchste seit 1988. Die von der Europäischen Union entsandten Beobachter gingen von einer reibungslosen Wahl aus, im offiziellen Bericht wurde allerdings unter anderem die starke institutionelle Propaganda hauptsächlich für Präsident und Kandidat Chávez sowie die unausgeglichene Berichterstattung sowohl in den öffentlichen als auch in den privaten Medien kritisiert. Außerdem sei auf Staatsangestellte Druck ausgeübt worden, für Chávez zu stimmen beziehungsweise an Wahlkampagnen für seine Wiederwahl teilzunehmen. Dies sei ein Verstoß gegen die internationalen Prinzipien der freien Stimmabgabe. Im September 2010 fanden die Wahlen für die Nationalversammlung statt. Die PSUV und die PCV erhielten 98 Sitze mit einem Stimmenanteil von 48,13 % und verloren ihre vorherige Zweidrittelmehrheit, der Tisch der demokratischen Einheit (Mesa de la Unidad) erzielte 65 Sitze bei einem Stimmenanteil von 47,22 % und Patria Para Todos bekam 2 Sitze für 3,14 % der Stimmen. Später erklärte Patria Para Todos, dass sie ein Teil der MUD sein würden. Die abtretende Nationalversammlung verabschiedete jedoch ein Ermächtigungsgesetz für Chávez, das dem Präsidenten 18 Monate lang erlaubte, Sondergesetze ohne parlamentarische Zustimmung zu verabschieden.
Am 7. Oktober 2012 wurde Hugo Chávez zum dritten Mal als Präsident wiedergewählt und blieb dies bis zu seinem Tod am 5. März 2013; danach übernahm Vizepräsident Nicolás Maduro als stellvertretendes Staatsoberhaupt die Amtsgeschäfte des Präsidenten. Am 14. April 2013 kam es zu Neuwahlen, die Nicolás Maduro überraschend mit 50,78 % knapp gewann.

#### Regierung Maduro ab 2013

##### Erste Amtsperiode (2013–2018)
Im Februar 2014 wurde Venezuela von einer Protestwelle gegen Staatschef Nicolás Maduro erschüttert. Grund für die Proteste seien eine hohe Inflation, eine verbreitete Korruption sowie die hohe Kriminalität im Land. Der Präsident bezeichnete die Proteste als versuchten Staatsstreich. Nach einer durch Panama beantragten Sondersitzung der Organisation Amerikanischer Staaten wegen der Unruhen brach Venezuela am 5. März 2014 die diplomatischen und wirtschaftlichen Beziehungen zu Panama ab – Präsident Maduro warf dem Land Konspiration mit den USA gegen Venezuela vor. Im Februar 2015 wurde der oppositionelle Bürgermeister von Caracas, Antonio Ledezma, festgenommen. Er soll Maduro zufolge an einem Komplott gegen die Regierung beteiligt gewesen sein.
Am 7. Dezember 2015 fanden die Wahlen der Nationalversammlung statt. Dabei gewann die Opposition die absolute Mehrheit. Von Beginn weg wurde erwartet, dass die Regierung die Arbeit der Nationalversammlung völlig blockieren würde. Anfang März 2016 begann die Opposition das Verfahren zum Abberufungsreferendum in Venezuela 2016, einem Referendum zur Abwahl des Präsidenten. Der von der Regierung dominierte nationale Wahlrat erklärte, man müsse nicht nur 1 % der Unterschriften aller Wahlbeteiligten sammeln, wie im Gesetz festgelegt, sondern das in jedem Bundesstaat. Die benötigten etwa 198.000 Unterschriften wurden mit 399.412 vom Wahlrat für gültig befundenen Stimmen weit übertroffen. Die Regierung Maduro verzögerte und verschleppte mit allen möglichen Mitteln die Fristen, welche im Verfahren klar beschrieben sind: So forderte der Wahlrat im Juni zusätzlich, dass die Unterschriften anhand von Fingerabdrücken und Ausweisen nachgewiesen werden mussten. Von den 1,8 Millionen tatsächlich gesammelten Unterschriften waren die erwähnten 399.412 auf diese Art bis Ende Juli bestätigt worden. Innert dreier Tage hätte danach das Verfahren weiter geführt werden sollen. Die Vorsitzende des Wahlrates erklärte stattdessen, der nächste Schritt, die Sammlung von 20 % der Unterschriften aller Wahlbeteiligten, würde erst Ende Oktober stattfinden. Damit hätte das Referendum erst nach dem 10. Januar 2017 stattfinden können, womit es bei einer Abwahl Maduros zu keinen Neuwahlen gekommen wäre, sondern dieser lediglich durch seinen Vizepräsidenten ersetzt worden wäre. Bekannte Regierungsmitglieder wie Diosdado Cabello erklärten öffentlich, dass Regierungsangestellte, die das Referendum unterschrieben hätten, entlassen werden müssen.
Am 29. März 2017 hatte das regierungstreue Oberste Gericht die Immunität aller Parlamentarier aufgehoben sowie dem Parlament alle Kompetenzen entzogen und sich selber übertragen. Nach der Entmachtung des Parlaments kam es zu verschiedenen Demonstrationen gegen Maduro. Am 1. Mai 2017 erklärte Maduro, eine 540-köpfige Verfassunggebende Versammlung einzuberufen, die eine neue Verfassung ausarbeiten solle. Einen Monat später erklärte er dazu, dass das Volk (im Gegensatz zur ursprünglichen Ankündigung) erst über die ausgearbeitete Verfassung werde abstimmen können, nicht aber über den Prozess. Die Verfassung schreibt ein vorgängiges landesweites Referendum für die Einberufung einer solchen Versammlung vor, womit das Vorgehen Maduros eindeutig verfassungswidrig ist. Parlament oder Opposition sollten durch ein ausgeklügeltes Verfahren bei der Auswahl der Mitglieder von einer Beteiligung ausgeschlossen werden. Mit über 364 „territorialen Abgeordneten“, erhielten Vertreter kleiner, stark im Chavismus verankerter ländlicher Gemeinden, überproportionalen Einfluss. 168 Sitze waren gleich direkt für regierungsnahe Sektoren vorgesehen und acht für Vertreter von Ureinwohnern. Für die seit Dezember 2016 ausstehenden Regionalwahlen gab es weiterhin kein Datum und es stellte sich heraus, dass die von Maduro angekündigte Verfassungsreform Wahlen zusätzlich hinausschieben würde. Auch dagegen wurde demonstriert und bis zum 6. Mai 2017 waren bei allen Protesten insgesamt 37 Personen zu Tode gekommen, bis 23. Juni hatte sich diese Zahl auf 76 erhöht und bis Ende Juli auf über 100.
Maduros Regierung gab an, am 30. Juli 2017 die von ihm verfassungswidrig initiierte Abstimmung über eine verfassunggebende Versammlung (Asamblea Nacional Constituyente) gewonnen zu haben; die Opposition bezeichnete das Ergebnis als manipuliert und warf Maduro vor, eine Diktatur zu errichten: Im Zuge der Entmachtung des Parlaments durch den de facto vom Staatspräsidenten kontrollierten Obersten Gerichtshof, der verfassungswidrigen Einberufung einer verfassungsgebenden Versammlung, der nicht vom dazu ermächtigten Parlament, sondern von ebendieser Versammlung beschlossenen Entlassung der Generalstaatsanwältin Ortega Díaz und der Inhaftierung prominenter Oppositionspolitiker wird Venezuela zunehmend als auf dem Weg zu einer zivilen Diktatur oder Militärdiktatur beschrieben.
Die Wahl zur Präsidentschaft fand nach mehreren Verschiebungen am 20. Mai 2018 statt; die Wahlbeteiligung lag offiziell bei rund 46 Prozent, möglicherweise in Wirklichkeit noch niedriger, und dies trotz der Vorgabe, bei den Wahllokalen die Ausweise für Lebensmittelbezüge abstempeln zu lassen, um die Berechtigung für Lebensmittelpakete nicht zu verlieren. Knapp 68 Prozent der Abstimmenden (5,8 Millionen) hatten nach offiziellen Angaben für Maduro gestimmt, de facto hatten 3 Millionen Venezolaner weniger ihre Stimme Maduro gegeben als noch im Jahr 2013. Die Erdöl-Importeur-Staaten Kuba, Nicaragua und Bolivien gratulierten, ebenso Russland, China und Iran, während die Länder der Lima-Gruppe (Argentinien, Brasilien, Kanada, Chile, Kolumbien, Costa Rica, Guatemala, Guyana, Honduras, Mexiko, Panama, Paraguay, Peru und St. Lucia) bekanntgaben, die Wahlen nicht anzuerkennen, wie auch die USA und die EU.

##### Zweite Amtsperiode (2018–2024)
Am 15. Januar 2019 erklärte die Nationalversammlung Venezuelas die Wiederwahl Maduros für unrechtmäßig und künftige Regierungsentscheidungen für nichtig. Eine Woche später erklärte der Präsident der Nationalversammlung Juan Guaidó sich zum Interimspräsidenten, wie es in der Verfassung vorgesehen ist in dem Falle, dass der Präsident seine Pflichten nicht erfüllt. Er wurde am 23. Januar von Ecuador unter seinem Präsidenten Lenín Moreno und am 24. Januar von US-Präsident Donald Trump anerkannt, gefolgt von den Nachbarländern Kolumbien und Brasilien sowie weiteren Staaten der OAS. Auch die deutsche Bundesregierung und der französische Präsident unterstützten Guaidó öffentlich. Das befreundete Bolivien und die Länder der Bolivarianischen Allianz für Amerika Kuba und Nicaragua, die von Venezuela Erdöl auf Kredit hatten beziehen können und dies im Falle Kubas immer noch (2018) tun, sowie Russland, das stark in Venezuela investiert hatte, stellten sich hinter die Regierung, dazu die Türkei, die Nahrungsmittel nach Venezuela exportierte und für Venezuela als Plattform für den Handel mit Gold diente. Mexiko sowie ein weiterer großer Gläubiger Venezuelas, die Volksrepublik China, riefen zum Dialog auf. Während der Straßenproteste starben innerhalb von vier Tagen bis zum 25. Januar laut Angaben von Amnesty International 41 Menschen, alle an Schussverletzungen, wobei es sich laut Einschätzung von Amnesty International in einzelnen Fällen um Extralegale Hinrichtungen gehandelt hatte. Den Vorwurf außergerichtlicher Hinrichtungen hatten sowohl die 2017 abgesetzte Generalstaatsanwältin als auch Amnesty International schon für die Jahre 2015 bis 2017 erhoben.
Am 23. Januar 2019 verkündete Maduro den Abbruch der diplomatischen Beziehungen zu den USA. Während Länder wie zum Beispiel Japan zur Rückkehr zur Demokratie „freie und korrekte Präsidentschaftswahlen“ forderten, erklärte Maduro im Gegenteil sein Einverständnis für „eine vorgezogene Neuwahl“ des von der Opposition dominierten Parlaments. EU-Staaten stellten ein Ultimatum: Für die Ankündigung von Neuwahlen wurde eine Kontaktgruppe für 90 Tage gebildet, der Deutschland, Italien, Spanien, Portugal, Schweden, Großbritannien und die Niederlande als europäische Länder angehörten, während Lateinamerika mit Ecuador, Bolivien, Uruguay und Costa Rica vertreten war. Die Gruppe kam am 7. Februar 2019 erstmals in Uruguay zusammen mit dem Resultat, dass Bolivien sich nicht an der Erklärung beteiligte, die neue Präsidentschaftswahlen forderte. Mexiko zog sich später aus der Vermittlungsgruppe zurück. 19 EU-Staaten, allen voran Spanien, aber auch Deutschland und Österreich, erklärten am 4. und 5. Februar nach Ablauf ihres Ultimatums für die Ankündigung einer neuen Präsidentenwahl, Juan Guaidó als Interimspräsidenten anzuerkennen. Die Schweiz blieb bei ihrem Standpunkt, dass sie keine Regierungen, sondern nur Staaten anerkenne, und Italien mochte nicht Guaidó unterstützen, sondern lediglich „den Wunsch des venezolanischen Volkes, möglichst bald neue freie und transparente Präsidentschaftswahlen zu erreichen“. Rund 60 Staaten sprachen sich bis zum 5. Februar für Guaidó aus, während zu diesem Zeitpunkt Bolivien, Kuba, Nicaragua, El Salvador, Russland, Belarus, Iran, China sowie die Türkei für Maduro Stellung bezogen hatten. Vier Parlamentariern aus Europa mit einer Einladung des venezolanischen Parlaments wurde am 17. Februar 2019 die Einreise verweigert.
Nachdem Guaidó im April zur größten Demonstration gegen die Regierung am 1. Mai 2019 aufgerufen hatte, rief er offensichtlich improvisiert am frühen Morgen des 30. April 2019 in einer Videoansprache vor Uniformierten stehend zum Sturz von Präsident Maduro auf. Der seit 2014 inhaftierte Leopoldo López war zuvor von Sicherheitskräften befreit worden und ebenfalls anwesend. Ab Vormittag lieferten sich Demonstranten und regierungstreue Sicherheitskräfte in Caracas Auseinandersetzungen. Informationsminister Jorge Rodríguez verkündete, die Maduro-Regierung werde die „kleine Gruppe von Verrätern“ des Militärs konfrontieren und neutralisieren. Nachdem die abtrünnigen Soldaten zunächst auf Tränengasbeschuss nicht reagierten, fielen später Schüsse. Die allerseits befürchtete Eskalation blieb jedoch aus und bei den auch in den folgenden Tagen andauernden Protesten kamen weniger Menschen um, als im Jahr 2019 bei Protesten getötet worden waren. Wie schon zuvor, wenn Guaidó Mitteilungen verbreitete, wurden soziale Medien von der Regierung gesperrt und am selben Tag wurde auch der TV-Empfang der Nachrichtensender CNN und BBC abgeschaltet. Die Menschenrechtsorganisation Provea zählte Demonstrationen in 65 Städten in 23 Bundesstaaten. Es kam zu Verletzten in Caracas und La Victoria. Am 1. Mai gingen erneut zehntausende Protestierende gegen Maduro auf die Straße.
Nach andauernden, aber sich ermüdenden Protesten und gleichzeitiger Verfolgung von Parlamentsmitgliedern durch die von der Regierung instrumentalisierten Justiz kam es ab Mitte Mai zu einem Vermittlungsversuch mit separaten Gesprächen venezolanischer Regierungsvertreter und Oppositioneller mit norwegischen Diplomaten, diese Gespräche wurden Ende Mai ergebnislos abgebrochen. Eine Arbeitsgruppe sollte nach Gesprächen in Barbados im Juli 2019 gebildet werden, um den Dialog aufrechtzuerhalten. Die angekündigten Kontakte fanden nie statt, da die Regierungsseite während 6 Wochen nie auftauchte, worauf Guaido Mitte September das Ganze für beendet erklärte.
Bei der Zählung der aus Venezuela geflüchteten Menschen wurden unterschiedliche Zahlen bis fünf Millionen angegeben, was mit dem unklaren Beginn der Zählung zusammenhing. Alleine in den vorausgegangenen sieben Monaten bis Juni 2019 flohen eine Million Menschen. Die Venezolaner gehörten damit zu den größten Flüchtlingsgruppen weltweit. Diosdado Cabello hatte Mitte August 2019 verlauten lassen, eine „Kommission für Parlamentswahlen“ der Verfassungsgebenden Versammlung könnte bei ihren Beratungen zum Schluss kommen, dass die Nationalversammlung, das gewählte Parlament, nicht mehr existiere und damit noch im selben Jahr neu gewählt werden müsste. Anstatt diese Finte zu realisieren, begannen die Vertreter Maduros ab September 2019, wieder an den Sitzungen des gewählten Parlaments teilzunehmen, das sie für zwei Jahre verlassen hatten. Laut der Times wurde dieser Schachzug so gesehen, dass es darum gehe, die letzte demokratische Institution im Land unter die Kontrolle der Regierung zu bringen.
Am 5. Januar 2020 wurden Abgeordnete der Opposition durch Sicherheitskräfte daran gehindert, das Parlamentsgebäude zu betreten, in dem Abgeordnete von Maduros Sozialistischer Partei und ausgeschlossene Mitglieder des Oppositionsbündnisses in einer im Sinne der Regierung „erzwungenen Abstimmung“ Luis Parra zum neuen Parlamentspräsidenten wählten. Parra wurde vorgeworfen, er habe mit hohen Bestechungssummen andere Parlamentarier für Maduro zu gewinnen versucht. Rund 100 Oppositionsabgeordnete trafen sich daraufhin, laut den Informationen des Korrespondenten des Schweizer Radios im Einklang mit der Verfassung, außerhalb des Parlaments im Gebäude der Zeitung El Nacional und wählten Juan Guaidó für ein weiteres Jahr zum Parlamentspräsidenten. Lateinamerikanische Staaten, die EU sowie die USA verurteilten die Vorgänge dieses Tages im Parlament als illegitim. Die katholischen Bischöfe bezeichnen den Vorfall als gewaltsames „Überfahren“ der Nationalversammlung durch das „totalitäre und inhumane“ Regime und forderten eine Abdankung Maduros, der die „Macht im Staat auf illegitime Weise“ inne habe.
Nach einer gescheiterten Landung in der Macuto-Bucht am 3. Mai, bei der nach unterschiedlichen Angaben acht Angreifer getötet und 13 bis 15 Angreifer, darunter zwei US-Bürger, verhaftet worden sein sollen, mobilisierte Präsident Maduro mehr als 25.000 Soldaten, die nach Kämpfern im Inland fahnden sollen. Die Opposition beschuldigt Verbündete von Maduro, den Angriff fingiert zu haben. Am 9. Mai gab die venezolanische Regierung bekannt, dass weitere 34 Personen in Zusammenhang mit der vermeintlichen Invasion verhaftet worden sind. Im August 2021 initiierte Norwegen den sogenannten Mexiko-Dialog zwischen Regierung und Opposition. Die danach rund ein Jahr ruhenden Gespräche kamen im November 2022 wieder in Gang. Ende 2022 beschloss die gewählte oppositionelle Nationalversammlung von 2015 das Ende der Übergangsregierung um Juan Guaidó. Die Einheitsplattform der Opposition Plataforma Unitaria gewann bei den Gesprächen mit der Regierung (in Mexiko) an Bedeutung. Nach einer Wiederannäherung ab März 2022 und der Verpflichtung zum Gespräch mit der Opposition wurden US-amerikanische Sanktionen teils aufgehoben. Die Grenze zu Kolumbien wurde nach Jahren der Schließung nach dem Amtsantritt von Gustavo Petro in Kolumbien wieder geöffnet.
Nach den Präsidentschaftswahlen 2024 wurde der bisherige Präsident Nicolás Maduro durch den Wahlrat zum Sieger erklärt. Maduro habe 51 % erhalten, wurde behauptet, der Oppositionskandidat Edmundo González sei auf einen Stimmenanteil von 44 Prozent gekommen. Die Opposition berichtete von Unregelmäßigkeiten bei der Wahl. Nach der Verkündung des Wahlergebnisses reklamierte auch sie den Sieg für sich und kündigte an, das offizielle Ergebnis nicht anzuerkennen. Die Wahlbeobachter des Carter Centers, die als einzige anerkannte ausländische Expertenkommission zugelassen wurden, bewerten die Wahlen als «undemokratisch». Verschiedene unabhängige Umfragen zeigen, dass der Oppositionskandidat Edmundo González die Wahlen mit mehr als 60 Prozent der Stimmen gewonnen haben soll. Zu einem ähnlichen Ergebnis gelangen auch Analysen der «Washington Post» und der «New York Times», die auf Wahlzetteln basieren, welche die Opposition aus rund 80 Prozent der elektronischen Wahlmaschinen gesammelt hat.

## Politik

### Regierungsform

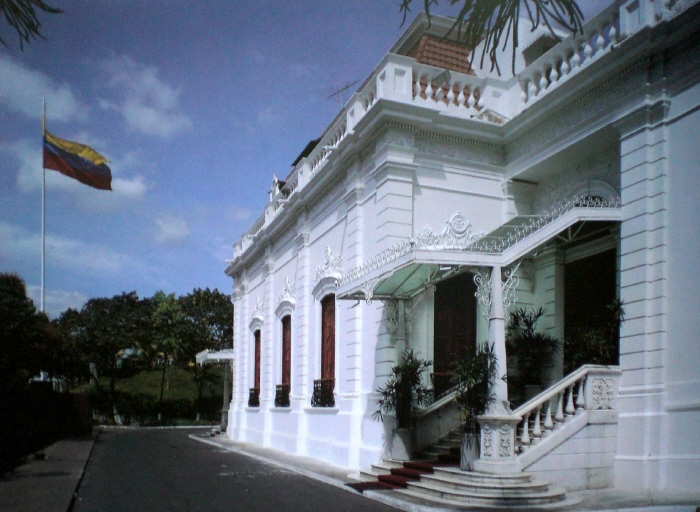
Palacio de Miraflores, der Sitz des Präsidenten Venezuelas

Die aktuelle Regierungsform Venezuelas wird allgemein als autokratisch bezeichnet. Zwar war in der Verfassung von 1999 eine Form der Präsidialdemokratie mit starken direktdemokratischen Elementen, einer komplizierten Gewaltenteilung zwischen den fünf Gewalten Legislative, Exekutive, Judikative, „Bürgergewalt“ und „Wahlgewalt“ vorgesehen. In der Praxis funktionierte keines dieser demokratischen Elemente. Hinter der demokratischen Fassade stehen autoritäre Herrschaftsformen. Schon in der Anfangszeit der Regierung von Hugo Chávez war das politische System von Autoritarismus geprägt. Fast alle Institutionen, inklusive der Medien, stehen unter direkter Kontrolle der regierenden Partei. Spätestens seit der Präsidentschaftswahl 2024, nach der sich der amtierende Präsident Maduro zum Sieger erklärte, ohne Beweise für das Wahlergebnis vorzulegen, gilt das Land als „vollständige Autokratie“.
Der Präsident ist Staatsoberhaupt und Regierungschef.

#### Verfassung
In der „Bolivarischen Verfassung“, mit der die „Bolivarische Revolution“ umgesetzt werden sollte, ist die Gewaltenteilung durch direktdemokratische Partizipationsmöglichkeiten erweitert: Sowohl die Abgeordneten als auch der Präsident (6-jährige Amtszeit) können ab der Mitte ihrer Amtszeit per Referendum abgewählt werden (Art. 72).
Die Verfassung Venezuelas verbietet die Privatisierung der Erdölindustrie und der sozialen Sicherungssysteme, verfügt die kostenlose Volksbildung und Maßnahmen zur Reaktivierung ungenutzten Großgrundbesitzes, respektiert darüber hinaus aber das Privateigentum.
Entstehung der Verfassungsreform: Bei den Präsidentschaftswahlen im Dezember 1998 entfielen 56 Prozent der Stimmen auf Hugo Chávez, im April 1999 stimmten 88 Prozent der Wähler für die Einberufung einer verfassunggebenden Versammlung, im Dezember desselben Jahres 71 Prozent für die neue Verfassung des nun als „Bolivarische Republik Venezuela“ bezeichneten Staates.

#### Präsident
Seit 2014 wird Venezuela von Präsident Nicolás Maduro regiert. Bei den Präsidentschaftswahlen 2024 konnte er offiziell mit 51 % knapp gewinnen. Die Wahlergebnisse werden sowohl von der Opposition als auch international angezweifelt. Umfragen im Vorfeld und nach den Wahlen hatten einen Sieg des Oppositionskandidaten Edmundo González Urrutia erwarten lassen. Dieser ging daraufhin nach Spanien ins Exil, nachdem er eine Erklärung hatte unterschreiben müssen, die den Sieg von Maduro bestätigte.
Ehemalige Präsidenten: Amtsinhaber vom 2. Februar 1999 bis zu seinem Tod am 5. März 2013 war Hugo Chávez. Vizepräsident und somit stellvertretender Staats- und Regierungschef war von 2007 bis 2008 Jorge Rodríguez, ehemaliger Präsident des CNE (Wahlbehörde von Venezuela), von 2008 bis 2010 übte diese Funktion Ramón Carrizales aus, dem von 2010 bis 2012 Elías Jaua nachfolgte. Am 10. Oktober 2012 wurde der bis dahin als Außenminister tätige Nicolás Maduro in die Funktion des Vizepräsidenten berufen, den Hugo Chávez vor seinem Tod zum Nachfolger bestimmt hatte.

#### Parlament

Nationalversammlung 2015

Das Parlament ist die Nationalversammlung (Asamblea Nacional) mit einem Einkammersystem mit fünfjähriger Legislaturperiode. Sie hat 165 Sitze, wovon die linke PSUV und die Kommunistische Partei Venezuelas im Jahr 2010 98 Sitze innehatten. Die Parteien des Oppositionsbündnis Mesa de la Unidad Democrática – u. a. Un Nuevo Tiempo, Acción Democrática, COPEI, Primero Justicia hatten 65 Sitze, die oppositionelle Linkspartei Patria Para Todos (PPT) 2 Sitze. Aufgrund des geltenden Wahlrechts werden die Sitze nicht proportional zu den Stimmen verteilt. Der Stimmenanteil der Regierungsparteien bei den Wahlen 2010 lag bei 48 %, der Anteil ihrer Sitze jedoch bei 59,4 %. Vor diesen Wahlen hatten die Regierungsparteien sämtliche Sitze inne, da die Opposition die Wahlen boykottiert hatte. Bei den Wahlen von 2015 errang die Opposition mit dem Bündnis MUD rund zwei Drittel der Parlamentssitze, womit die 17-jährige Hegemonie der PSUV beendet wurde.
Zur Obstruktion des neu gewählten Parlaments wurde das Nationale Kommunalparlament aktiviert, über dessen Verfassungsmäßigkeit und Kompetenz unter Rechtsgelehrten keine Einigkeit besteht. Nachdem der Präsident drei Abgeordnete der Opposition trotz Einsprachen der Regierung zu deren Wahl vereidigt hatte, erklärte das regierungstreue Oberste Gericht, das in 9 Jahren und 40.000 Verfahren nie gegen die Regierung entschieden hatte, alle Beschlüsse des Parlaments für ungültig. Darauf traten die drei von ihrem Amt zurück, um das Parlament wieder handlungsfähig zu machen, womit die Opposition allerdings ihre Zweidrittelmehrheit verlor. Maduro hob zudem die Auskunftspflicht der Zentralbank gegenüber dem Parlament auf, während es für Unternehmen zunehmend schwieriger wurde, rationierte Devisen zu bekommen, um ihre Produktion fortzuführen. Die Regierung Maduro griff auf Notverordnungen zurück, um das Parlament zu umgehen.
Im Dezember 2016 bezeichnete das Oberste Gericht einen Vorstoß des Parlaments für verfassungswidrig, das gestützt auf knapp 2 Millionen Unterschriften der Bevölkerung, dem zehnfachen des in der Verfassung vorgesehenen Wertes, eine Amtsenthebung Maduros gefordert hatte.
Das Parlament wurde danach von der Regierung Maduro durch die nicht verfassungsgemäße Bildung einer verfassunggebenden Versammlung entmachtet und gleichzeitig aller Mittel beraubt. Bei der Ankündigung dieses Gremiums sprach der Präsident von einer neuen Verfassung bis Dezember 2017, aber auch bis Mai 2019 gab es keine Resultate und das Parlament blieb entmachtet. Dem Land wurde im Jahr 2018 übereinstimmend attestiert, in eine Diktatur abzurutschen.

### Politische Indizes
| Name des Index                     | Indexwert    | Weltweiter Rang | Interpretationshilfe | Jahr |
| ---------------------------------- | ------------ | --------------- | --- | ---- |
| Fragile States Index               | 89 von 120   | 30 von 179      | Stabilität des Landes: große Warnung 0 = sehr nachhaltig / 120 = sehr alarmierend Rang: 1 = fragilstes Land / 179 = stabilstes Land | 2024 |
| Demokratieindex                    | 2,25 von 10  | 142 von 167     | Autoritäres Regime 0 = autoritäres Regime / 10 = vollständige Demokratie                                                            | 2024 |
| Freedom in the World Index         | 15 von 100   | —               | Freiheitsstatus: unfrei 0 = unfrei / 100 = frei                                                                                     | 2024 |
| Rangliste der Pressefreiheit       | 29,2 von 100 | 160 von 180     | Sehr ernste Lage für die Pressefreiheit 100 = gute Lage / 0 = sehr ernste Lage                                                      | 2025 |
| Korruptionswahrnehmungsindex (CPI) | 10 von 100   | 178 von 181     | 0 = sehr korrupt / 100 = sehr sauber                                                                                                | 2024 |

### Politische Gliederung
Venezuela untergliedert sich in 23 Bundesstaaten, die abhängigen Gebiete (Dependencias Federales) sowie den Hauptstadtdistrikt.

### Menschenrechte
In einem Bericht über Chávez’ Regierungsarbeit warf die Menschenrechtsorganisation Human Rights Watch (HRW) ihm im September 2008 vor, demokratischen Institutionen und den Menschenrechten geschadet zu haben. Seine Regierung sei politisch intolerant und diskriminierend und verachte das Prinzip der Gewaltenteilung. Die Situation sei ab dem gescheiterten Putschversuch einer bürgerlich-militärischen Allianz gegen den seit Februar 1999 regierenden Chávez im April 2002 schlimmer geworden. In dem HRW-Bericht wird unter anderem beklagt, dass die Zahl der Richter am Obersten Gericht in Caracas von 20 auf 32 erhöht wurde, wodurch die Unabhängigkeit des Gerichtshofes ausgeschaltet worden sei. Seitdem entscheide das Oberste Gericht nur noch im Sinne der Regierung. Der Lateinamerika-Chef von Human Rights Watch wurde aus Venezuela ausgewiesen. Die Vorsitzende des Meinungsforschungsinstituts Latinobarómetro betonte hingegen, dass in Venezuela in den letzten Jahren die Zufriedenheit mit der Demokratie gestiegen sei.
Laut Amnesty International waren schon vor 2010 in Venezuela „Angriffe, Drangsalierungen und Einschüchterungen von Regierungskritikern, darunter Journalisten und Menschenrechtsverteidiger […] weit verbreitet.“ Gegen Oppositionelle würden „Anklagen mit fadenscheinigen Begründungen erhoben.“ Menschenrechtsverteidiger und die Opfer von Menschenrechtsverletzungen sowie deren Familienangehörige würden regelmäßig „von den Sicherheitskräften […] angegriffen, eingeschüchtert und bedroht.“ Bedroht würden auch Journalisten, die ihr Recht auf freie Meinungsäußerung wahrnehmen wollen. Allein im Jahr 2009 wurde mindestens 34 Radiosendern die Sendelizenz entzogen. Aufgrund von Äußerungen von Regierungsmitgliedern nahm Amnesty International an, dass die Schließung auf Grund der redaktionellen Grundhaltung der jeweiligen Sender erfolgte. Außerdem erfolgten gewalttätige Angriffe auf Büros des damals noch regierungskritischen Senders Globovisión, zu deren Aufklärung keine Anstrengungen seitens des Staates bekannt wurden.
Laut Amnesty International waren 2010 unter den Inhaftierten Richard Blanco (Mitglied der Oppositionspartei Alianza Bravo Pueblo), Wilmer Azuaje (Oppositionsabgeordneter), die Richterin María Lourdes Afiuni, Oswaldo Álvárez Paz (ehemaliger Gouverneur des Bundesstaates Zulia) und Guillermo Azuaje Zuloaga (Leiter des Fernsehsenders Globovisión).
Während der Amtszeit von Hugo Chávez war die allgemeine Kriminalität und Gewalt, die schon vor dessen Amtszeit auf vergleichsweise hohem Niveau lag, weiter stark angestiegen.
Unter der Regierung Maduro nahm die Machtkonzentration und Repression weiter zu. Human Rights Watch sprach bis 2017 von 600 politischen Gefangenen und warf den Sicherheitskräften Folter vor. Von 124 Toten im Zusammenhang der Demonstrationen seien laut UNHCR 27 von regierungstreuen Milizen getötet worden, die Sicherheitskräfte hätten mindestens 46 weitere Menschen getötet. Unter dem Vorwand der Kriminalitätsbekämpfung wurden laut Schätzung von Amnesty International im Jahr 2016 über 4000 Menschen durch Sicherheitskräfte unter Umständen, die oft einer extralegalen Hinrichtung ähnelten, getötet. Das Internationale Komitee vom Roten Kreuz legte einen Schwerpunkt auf die Schulung und Sensibilisierung von Sicherheitskräften zur Beachtung von Menschenrechten. Nach einem Unterbruch von sieben Jahren konnte das IKRK im April 2019 auch wieder Gefangene besuchen, darunter auch als politische Gefangene betrachtete Menschen in Militärgefängnissen. Gemäß der Menschenrechtsorganisation Foro Penal saßen 2019 gut 900 politische Gefangene in den Gefängnissen ein.
Die Ernährungs- und Gesundheitsversorgung war nicht sichergestellt. Im Herbst 2017 berichtete der Deutschlandfunk, der Hunger würde als Waffe der Günstlingswirtschaft und Repression eingesetzt. Bei der Verleihung des Sacharow-Preises an die Opposition im Herbst 2017 war die Begründung, dass das entmachtete Parlament die „einzige demokratisch gewählte“ Versammlung sei.
Am 5. November 2021 teilte der Chefankläger des Internationalen Strafgerichtshofes, Karim Ahmad Khan, mit, dass er gemäß Art. 54 des Römischen Statuts eine förmliche Ermittlung gegen Venezuela wegen des Verdachts der Verletzung der Menschenrechte eingeleitet habe.

### Militär

#### Streitkräfte
Der gegenwärtige Verteidigungsminister ist Vladimir Padrino López. Die venezolanischen Streitkräfte (Fuerza Armada Nacional Bolivariana, FANB) umfassten 2006 85.000, später über 300.000 Soldaten. Der Verteidigungshaushalt belief sich 2006 auf rund 1,2 % des BIP. Allerdings wird ein großer Teil der Militärausgaben durch FONDEN, den Fonds für die endogene Entwicklung, abgewickelt. Teil des Militärs sind sodann die Nationalgarde mit seinen rund 35.000 Angehörigen sowie die ab 2009 formalisierte Miliz, eine „politische Armee“, die noch 2017 trotz knappen Mitteln und nationaler Versorgungskrise auf nicht weniger als 500.000 Milizionäre ausgebaut werden sollte, um das Land vor „faschistischen Angriffen“ zu schützen. Teil dieses Konzepts sind auch lokale Verteidigungskomitees, die eine Allianz von „patriotischen Soldaten mit revolutionären Zivilisten“ vervollkommnen sollten.
Über die Jahre wurde das Militär immer stärker in der Wirtschaft involviert. Präsident Maduro ordnete ab 2013 Gründungen einer eigenen Bank (BanFanb), eines internationalen Logistikunternehmens (Emiltra) sowie einer Bau- und Landwirtschaftsgesellschaft an, was von einem ehemaligen Verteidigungsminister kritisiert wurde. Die Anzahl der Generäle in Venezuela erhöhte sich von 50 im Jahr 1993 auf rund 4000 im Jahr 2016. Zusätzlich zu den regulären Streitkräften bewaffnete Präsident Chávez sogenannte Colectivos, paramilitärische Verbände. Die Unterscheidung von Colectivos und Milizen ist nicht immer klar. Der Kardinal Jorge Urosa Savino verlangte hingegen die Entwaffnung der bestehenden Milizen, die für die Tötung von Demonstranten verantwortlich gemacht wurden. Nicht nur Zahl und Stärke der Colectivos ist unklar, sondern auch ihre eigentliche Aufgabe und die hierarchische Einordnung.
Die Militärdoktrin Venezuelas ist eine territoriale Verteidigung, die sich an der Präsenz eines weitaus stärkeren Feindes orientiert und durch die Auffassung, dass eine starke Militärmacht nicht durch konventionelle Kräfte gebrochen werden kann, geprägt ist. Venezuela sieht sich bedroht durch eine angebliche „Umzingelung“ des Landes mit US-Militärbasen. Verantwortlich für diese Sichtweise sind auch die Kubanischen Ausbildner in der Armee; oppositionelle Politiker wie María Corina Machado bezeichneten deren Anwesenheit als „inakzeptabel“.
Das Militär besitzt große wirtschaftliche und politische Macht. Die Loyalität der Armee zur chavistischen Regierung beruhte auf politischen Säuberungen zu Chávez’ Zeiten, zudem Privilegien, wirtschaftlichen Vorteilen sowie der Kontrolle des Schmuggels, also durch Mitwirkung bei Korruption. In der Versorgungskrise ab 2015 wurde das Militär auch zur Verteilung von Wirtschaftsgütern herangezogen. Im Juli 2016 wurde die Ankündigung, die Regierung und die Armee übernähmen die volle Kontrolle über die Versorgung des Landes, auch als stiller Armeeputsch interpretiert. 2017 erinnerte der venezolanische Bischof Mario Moronta das Militär an ihr Gelübde, Volk und Demokratie zu verteidigen, und forderte das Militär auf, die Seiten zu wechseln: „Wir fordern die Sicherheitskräfte dazu auf, umzukehren und sich auf die Seite der Menschenrechte zu stellen“. Rund 1000 Angehörige der verschiedenen Sicherheitskräfte hatten nach Angaben kolumbianischer Behörden innerhalb eines Monats bis Mitte März 2019 die Grenze überquert und ihre Waffen abgelegt. Zu Beginn des Jahres 2019 wurde nicht nur das Verteidigungsministerium nicht zivil geführt, sondern auch das Ministerium für die Erdölindustrie, das Energie-, das Landwirtschafts- und das Bergbauministerium, die Ressorts Ernährung und Wohnungsbau, sowie das Innenministerium von Generälen geführt.

#### Ausrüstung
Laut Berichten des britischen Guardian strebte Venezuela im Jahr 2006 an, die größte Reserve auf dem lateinamerikanischen Kontinent aufzubauen. Die USA verhängten 2006 ein Waffenembargo. Für das Schweizer Staatssekretariat für Wirtschaft galt das Land schon im Jahr 2000 als „sehr labil“, weswegen Kriegsmaterialexporte wegen einer „beträchtlichen und besorgniserregenden“ Eskalationsgefahr stark eingeschränkt wurden. Das Land wurde von Russland aufgerüstet; 54 Kampfflugzeuge und -hubschrauber, unter anderem vom Typ Suchoi Su-30 MK2, wurden geliefert, und Russland bildete 196 venezolanische Luftwaffenpiloten aus. Die USA bewerteten das Waffengeschäft als Verteidigungsmaßnahme überzogen. Schon im Frühjahr 2005 hatte der russische Waffenexporteur Rosoboronexport einen Vertrag über die Lieferung von 100.000 AK-103-Sturmgewehren an Venezuela abgeschlossen. Eine neue Fabrik für diese Waffen wurde aufgebaut und sollte 2019 fertig gestellt werden. Im Sommer 2006 unterzeichnete Venezuela einen Vertrag über die Lieferung von 53 Hubschraubern (der Typen Mil Mi-17 W5, Mil Mi-35 und Mil Mi-26) für die Streitkräfte und die Nationalgarde, dazu sollten neun U-Boote des Types 636 im Wert von 640 Millionen Euro geliefert werden. Ab Ende 2009 an wurden 300 gepanzerte Fahrzeugen ausgeliefert, darunter bis 2012 eine erste Serie von 92 Kampfpanzern des Typs T-72.

#### Militärausgaben
Dem russischen Zentrum für Analyse des Waffenhandels zufolge nahm Venezuela im Jahr 2011 den achten Platz der Länder ein, die Waffen importierten, nach den USA und vor der Türkei und Pakistan. Für das Jahr 2013 hat die Nationalregierung Ausgaben für das Verteidigungsministerium von 26,47 Milliarden Bolívares vorgesehen, zehnmal so viel wie für die Polizei und das Justizministerium insgesamt. Zwischen 2005 und 2013 wurden laut russischen Angaben 11 Milliarden Dollar für Rüstungsvorhaben ausgegeben. Ab 2012 hatte Venezuela bei Russland Schulden in Höhe von 7,2 Milliarden Dollar für den Kauf von Waffen. Es handelt sich hauptsächlich um Panzer, Hubschrauber, Flugzeuge, Raketen und Raketenwerfersysteme Smertsch. 2016 streckte Russland die Rückzahlung von 2,8 Milliarden Dollar um drei Jahre. Zum Auftakt des „größten Manövers in der Geschichte Venezuelas“ im Februar 2019 bekräftigte Präsident Maduro, weitere Waffen kaufen zu wollen.

### Innenpolitik

#### Carnet de la Patria (Heimatpass)
Die Carnet de la Patria Karte (übersetzt in etwa Heimatpass) wurde im Jahr 2016 durch die Regierung unter Präsident Nicolás Maduro eingeführt. Die Karte dient offiziell als Berechtigungsnachweis für den Bezug von diversen Sozialleistungen. Angestellte des öffentlichen Dienstes, aber auch Rentner, Angestellte von Staatsfirmen sowie Studenten wurden unter Druck gesetzt, eine Karte zu beziehen. Mittels der Karte wurden Nahrung, Wohnungen, Gesundheitsversorgung und Arbeitsstellen verteilt und sie wurde benötigt, um sich an der Universität einzuschreiben oder Medikamente für chronische Krankheiten zu erhalten, dazu für Lohnbezüge, aber auch, um weiterhin das Benzin (fast) gratis zu beziehen, anstatt den Weltmarktpreis zu bezahlen. Die Karteneigentümer hatten ihren Wohnort, Kinder, Tiere, sodann das monatliche Einkommen, das Vorhandensein von Social-Media-Benutzerkonten, die Parteizugehörigkeit, die Mitarbeit in gemeinnützigen Vereinen und die Mitgliedschaft in Organisationen mitzuteilen.
Bei den Kommunalwahlen 2017 waren die Wähler aufgefordert, ihr Carnet de la Patria an Ständen (“puntos rojos”) direkt neben den Abstimmungslokalen scannen zu lassen, die von militanten Mitgliedern der Sozialistischen Partei geführt wurden. Schon direkt bei der Einführung der Karte im Januar war kommentiert worden, dass die Karte dem politischen Stimmenkauf dienen sollte, später war die Rede von der Bildung einer Zweiklassengesellschaft auf Grund der politischen Zugehörigkeit. Auch die Kommunistische Partei Venezuelas kritisierte die Ungleichbehandlung der Bürger, denn „verfassungsmäßige Rechte dürften von niemandem gnädig verliehen werden“.

### Außenpolitik
Ziel der Außenpolitik der gegenwärtigen Regierung ist es, im Rahmen der Alianza Bolivariana para los Pueblos de nuestra América (ALBA; span. für Bolivarische Allianz für die Völker unseres Amerikas) ein geeintes und sozialistisches Lateinamerika zu verwirklichen. Die Regierung sieht sich hierbei selbst in einer Führungsrolle in Lateinamerika. Im August 2017 distanzierten sich 17 amerikanische Regierungen von der befürchteten Errichtung einer Diktatur. Peru unterstützte stattdessen Flüchtlinge aus Venezuela mit Niederlassungs- und Arbeitserlaubnis. Venezuela suchte derweil die Unterstützung von Bolivien, Nicaragua, Kuba und Ecuador. Außer Ecuador waren diese Länder auf vergünstigte Öl-Importe aus Venezuela angewiesen. Ausdruck dieser Leitidee ist beispielsweise der Abschluss des Handelsvertrags der Völker zwischen Venezuela, Kuba und Bolivien, während gleichzeitig Freihandelsverträge mit den USA, die Kolumbien und Peru bereits abgeschlossen hatten, scharf kritisiert wurden. Im Rahmen der Kontroverse um diese Freihandelsverträge trat Venezuela auch aus der Andengemeinschaft aus, der es zusammen mit Peru, Ecuador, Bolivien und Kolumbien angehörte. Das Verhältnis Venezuelas zu den USA und lateinamerikanischen Staaten mit USA-freundlichen Regierungen – vor allem Mexiko, Peru und Kolumbien – gilt als schwierig. In seinem Streben nach Unabhängigkeit gegenüber den USA ist Venezuela in intensive wirtschaftliche und politische Beziehungen u. a. zur Volksrepublik China und zur Islamischen Republik Iran eingetreten. Die USA blieben jedoch bis 2017 der wichtigste Handelspartner und der größte Abnehmer des venezolanischen Erdöls. Auch noch 2019 wurde der Erdöl-Ertrag Venezuelas zu sicher 40 Prozent in den USA erzielt. In der Außenpolitik versucht Venezuela, vor allem den anderen ärmeren lateinamerikanischen Ländern wirtschaftliche Unterstützung zu gewähren, zum Beispiel beim Aufbau von Infrastruktur in Nicaragua, Kuba und Dominica, oder durch Unterstützung bei der Bezahlung ihrer fälligen Auslandsschulden bei Ecuador und Argentinien.
In der Krise Venezuelas verhängte die Europäische Union am 13. November 2017 ein Waffenembargo sowie im Januar 2018 Sanktionen gegen Mitglieder der Regierung wegen Menschenrechtsverletzungen, denen im April 2018 auch Sanktionen gegen solche Personen durch die Schweiz folgten. Der Internationale Strafgerichtshof eröffnete am 8. Februar 2018 eine Untersuchung der Übergriffe der staatlichen Sicherheitskräfte seit April 2017. Ende Januar 2018 wies Venezuela nach vier Jahren anhaltenden Streits mit Spanien dessen Botschafter aus. Spanien reagierte einen Tag später mit der Ausweisung des venezolanischen Botschafters. Der Botschafter Deutschlands Daniel Kriener wurde Anfang März 2019 ausgewiesen, offensichtlich weil er auf Wunsch von Bundesaußenminister Heiko Maas den Präsidenten der Nationalversammlung Juan Guaidó nach einem Auslandsaufenthalt am Flughafen abgeholt hatte, um dessen Verhaftung zu verhindern.

#### Internationale politische Beziehungen
Venezuela ist (suspendiertes) Mitglied der Vereinten Nationen und ihrer Unterorganisationen, dem Lateinamerikanischen Wirtschaftssystem (SELA), der OPEC, G15, G20 der Entwicklungsländer, G33 und G77, dem Amazonaspakt, der Südamerikanischen Union sowie Gründungsmitglied der ALBA und der CELAC.
Die 3 Milliarden US-Dollar Schulden bei der Weltbank und Internationalem Währungsfonds von 1998 waren am 12. April 2007 getilgt. Am 30. April 2007 kündigte der Präsident Hugo Chávez den Rückzug seines Landes aus Weltbank und Internationalem Währungsfonds (IWF) an, da diese Institutionen „Mechanismen des Imperialismus“ seien. Trotzdem blieb Venezuela Mitglied beider Organisationen. Die seit 1948 traditionell guten Beziehungen zu Israel wurden am 9. Januar 2009 von Hugo Chávez komplett abgebrochen.
Im Jahr 2012 begann der Eintritt in den Wirtschaftsraum Mercosur. Brasilien drohte im September 2016 noch vor der kompletten Integration mit dem temporären Ausschluss Venezuelas, wenn es nicht bis Anfang 2017 mehr als ein Drittel der Auflagen erfülle, zu denen es verpflichtet war. Venezuela wurde noch vor diesem Zeitpunkt schon Anfang Dezember 2016 von Mercosur ausgeschlossen. Nachdem die Organisation Amerikanischer Staaten (OAS) am 9. April 2019 den Vertreter des Parlamentspräsidenten als weiteren Vertreter Venezuelas bei der OAS anerkannte, gab die Regierung den Austritt per 27. April 2019 bekannt. Inzwischen anerkannten viele Staaten des amerikanischen Doppelkontinents nicht mehr die Vertreter der Regierung Maduro, sondern die Vertreter des Parlamentspräsidenten als Vertreter Venezuelas; im November folgte El Salvador den weltweit über 50 Ländern, die Guaidó anerkannten, und verwies die Diplomaten der Maduro-Regierung des Landes, woraufhin diese alle Diplomaten El Salvadors aus Venezuela ausgewies.

#### Ölgemeinschaft Petrocaribe
Mit zahlreichen Ländern im karibischen Raum wurde das Projekt Petrocaribe gegründet, durch das die Mitgliedsstaaten dank Lieferkonditionen auf Kredit-Basis Erdöl vergünstigt erhielten. Von den 2008 täglich in Venezuela geförderten rund 3 Millionen Barrel Öl wurden rund 180.000 für den PetroCaribe-Verband aufgewandt, auf dem Höhepunkt im Jahr 2012 gar 200.000 Fass. Nicht immer erfolgte die Bezahlung in Form von Geld. Kuba zum Beispiel entsandte als Gegenleistung tausende Ärzte und anderes medizinisches Personal, Lehrer, Sporttrainer und Regierungsberater.
In den USA wurde 2005 zusammen mit der NGO Citizens Energy Corporation des Kennedy-Sohns Joseph Patrick Kennedy das „CITGO-Venezuelan Heating Oil Program“ zur Unterstützung des ärmeren Teils der US-Bevölkerung geschaffen, um Ausfälle in der Ölversorgung nach den Hurrikans Katrina und Rita und Einschnitte im staatlichen Sozialprogramm „Federal Heating Oil Assistance Program“ zu kompensieren.
Venezuela subventionierte auf Grundlage eines Abkommens mit dem damaligen Londoner Bürgermeister Ken Livingstone ab August 2007 ÖVM-Tickets für einkommensschwache Londoner, im Gegenzug unterstützten englische Techniker den Aufbau und die Verbesserung des öffentlichen Nahverkehrs in Venezuela.

#### Verhältnis zu den Vereinigten Staaten
Die maßgeblich von US-Firmen aufgebaute Erdölwirtschaft Venezuelas ermöglichte dem Land einen beispiellosen Boom in den 1960er und 1970er Jahren. Die vielen US-Bürger in Venezuela machten den amerikanischen Way of Life bekannt, Venezuela unterstützten die Vereinigten Staaten in der Kubakrise 1962, und Venezuela wurde ein großer Abnehmer von Konsumgütern aus den USA. Die USA kauften die Mehrheit des venezolanischen Erdöls.
Venezuela blieb einer der drei größten Erdöllieferanten der USA und zugleich einer der wichtigsten Importeure. Es gibt enge wirtschaftliche Beziehungen zwischen beiden Ländern, auch nachdem die USA im Jahr 2006 wegen mangelhafter Umsetzung von Terrorismusbekämpfung ein Waffenembargo gegen das Land verhängt haben.
Das Verhältnis veränderte sich zuerst auch unter der Regierung Chávez ab 1998 nicht grundlegend. Die USA hatten Chávez sogleich gratuliert und der designierte Präsident traf sich im Januar 1999 im Weißen Haus kurz mit Bill Clinton. Nicht hilfreich war, dass einerseits Bill Clinton Chávez bis 2001 nicht als amtierenden Präsidenten auf Staatsbesuch eingeladen hatte, andererseits die DEA die Flüge zur Aufklärung des Drogenverkehrs in Venezuela hatte einstellen müssen. Bis 2002 gab es ein Verbindungsbüro mit US-Militärpersonal im venezolanischen Militärhauptquartier. Die große Änderung ergab sich im Jahr 2002 mit dem Putsch gegen Chávez, bei dem Chávez im Nachhinein überzeugt war, dass die USA dahinter gestanden hätten. Unverändert blieb der Handel zwischen den Ländern.
In den USA hielten sich auch Luis Posada Carriles und Orlando Bosch Ávila auf, mutmaßliche Auftraggeber eines Terroranschlags auf ein kubanisches Passagierflugzeug in der Karibik. Sie waren beide 1987 in Venezuela freigesprochen worden, dienten jedoch ab 2005 der feindschaftlichen Rhetorik. Die USA warfen Venezuela vor, die kolumbianische FARC zu unterstützen. So habe das kolumbianische Militär bei der Kommandoaktion gegen den FARC-Vize Raúl Reyes im Jahr 2008 vier Computer sichergestellt, die belegen sollten, dass Chávez Waffen und Bargeld im Wert von rund 300 Millionen US-Dollar an die FARC geliefert hatte. Im September 2008 verwies Venezuelas Regierung den US-Botschafter des Landes, unter anderem wegen des Vorwurfs der Einmischung in den Konflikt in Bolivien, und brach die diplomatischen Beziehungen ab. Unter der Regierung von US-Präsident Barack Obama kam es auf dem Amerika-Gipfel im April 2009 zu einem Treffen beider Regierungschefs, und es wurde eine Wiederaufnahme der diplomatischen Beziehungen vereinbart, was schon aufgrund „des Bedürfnisses des Regimes für einen Sündenbock“ für seine zunehmend schwierige wirtschaftliche Situation nicht wirklich erfolgreich war. Schon 2010 verweigerte Venezuela dem angehenden US-Botschafter die Akkreditierung, weil er mit dem Vorwurf, Venezuela würde der FARC Unterschlupf gewähren, „die gesamte venezolanische Demokratie beleidigt“ hätte, so der Präsident des außenpolitischen Komitees des Parlaments.
Am 6. Juli 2013 bot Maduro laut eigenen Worten „aus humanitären Gründen“ dem US-Bürger Edward Snowden Asyl an, passend zu einer immer intensiveren antiamerikanischen Rhetorik, auf die Maduro aufgrund der immer vernehmbareren Opposition sowie dem Verfall der Wirtschaftsleistung setzte.
Im Jahr 2014 hatten 62 Prozent der Venezolaner eine positive Meinung von den USA, obschon Hugo Chávez Präsident Bush schon im Jahr 2006 als den Teufel bezeichnet hatte, dessen „Schwefelgeruch“ auch noch einen Tag nach seiner Rede am Rednerpult der UNO hafte. Im Dezember des Jahres 2014 schuf der US-Kongress Grundlagen für Sanktionen gegen die Verantwortlichen von Gewalt gegen die Meinungs- und Versammlungsfreiheit im Februar 2014. Bis nach Ende der Präsidentschaft Obama wurden die Vermögen von sieben in Sicherheitsdiensten tätigen Personen Venezuelas eingefroren. Erst nach Mai 2017 bis im Frühjahr 2019 stieg diese Anzahl auf achtzig.
Ende 2016, wenige Tage nachdem Rosneft an Citgo herangerückt war, hatte der venezolanische Raffinerie-Konzern Citgo 500.000 Dollar gespendet für das Budget der Amtseinführung des neuen US-Präsidenten Trump.
Nie zuvor hatte der von Venezuela kontrollierte amerikanische Raffineriekonzern für Inaugurationsfeiern von US-Präsidenten gespendet.
Der im Frühjahr 2017 einberufenen Verfassunggebenden Versammlung sprach die US-amerikanische Regierung die Legitimität ab und verhängte Sanktionen gegen Nicolás Maduro. Am 11. August 2017 verkündete US-Präsident Donald Trump, er ziehe auch militärische Optionen in Betracht. Am 25. August 2017 verhängte der US-Präsident ein Verbot zum Handel bestimmter Anleihen des venezolanischen Staates und der PDVSA.
Am 23. Januar 2019 brach Maduro die diplomatischen Beziehungen zu den USA ab und teilte eine Frist mit, innerhalb der alle US-Diplomaten das Land zu verlassen hätten. Dies wurde durch die Maduro-Regierung am 26. Januar relativiert, im März jedoch wiederholt. Die Botschaft empfahl allen US-Bürgern das Verlassen des Landes und zog ihr Personal bis am 14. März 2019 komplett ab. Die Schweiz übernahm ab dem 5. April die konsularischen Aufgaben der USA in Venezuela im Rahmen eines sogenannten Schutzmachtmandates.
Laut einer Meinungsumfrage im März 2019 befanden 88,5 Prozent der Befragten ein gutes Verhältnis zu den USA als wichtig für die Überwindung der Krise und für eine bessere Zukunft des Landes.
Am 26. März wurde Maduro, zusammen mit einigen anderen hohen Staatsbeamten, offiziell vor einem New Yorker Gericht unter anderem wegen staatlich organisiertem Drogenschmuggel, Narco-Terrorismus und Korruption angeklagt. Gleichzeitig lobte das US-Außenministerium eine Belohnung von 15 Millionen US-Dollar für sachdienliche Hinweise aus, die zur Festnahme Maduros führen. Am 2. April entsandten die Vereinigten Staaten mehrere Kriegsschiffe vor die Küste Venezuelas. Das Ziel sei, den illegalen (staatlich unterstützten) Drogenschmuggel aus dem Land in die USA zu unterbinden, so Außenminister Mike Pompeo. Dies geschah zudem kurz nach einem Zwischenfall vor La Tortuga, als ein venezolanisches Kriegsschiff das zivile Kreuzfahrtschiff RCGS Resolute beschossen und gerammt hatte und daraufhin selbst gesunken war.
Erstmals seit Jahren führte die Regierung im März 2022 Gespräche mit US-Regierungsvertretern. Beim Besuch der Amerikaner fand auch ein Gespräch mit der Opposition statt.

#### Verhältnis zu Kuba
Fidel Castro flog am 1. Januar 1959 nach Venezuela, um Rómulo Betancourt um einen Kredit von 300 Millionen Dollar und Öl im Kampf gegen die Gringos zu bitten. Die Ablehnung trug Betancourt einen Spitzenplatz in Castros Feindesliste ein. Unbestritten ist der Fakt, dass Kuba versuchte, die Revolution zu exportieren. Guerillas landeten 1967 von ihren Trainingslagern in Kuba kommend in Venezuela.
Bis 1974 waren die diplomatischen Beziehungen zwischen Kuba und Venezuela unterbrochen, da Kuba die Guerillas in Venezuela unterstützte. Nach der Wiederaufnahme der Beziehungen trübte 1976 der Anschlag auf Cubana-Flug 455 das Verhältnis. Ebenso wenig förderlich war 1994 der Heldenempfang für den aus dem Gefängnis freigelassenen Putschisten Hugo Chávez durch Fidel Castro. Hugo Chávez, der Fidel Castro wahlweise „Bruder“ nannte oder auch eine „Vater-Sohn“-Rhetorik benützte, erlaubte durch seine Verklärung des kubanischen Systems („Kuba ist das Meer des Glücks. Bis dorthin geht Venezuela“) nach seiner Wahl 1999 und einem Kooperationsvertrag im Oktober 2000 eine immer größere Einflussnahme Havannas durch Anwesenheit nicht nur kubanischer Ärzte und der Indoktrination verdächtigter Lehrer, sondern auch Geheimdienstmitarbeitern direkt im Präsidentenpalast sowie kubanischen Soldaten auf Militärbasen. Die scheinbar demokratischen Kommunalräte standen unter dem Einfluss kubanischer Emissäre. Alle diese kubanischen Dienstleistungen wurden von Venezuela bezahlt und durch die Lieferung von Erdöl abgegolten, nach 2002 rund 52.000 Barrel pro Tag, später über 90.000. Dies bedeutete eine Subvention zugunsten Kubas von 35 Milliarden Dollar binnen 15 Jahren.
Beim Putschversuch von 2002 spielte die Unterstützung aus Kuba eine wichtige Rolle beim Machterhalt der Chavisten. Direkt danach wurden die obersten Chargen der Analysten in Chávez’ Kommandoraum sala situacional, die den Putsch nicht hatten kommen sehen, durch kubanische Spezialisten besetzt. Schon 2003 warnten Medien im Land vor der „kubanischen Invasion“.
Im Jahr 2004 wurde die ALBA-Deklaration veröffentlicht, während kubanische Offizielle frohlockten, Kuba habe nun zwei Präsidenten und zwei Flaggen – es war nicht nur Hugo Chávez’ Vision, eine komplette Vereinigung der beiden Staaten oder mindestens eine Föderation zu erreichen.
Trotz seines wirtschaftlichen Hebels spielte Venezuela keine Rolle in der kubanischen Innenpolitik, ganz im Gegensatz zum kubanischen Einfluss in Venezuela in der Konsolidierung der Macht der Chavisten durch den Aufbau von Institutionen.
Venezuela war im Jahr 2010 Kubas wichtigster Handelspartner (vor China), während im Jahr 2011 rund 44.000 Kubaner in Venezuela tätig waren sowie eine weitere, unbekannte Anzahl in den Sicherheitsdiensten. Weitere Kubaner wurden von Venezuela bezahlt bei ihrer Arbeit in Bolivien, Nicaragua, Ecuador sowie karibischen Kleinstaaten. Alle Kubaner werden von ihren Sicherheitsagenten überwacht, der Kontakt mit der lokalen Bevölkerung ist unerwünscht. Kritiker sahen in der Zusammenarbeit vor allem auch eine Tendenz, Venezuela in ein autoritäres Regime nach kubanischem Vorbild umzugestalten. Dazu gehörten die Verstaatlichungen sowie der staatliche Interventionismus in die Wirtschaft.
Kubanische Militärberater sitzen an allen Schaltstellen der Macht, dies nicht nur im Militär und Geheimdienst, sondern auch bei Behörden, dies offensichtlich auch an sensiblen Stellen wie Notariaten, der Einwohnerkontrolle und Ausgabe von Ausweispapieren.
Die Regierungen Venezuelas als auch Kubas bestreiten laut Hellinger, was auch STRATFOR feststellte; dass kubanische Berater wichtige Sicherheitsfunktionen inne hätten oder inhaltliche Politik betrieben („deny that Cuban advisors have taken over important security functions or policy areas“). Einen Teil ihres Ursprungs hat die Präsenz der Kubaner laut Strønen auch im Versuch von Chávez, beim Aufbau der Hilfsprogramme die korrupte und ineffiziente eigene Bürokratie zu umgehen.
Nicht nur die Strategien des KGB und der Stasi kamen mit den Kubanern nach Venezuela, sondern auch deren Propaganda. Die allgegenwärtigen „Äuglein“ von Chávez waren eine weitere Kampagne, die „zweifellos“ von der kubanischen Propaganda ersonnen wurde; offiziell angebracht, um 2012 die „Solidarität mit dem Leidenden“ zu bekräftigen, waren sie gleichzeitig eine Drohung: Das Regime sieht alles. Wie die Kubaner seien auch die Venezolaner anfällig für die Santería, heidnische Rituale mit einer besonderen Eignung für Propaganda.
Laut einer Meinungsumfrage im März 2019 befanden nur 0,7 Prozent der Befragten ein gutes Verhältnis zu Kuba als wichtig für die Überwindung der Krise und für eine bessere Zukunft des Landes. Gleichzeitig wurden noch immer täglich 100.000 Fass Öl nach Kuba gebracht, das rund 40 Prozent davon zu Weltmarktpreisen verkaufte.

#### Grenzkonflikt mit Guyana
Venezuela beansprucht das gesamte Gebiet westlich des Essequibo, das seit dem Ende des 19. Jahrhunderts offiziell zu Guyana gehört. Ein im Jahr 1899 von einer internationalen Vermittlungskommission gefällter Schiedsspruch, der damals von Venezuela angenommen wurde, bestimmte die heutigen Grenzen. In den 1960er Jahren wurden Informationen bekannt, die nach Ansicht von Venezuela die Voreingenommenheit der damaligen Vermittlungskommission bewiesen, woraufhin Venezuela seither seine Ansprüche auf die Grenzziehung entlang des Essequibo erneuerte. Am 3. Dezember 2023 fand in Venezuela ein Referendum über die Zugehörigkeit Esequibas zu Venezuela statt: Rund 96 Prozent der Teilnehmer bejahten die Frage, ob ein neuer venezolanischer Bundesstaat namens Guayana Esequiba geschaffen und die dortige Bevölkerung die venezolanische Staatsbürgerschaft bekommen soll. Der karibische Grenzkonflikt zog unmittelbare internationale und regionale Reaktionen nach sich: US-amerikanische Soldaten hielten am 7. Dezember 2023 ein als „Routineübung“ bezeichnetes Manöver in Georgetown ab. Grundlage hierfür sei ein zwischen dem für Lateinamerika zuständigen United States Southern Command und der Militärverwaltung Guyanas bestehendes Kooperationsabkommen. Der venezolanische Verteidigungsminister Vladimir Padrino López bezeichnete das Manöver als Provokation. Die brasilianische Regierung verstärkte die Grenzgarnison im benachbarten brasilianischen Bundesstaat Roraima. Dem liegen Befürchtungen zugrunde, dass Venezuela über brasilianisches Gebiet nach Guyana einfallen könnte, da das venezolanisch-guyanische Grenzgebiet weiter im Norden schwer zugänglich ist.

### Technologieentwicklung

Logo Canaima GNU/Linux

Im Jahr 2004 verabschiedete die venezolanische Regierung das „Gesetz über Technologie und Information“, das alle öffentlichen Einrichtungen verpflichtet, ihre Rechner auf freie Software umzustellen, falls geeignete Produkte existieren. Im Jahr 2008 meldete das Nationale Zentrum für Informationstechnologie (CNTI) entscheidende Fortschritte bei der Umstellung auf freie Software: mehr als ein Drittel aller Bürgermeisterämter haben ihre Computer inzwischen auf den Betrieb mit freier Software umgestellt, und es konnten eine Reihe von Kooperationen zwischen neu gegründeten IT-Unternehmen und öffentlichen Institutionen sowie selbstverwalteten Gemeinden vermittelt werden. Im Jahr 2008 nahmen zudem 500 Ausbilder in 400 Gemeinden ihre Arbeit auf, um sowohl Mitarbeiter öffentlicher Verwaltungen und Unternehmen wie auch die Bevölkerung allgemein zur Arbeit mit freier Software zu befähigen. Ein zentrales Projekt des CNTI ist die Entwicklung des Betriebssystems Canaima GNU/Linux, einer eigenen venezolanischen Debian-basierten Linux-Distribution. Auch der wiederverstaatlichte Telefonanbieter CANTV will auf freie Software umstellen, und der staatliche Ölkonzern PDVSA will in Kooperation mit Kuba ein eigenes Software-Unternehmen gründen. In Caracas und in Mérida wurde jeweils eine Akademie für freie Software aufgebaut, und zwei weitere Akademien sollen im Jahr 2009 in den Bundesstaaten Falcón und Trujillo eröffnet werden.
Venezuela kam im Jahr 2012 auf Platz 118 von 141 beim Global Innovation Index, der von der INSEAD und der Weltorganisation für geistiges Eigentum jedes Jahr veröffentlicht wird.

### Umweltpolitik
In den ersten fünf Jahren des 21. Jahrhunderts rangierte Venezuela unter den zehn Ländern mit der höchsten Entwaldungsrate des Planeten. Durch das im Jahr 2006 gestartete Wiederaufforstungsprogramm Misión Árbol konnten bis zum Jahr 2010 42 Millionen Bäume auf 34.000 Hektar Landfläche aufgeforstet werden.
Zum Schutz der Artenvielfalt des Meeres ist seit dem 14. März 2008 in venezolanischen Küstengewässern das Fischen mit Trawlern verboten.
In den letzten Jahren haben sich ständig Erdölverschmutzungen in heiklen Regionen ereignet, wodurch die staatliche Erdölgesellschaft PDVSA von der Opposition kritisiert wurde.
Die Umweltverschmutzung im Valenciaseegebiet hat in den letzten Jahren zugenommen, wodurch das Leitungswasser in einer Region mit mehr als 2 Millionen Einwohnern hoch verseucht ist.

## Wirtschaft
Venezuela verfügt über die größten nachgewiesenen Erdölreserven der Welt. Doch innerhalb des 2010er Jahrzehnts kollabierte der weltweite Ölpreis. Die venezolanische Wirtschaft, die fast vollständig vom Erdölexport abhängig ist, befindet sich u. a. deswegen in einer schweren Krise, geprägt von Hyperinflation, Versorgungsengpässen und Hungersnöten. Venezuelas Wirtschaftssystem zeichnete sich ab dem Beginn der Erdölförderung durch eine typische Rentenwirtschaft aus, wie sie auch in anderen rohstoffreichen Staaten zu beobachten ist. Dank des Booms hatte sich das Bruttoinlandsprodukt pro Kopf bis 1957 bis auf die Hälfte dessen der USA gesteigert. Danach stagnierte die Entwicklung und Venezuela erreichte im Jahr 1998 noch 15 Prozent der Vergleichszahl der USA. Der im März 2013 verstorbene Präsident Hugo Chávez war zwar 1998 angetreten, um unter anderem diese Abhängigkeit zu verringern, tatsächlich hat sie sich innerhalb seiner Amtszeit noch vergrößert und die Wirtschaft war nahezu vollständig abhängig vom venezolanischen Hauptrohstoff Erdöl. Im Jahr 2014 stammten 96 Prozent der Staatseinnahmen aus dem Ölgeschäft.
Im Januar 2016 rief die Regierung Maduro den „Wirtschaftsnotstand“ aus. Ein Erlass gab dem Präsidenten 60 Tage Zeit, Maßnahmen zur Stützung der Konjunktur einzuleiten. Die Wirtschaftsleistung war in den ersten neun Monaten 2015 um 4,5 Prozent gesunken, während die Inflation auf 141,5 Prozent kletterte, bereits zu diesem Zeitpunkt höchste Inflationsrate weltweit. Die Inflation stieg weiterhin dramatisch an und erreichte Ende 2018 über 1.000.000 Prozent und für 2019 wurden mehrere Millionen Prozent vorausgesagt. Es lohne sich gar nicht mehr, die Inflation zu berechnen, meinte im Herbst 2018 ein Ökonom in Caracas, während Steve H. Hanke eine viel tiefere Zahl ermittelte. Insgesamt war die Wirtschaftsleistung Venezuelas von 2013 bis 2017 um ein Drittel gesunken. Die unverzichtbaren Importe wurden von den Chavisten innerhalb von 5 Jahren um 75 Prozent reduziert. Die Arbeitslosenquote lag im Jahr 2017 bei 26,4 %. Im Global Competitiveness Index, der die Wettbewerbsfähigkeit eines Landes misst, belegte Venezuela im Jahr 2016 Platz 130 von 138 Ländern (Stand 2016). Im Index für wirtschaftliche Freiheit belegt das Land 2017 Platz 179 von 180 Ländern. Wichtigste Finanzierungsquelle des Landes waren ab Sommer 2018 nicht mehr die Erdölexporte, sondern die Rücküberweisungen der ins Ausland geflüchteten Venezolaner an ihre Familien.
| Jahr                                    | 2010   | 2015    | 2016    | 2017    | 2018       | 2019       | 2020     | 2021      | 2022    | 2023    |
| --------------------------------------- | ------ | ------- | ------- | ------- | ---------- | ---------- | -------- | --------- | ------- | ------- |
| BIP in Mrd. USD (Kaufkraftparität)      | 476,2  | 519,7   | 435,2   | 373,6   | 307,0      | 225,7      | 160,1    | 169,1     | 195,7   | 210,8   |
| BIP pro Kopf in USD (Kaufkraftparität)  | 16.695 | 16.971  | 14.170  | 12.271  | 10.622     | 8.115      | 5.729    | 6.130     | 7.269   | 7.943   |
| BIP-Wachstum (real)                     | −1,5 % | −6,2 %  | −17,0 % | −15,7 % | −19,7 %    | −27,7 %    | −30,0 %  | 1,0 %     | 8,0 %   | 4,0 %   |
| Inflation (in Prozent)                  | 28,2 % | 121,7 % | 254,9 % | 438,1 % | 65.374,1 % | 19.906,0 % | 2355,1 % | 1.588,5 % | 186,5 % | 337,5 % |
| Staatsverschuldung (in Prozent des BIP) | 38 %   | 130 %   | 138 %   | 134 %   | 175 %      | 206 %      | 329 %    | 250 %     | 161 %   | 146 %   |

### Erdöl
Für 2023 hofft die venezolanische Regierung 65 % des Staatshaushalts mit Erdölexporten finanzieren zu können. Die Bundesanstalt für Geowissenschaften und Rohstoffe schätzte die Erdölressourcen für 2015 auf 65.320 Millionen Tonnen. Damit nimmt Venezuela den Spitzenplatz ein.
Kritiker werfen dem Staat und der staatlichen Ölfördergesellschaft PDVSA mangelnde Erhaltungsinvestitionen in die Ölförderanlagen vor. 1997 förderte Venezuela noch 3,3 Millionen Barrel (Fass) Öl täglich. Staatlichen Angaben zufolge betrug die tägliche Ölfördermenge im Jahr 2008 3,4 Millionen Barrel pro Tag. Veröffentlichungen der Organisation der Erdölförderländer OPEC, deren Mitglied Venezuela ist, beziffern diese jedoch auf lediglich 2,33 Millionen. Im ersten Halbjahr 2010 lag die tägliche Fördermenge laut Bericht der PDVSA nur noch bei 2,45 Millionen Fass, dem niedrigsten Wert seit 2003. Davon wurden 600.000 Fass in Venezuela selbst verbraucht, 300.000 Fass gingen zu Vorzugsbedingungen an Mitgliedstaaten von Petrocaribe. Weitere 300.000 Fass täglich gingen für Swap-Geschäfte zur Kredittilgung nach China. Demzufolge standen lediglich rund 1,25 Millionen Barrel für den Verkauf zu Weltmarktpreisen zur Verfügung. Der seit Ende 2014 stark fallende Ölpreis machte Venezuelas Staatshaushalt zunehmend zu schaffen. Er fiel ab 2014 von rund 100 auf unter 35 Dollar pro Barrel zu Beginn 2016. Dabei schätzte die Deutsche Bank im Jahr 2014, dass Venezuela einen Ölpreis von 162 Dollar für einen ausgeglichenen Staatshaushalt bräuchte und die Credit Suisse ging von einem Preis von 97 Dollar pro Barrel aus, bei dem Venezuela noch in der Lage sei, seine Verbindlichkeiten zu bedienen. Ein Ende des niedrigen Ölpreises war wegen des weltweiten Überangebots 2015 nicht absehbar. Der Preis erholte sich etwas, jedoch sank die Produktion bis August 2018 auf von der Internationalen Energieagentur geschätzte 700.000 Fass pro Tag, einem Drittel der Menge zweieinhalb Jahre früher. Der Förderstatistik zufolge, die Petróleos de Venezuela Anfang 2020 an die OPEC übermittelte, fiel die durchschnittliche Tagesförderung von 1.511.000 Barrel im Dezember 2018 auf 907.000 Barrel im Dezember 2019, ein Rückgang um 40 %. Im Mai 2020 fiel die durchschnittliche Tagesförderung nach Angaben der OPEC auf 570.000 Barrel, den niedrigsten Stand seit 1943.
In den Jahren 2017/2018 brachten nur 40 Prozent der Ölverkäufe Deviseneinnahmen, die restlichen Verkäufe dienten reinem Schuldendienst an Russland und China sowie als Entgelt an Kuba für dessen Dienstleistungen im Land. Indien als größter zahlungspflichtiger Abnehmer nach den USA war ab Mitte März 2019 ebenfalls als Kunde weggefallen.
Im Jahr 2020 produzierte Venezuela mit täglich nur 500.000 Barrel Erdöl ungefähr so viel wie in den 1930er Jahren. Die Jahreseinahmen waren zu diesem Zeitpunkt von vormalig fast 100 Milliarden auf zwölf Milliarden Dollar pro Jahr gesunken. Schuld daran, so der Erdölminister Tarek El Aissami, sind „organisierte Diebesbanden“.

### Bergbau
Ergiebige Lagerstätten von Eisenerz finden sich im Orinoco-Becken, insbesondere im Bundesstaat Bolívar. Die Vorräte wurden auf rund 12 Milliarden Tonnen geschätzt. Das Erz hat einen Eisengehalt von bis zu 60 %. In den 1960er machte die Eisenerzgewinnung 98 % des Umsatzes des venezolanischen Bergbaus aus.
Steinkohlevorkommen von mindestens 9 Milliarden Tonnen fanden sich in den Bundesstaaten Zulia und Táchira. Sie werden vom Bergbauunternehmen Carbones del Zulia (Carbozulia) abgebaut, das 1986 von der PDVSA übernommen wurde.

### Land-, Forst- und Fischereiwirtschaft
Obwohl Venezuela reich an Tropenwald ist, wird dieser aufgrund seiner schwierigen Zugänglichkeit nur in relativ geringem Ausmaß für die Forstwirtschaft genutzt. Nutzholz wird hauptsächlich für die Bau-, Möbel- und Papierindustrie verwendet.
Etwa ein Viertel der Landesfläche wird nach Schätzung der FAO landwirtschaftlich genutzt. Der Ackerbau spielt in Venezuelas Landwirtschaft nur eine geringe Rolle, etwa die Hälfte der Erträge der Landwirtschaft kommt aus der Rinderzucht. Da der Staat seit 2013 keine Statistiken mehr herausgibt, war kaum aufgefallen, dass schon in jenem Jahr kein Dünger und kein Saatgut mehr hergestellt worden war, was laut einem Funktionär des Agrarministeriums früher oder später „unweigerlich in eine Hungersnot“ führen würde. Große Bedeutung für die Lebensmittelwirtschaft haben die großen Fischfangflotten und die -vorkommen an der Küste Venezuelas und in dessen größtem See. Gefangen werden hauptsächlich Thunfisch, Schalentiere und Sardinen. Viele Fischer waren im Jahr 2019 komplett auf Tauschhandel angewiesen, was in ländlichen Gegenden in Zeiten der Hyperinflation der Normalfall war.

### Tourismus
Venezuela war aufgrund einer relativ gut ausgebauten Infrastruktur lange Zeit ein wichtiges Ziel ausländischen Tourismus in Lateinamerika, insbesondere für US-Amerikaner. Bekannte Reiseziele sind die Isla Margarita und der Archipel Los Roques mit ihren Stränden sowie die bergige Region Mérida. Bekannt sind ebenfalls die deutsche Kolonialstadt Colonia Tovar und der welthöchste Wasserfall, Salto Ángel. Im Zuge der Wirtschaftskrise kollabierte ab Mitte der 2010er Jahre auch der Tourismus.

### Elektrizitätswirtschaft
Der größte Teil der Elektrizität stammt aus Wasserkraft. Beispiele sind die Staudämme am Caroní, von denen der Damm am Guri-Stausee der prominenteste ist. Er ist das derzeit drittgrößte Wasserkraftwerk weltweit.
Der Anteil von anderen erneuerbaren Energien an der Energieversorgung ist unbedeutend, obwohl die Möglichkeit zur Nutzung von Wind- und Sonnenenergie in Venezuela in erheblichem Maße vorhanden wäre. Die einseitige Abhängigkeit von Wasserkraft, ein in den letzten Jahren gestiegener Energieverbrauch, unzureichende Planung und mangelhafte Wartung der Infrastruktur führten in den letzten Jahren zu teilweise massiven Problemen bei der Elektrizitätsversorgung. 2010 musste aufgrund einer extremen Dürre die Energieversorgung durch täglich mehrstündige Stromabschaltungen rationiert werden.
Ein geplantes Atomenergieprogramm wurde angesichts der Nuklearkatastrophe von Fukushima 2011 vorerst wieder aufgegeben.
In den Jahren 2017/2018 war die Stromversorgung beschrieben worden als „in vielen Landesteilen unstet mit täglich mehrstündigen Unterbrüchen“ und im März 2019 erlangte ein landesweites Blackout mediale Aufmerksamkeit auch im Ausland. 96 Prozent des Landes waren auch im Juli 2019 an einem Tag gleichzeitig ohne Strom. Ein Überblick über die Stromausfälle im Land war möglich durch das Verfolgen der Zugriffe auf das Internet. Das Stromnetz hatte eine besondere Bedeutung auch dadurch erlangt, dass die Währung zusammengebrochen war und fast alle Zahlungen im Alltag elektronisch ausgeführt wurden.

### Regulierter Binnenhandel und Devisenkontrolle
Die Inflation, die rigide Devisenkontrolle seit 2003 und das daraus folgende Missverhältnis zwischen Schwarzmarktkurs und offiziellem Wert des Bolívars gegenüber dem Dollar sorgten für große Verwerfungen in der venezolanischen Wirtschaft. Zahlreiche Waren des täglichen Bedarfs waren häufig nicht erhältlich. Exemplarisch dafür machte bereits Mitte 2013 die Nachricht Schlagzeilen, in Venezuela sei das Toilettenpapier knapp. Präsident Nicolás Maduro warf Unternehmen vor, sie produzierten weniger und versteckten Waren, um später die Preise in die Höhe zu treiben. Es ließ sich aber aufgrund des Unterschieds zwischen dem offiziellen und inoffiziellen Dollar-Wechselkurses auch Geld verdienen durch den Re-Export solcher Waren des Tagesgebrauchs. Weil entsprechend der Öl-Exporte 96 Prozent der Exporterlöse und somit der Devisen über den Staat ins Land kamen, war die Zuteilung dieser Devisen der größte Korruptionsherd im Land.
Als Wahlgeschenk verordnete die Regierung Maduro im November 2013 einigen Einzelhändlern Zwangsrabatte, was teils sogar zur Plünderung von Filialen unter den Augen der Soldaten der Nationalgarde und der Aufsicht von Beamten des „Instituts zur Verteidigung des Zugangs des Volkes zu Gütern und Dienstleistungen“ der betroffenen Elektrogeräte-Händler führte. Die Händler verkauften ihre Waren tatsächlich mit hohen Margen, möglicherweise zur Kompensation der behördlichen Wechselkurs-Zuteilung, die großen Schwankungen unterliegt und kaum kalkulierbar ist. Den Elektrogeräten sollten Rabatt-Diktate für Schuhe und Kleider, Spielzeug, Nahrungsmittel, Eisenwaren und Autoteile folgen. Venezuela schuldete 2015 ausländischen Fluggesellschaften rund vier Milliarden Dollar wegen des strikten Devisenkontrollsystems und der Vorschrift, dass Fluggesellschaften ihre Ticket-Einnahmen im Land nur mit Genehmigung in ausländischer Währung ausführen durften. Im Juni 2016 stellten verschiedene Fluggesellschaften ihre Flüge nach Venezuela ein. Als (erneutes) Geschenk der Regierung für die Landbevölkerung wurde die Beschlagnahmung von 3,8 Millionen Stück Spielzeug der Firma Kreisel im Dezember 2016 gewertet. Der Preisüberwacher William Contreras ließ die Lager der Firma konfiszieren wegen „Verzerrung der Preise und Verheimlichung der Lagerbestände“.
Der Staat verbietet leere Supermarktregale. Es gilt eine Anordnung, leeren Platz mit erhältlichen Produkten zu füllen. So kommt es vor, dass ganze Regale nur Haferbrei führen, wenn es den gerade gibt.
Im Ease of Doing Business Index 2018 der Weltbank belegt das Land Platz 188 von 190 Ländern und liegt damit noch hinter Ländern wie Syrien und Haiti.

### Unternehmen
Das bei weitem größte Unternehmen in Venezuela ist der staatliche Erdölkonzern Petróleos de Venezuela (PDVSA) mit etwa 80.000 Arbeitnehmern. Der Lebensmittelkonzern Empresas Polar mit etwa 30.000 Angestellten ist das größte private Unternehmen des Landes. Weiterhin gibt es die Linea Aeropostal Venezolana, die zehntgrößte südamerikanische Fluggesellschaft. Die Venezolana Internacional de Aviación, Sociedad Anónima (VIASA), die staatliche Fluggesellschaft, existierte bis 1997. Die Regierung versucht mit der 2004 gegründeten Conviasa, eine neue staatliche Fluggesellschaft zu etablieren – bisher nur mit mäßigem Erfolg. Im Juli 2016 übernahm der Staat eine Fabrik zur Herstellung von Hygieneartikeln von Kimberly-Clark, die wegen Rohstoffmangels stillgelegt werden sollte.
In Venezuela gibt es eine Wertpapierbörse, die Bolsa de Valores de Caracas mit ihrem Leitindex, dem Índice Bursátil de Capitalización.

### Verstaatlichungen
In den 1980er und 1990er Jahren wurden viele Staatsunternehmen privatisiert. Dies wurde von Hugo Chávez im Rahmen seiner Bolivarischen Revolution rückgängig gemacht. Er ließ Tausende von Unternehmen enteignen und verstaatlichen, was in Venezuela zu einem massiven Produktionsabfall führte und zahlreiche internationale Großkonzerne dazu bewegte, Venezuela zu verlassen. Auch unter Maduro schrumpfte das BIP von 2013 bis 2023 um rund 80 Prozent.
Im April 2017 wurde ein Werk von General Motors von den venezolanischen Behörden beschlagnahmt. Das Unternehmen stellte daraufhin seine Tätigkeit in dem Land ein.

### Gewerkschaften
Es gibt fünf Gewerkschaftsdachverbände: die Unión Nacional de Trabajadores (UNT), die Confederación de Trabajadores de Venezuela (CTV), die Confederación de Sindicatos Autónomos de Venezuela (CODESA), die Confederación General de Trabajadores (CGT) und die Central Unitaria de Trabajadores de Venezuela (CUTV).

### Währung
Ab dem Jahr 2003 gab es eine Währungskontrolle, die den Umtausch des Bolívar (Bs bzw. BsF) in andere Währungen beschränkte. Der Bolívar war also nicht frei konvertierbar. Zum Januar 2008 wurde in Venezuela ein Währungsschnitt von 1:1000 zum neuen Bolívar Fuerte (BsF) vollzogen.
Die Comisión de Administración de Divisas, CADIVI (dem Finanzministerium zugeordnet), teilte die Devisen an Firmen und private Personen nach bestimmten Schlüsseln zu. Ab 1. Januar 2009 lag für Privatpersonen das Limit bei 3000 US$ pro Jahr (vorher 5600 US$). Basis war der staatlich festgelegte Wechselkurs.
Die Chávez-Regierung hatte lange versucht, den offiziellen Wechselkurs trotz hoher Inflationsraten stabil zu halten. Der Wechselkurs lag von 2005 bis Anfang 2010 unverändert bei 2150 Bs bzw. 2,15 BsF (nach dem Währungsschnitt) für 1 US$. Im Januar 2010 wurde zunächst ein System mit zwei Wechselkursen eingeführt, mit 2,60 BsF je US-Dollar für besondere Importgüter, wie Lebensmittel und Medikamente, und 4,30 BsF/USD für sonstiges. Ab 1. Januar 2011 galt wieder ein einheitlicher Wechselkurs von 4,30 BsF/USD. Der unreglementierte Schwarzmarktkurs betrug Ende 2010 rund 8,4 Bolívares pro Dollar und war damit fast doppelt so hoch wie der offizielle Wechselkurs. Im Januar 2014 galt ein offizieller Wechselkurs von 6,3 Bolívares pro Dollar, während der Schwarzmarktkurs nun bereits 55 Bolívares pro Dollar betrug. Mitte 2015 musste man auf dem Schwarzmarkt mit über 600 Bolívares schon das Hundertfache des offiziellen Wechselkurses für einen Dollar hinlegen.
Im Jahr 2016 betrug der Gegenwert von sechs US-Dollar 110 Gramm 100-Bolívar-Noten, das waren 10.000 Bolívar, die oft nicht mehr gezählt, sondern gewogen wurden. Zur Verschleierung der Inflation wollte die Regierung keine größeren Geldscheine herausgeben; die Inflation betrug derweilen täglich sechs Prozent und die Prognose für 2017 ließ eine Jahresinflation von 2400 Prozent erwarten. Schon im Frühjahr 2016 hatte Venezuela Mühe gehabt, seine in immer größerer Menge benötigten Banknoten zu bezahlen.
Während eine Einziehung der – zuletzt größten – 100-Bolívar-Note schon lief (geplant innerhalb von nur 72 Stunden und bei geschlossenen Grenzen), hätte ab 15. Dezember 2016 eine neue Note zu 500 Bolívar ausgegeben werden sollen mit einem Gegenwert am Schwarzmarkt von etwa 0,14 US$. Danach sollten Scheine zu 1000, 2000, 5000, 10.000 und 20.000 Bolívar folgen. Am 16. Dezember (Ortszeit) kam es, nachdem in verschiedenen Städten von den Banken keine neuen Geldscheine ausgegeben werden konnten, zu Protesten, Plünderungen und 3 Toten. Die Ausgabe der neuen Noten wurde danach auf Januar 2017 angekündigt; die Regierung hatte für den vorgesehenen Ersatz der Scheine ausländische Kriminelle verantwortlich gemacht, welche das Geld im Ausland gehortet hätten. Ebenso mysteriös war die Erklärung, dass die neuen Noten wegen angeblicher Sabotage von Flugzeugen nicht hätten verteilt werden können. Mindestens eine Lieferung neuer in Schweden gedruckter Noten mit einem Nennwert von 500 Bolivar erreichte Venezuela am 19. Dezember 2016, weitere Noten mit einem Nennwert von 20.000 Bolívares wurden aus Malta geliefert. Die 100-Bolívar-Scheine galten nochmals verlängert bis 20. Januar 2017.
Am 31. Mai 2017 wurde der Bolívar um 64 % auf einen Kurs von 2010 VEF für einen US-Dollar abgewertet. Der Schwarzmarktkurs betrug zu diesem Zeitpunkt bereits 6100:1. Aufgrund der Hyperinflation stellte Präsident Maduro Anfang November 2017 den zukünftigen 100.000-Bolivar-Schein vor, er hatte zu dem Zeitpunkt den Gegenwert von etwa 2 Dollar. Gleichzeitig sollten Renten und der Mindestlohn angehoben werden, trotz Warnungen, dass dies die Hyperinflation zusätzlich anheize.
Die Lancierung einer staatlichen venezolanischen Kryptowährung namens Petro durch die Regierung Maduro Anfang 2018 wurde von der NZZ als verzweifelter Versuch gesehen, an Dollars zu kommen sowie von der Nationalversammlung für illegal erklärt.
Danach kündigte der Präsident im Mai 2018 an, im Juni bei der Währung „drei Nullen zu streichen“. Mitte 2018 lag die Inflationsrate bei 43.378 Prozent. Ein Becher Kaffee kostete bereits über eine Million Bolívar, was einem Fünftel des monatlichen Mindestlohns entsprach. Im Juli 2018 sollten dann fünf Nullen gestrichen werden, was am 20. August 2018 in Kraft trat.
Die Regierung hatte im Sommer 2018 fast unbemerkt erstmals den Tausch von Dollars legalisiert: Die wichtigste Finanzierungsquelle des Landes waren nun die Rimessen der ins Ausland geflüchteten Venezolaner an ihre Familien geworden.
Bargeld war im Sommer 2018 fast aus dem städtischen Alltag verschwunden; ohne Debitkarte war fast kein Handel mehr möglich. Geschäfte oder auch Einkäufe wurden durch Abmachungen von Überweisungen ausgeführt; die Bewohner investierten großes Vertrauen in Kunden und Dienstleister – das Vertrauen, das sie in die Währung nicht mehr hatten. Eine größere Menge Bargeld war hingegen nur zum zwei- bis dreifachen seines Werts zu kaufen und Mangelware. Auch in entlegenen Gebieten, wo es kaum elektronische Zahlungen gab, waren größere Bargeldbeträge nur bei Überweisung des vierfachen Betrages zu erhalten. Geldbezüge waren Anfang Februar 2019, falls überhaupt möglich, limitiert auf täglich 500–2000 Bolívares, was maximal gut 50 Eurocent entsprach oder einem Viertel bis einem ganzen Donut. Problematisch war die Lage auch für die Landbevölkerung, wo oft Produzenten gar keine Bankkonten hatten und somit der Tauschhandel blühte.
Ein Kommentar in der Investigativzeitung Nowaja gaseta machte darauf aufmerksam, dass sich nicht nur die Bevölkerung darum bemühte, den Bolivar zu vermeiden, sondern dass sich auch die Regierung mit der Schaffung des Petro daraus zu verabschieden suchte. Eine andere Erklärung sei, dass der Petro nur gerade deswegen geschaffen worden wäre, um das Vertrauen in Kryptowährungen, speziell des Dash, zu zerstören, die bei der Bevölkerung der Vermeidung der staatlichen Währung dienten. Fakt sei: „Das Thema Kryptowährung wäre in Venezuela niemals aktuell geworden, wenn nicht die Behörden den Bürgern verboten hätten, frei konvertierbares Geld zu verwenden.“ Interessanterweise stellte sich heraus, dass der weltweit führende Bitcoin für Venezuela wegen zu komplexer Technik nicht geeignet war und stattdessen Dash verwendet wurde: Ein System wurde bereitgestellt, das auch über SMS funktionieren konnte für Leute ohne Computer, Tablet oder Smartphone.
Während eines tagelangen Ausfalls der Stromversorgung im März 2019 brach das Alltagsleben zusammen, Schulen und Büros blieben geschlossen, Läden akzeptierten nur Dollars, welche die wenigsten Leute hatten. Grund war der erwähnte vollzogene Übergang zu rein elektronischen Zahlungen bei gleichzeitig kaum mehr existierender analoger Währung.
Ausgerechnet die Mitte 2019 erfolgte Zulassung des US-Dollars als inoffizielle Währung und eine Zollbefreiung für Lebensmittel- und Medikamentenimporte auch aus den USA gaben der USA-feindlichen sozialistischen Regierung in der Krise eine Verschnaufpause. Sogenannte „Bodegones“, steuerbefreite Läden, in denen mit Dollar bezahlt wird, verbesserten die Versorgungslage. Maduro selber nannte die Dollarisierung ein „Geschenk des Himmels“, das Wirtschaftsinstitut Ecoanalitica schätzte den Anteil von Transaktionen in Dollar im Land auf rund die Hälfte. Der Ökonom Vicente Leon von Datanalisis wies jedoch darauf hin, dass nur eine Minderheit Zugang zu Dollars habe, während die Mehrheit verarme und immer mehr vom Staat abhängig werde.
Im Juni 2023 berichtete der Schweizer Radio, dass die venezolanische Währung nur noch als Buchwert existiere. Käufe wurden mit Dollars oder in der Nähe Kolumbiens in kolumbianischen Pesos getätigt. Diese Dollarisierung sei laut einem Wirtschaftsdozenten vom Volk eingeführt worden und von der Regierung toleriert, aber niemals offiziell bestätigt worden.

### Außenhandel

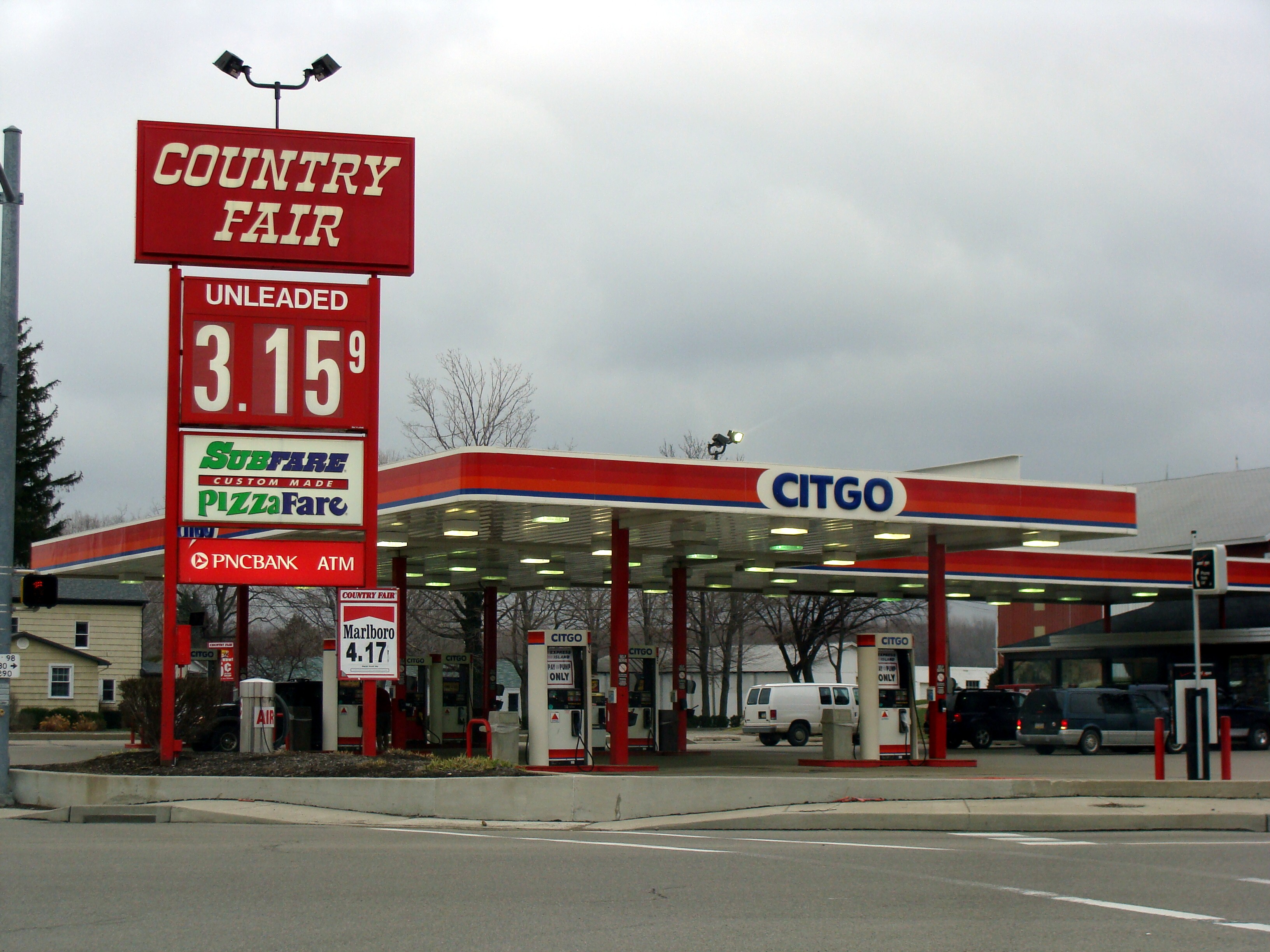
Citgo-Tankstelle in Erie County (Pennsylvania). Die 100%ige Tochter der PDVSA ist einer der größten Tankstellenbetreiber in den USA.

Venezuela exportierte 2008 Waren im Wert von 93,5 Milliarden US-Dollar, hauptsächlich Erdöl und Erdölprodukte, die Importe lagen im selben Jahr bei 48,1 Milliarden $, womit die Handelsbilanz positiv ausfiel. Hauptimporte sind Maschinen und elektrische Ausrüstungen, chemische Erzeugnisse und landwirtschaftliche Erzeugnisse. Wichtigster Handelspartner sind die Vereinigten Staaten, weit dahinter folgten Kolumbien, Mexiko, Brasilien und China.
Im Jahr 2015 wurden noch Waren im Wert von 29,5 Milliarden US-Dollar ausgeführt, hauptsächlich Erdölprodukte, die Importe lagen jedoch im selben Jahr bei 30,2 Milliarden US-Dollar, womit die Handelsbilanz negativ ausfiel. Wichtigster Handelspartner sind die Vereinigten Staaten, China und Brasilien, dahinter folgen Kolumbien, Argentinien, Mexiko, und Deutschland. Venezuela exportiert Eisenerz, Stahl, Edelmetalle, Aluminium, Zement und Textilien.
Venezuela ist Mitglied der International Cocoa Organization.

### Internationale Wirtschaftsbeziehungen
Am 9. Dezember 2005 bekundete Venezuela, als fünftes Mitglied dem südamerikanischen Wirtschaftsbündnis Mercosur beitreten zu wollen. Im Juli 2006 wurde die Aufnahme Venezuelas in den Mercosur von den Präsidenten der vier Mitgliedsländer beschlossen und später von den Parlamenten Argentiniens und Uruguays angenommen. Die Chávez-kritischen Parlamente Brasiliens und Paraguays verweigern aber die Zustimmung. Im Jahr 2012 wurde Venezuela aufgenommen und im Dezember 2016 wieder ausgeschlossen.
Seit 2004 gibt es die durch Hugo Chávez initiierte Alianza Bolivariana para las Américas (abgekürzt ALBA, deutsch „Bolivarische Allianz für die Amerikas“), die dem Aufbau einer Wirtschaftsgemeinschaft zwischen Kuba und Venezuela dient. Der Gemeinschaft sind Bolivien, Nicaragua, Honduras, Ecuador, Dominica, Antigua und Barbuda sowie St. Vincent und die Grenadinen beigetreten. Ziel sei es, eine Alternative zu der von den USA angestrebten gesamtamerikanischen Freihandelszone zu schaffen und möglichst viele Staaten Lateinamerikas für einen gemeinsamen Wirtschaftsmarkt zu gewinnen.
Ein weiteres Abkommen ist das Petrocaribe. Es erlaubt den Karibikstaaten den Kauf von Erdöl aus Venezuela, allerdings muss nur ein kleiner Teil sofort bezahlt werden. Der restliche Betrag kann zu einem Zinssatz von 1 % für 25 Jahre gestundet werden. Das Abkommen hatte zwischenzeitlich 19 Mitglieder im Karibik- und Zentralamerikaraum.

### Wirtschaftskennzahlen
Die Staatsausgaben stiegen vor allem dank Erdöleinnahmen zwischen 1998 und 2012 von 10 Milliarden auf gut 160 Milliarden US-Dollar. Der Anteil der unterhalb der Armutsgrenze lebenden Venezolaner verringerte sich von 1998 mit 50 % auf 31 % im Jahr 2013 und die extreme Armut halbierte sich. Nachdem der weltweite Ölpreis 2014 um die Hälfte gefallen ist und damit die staatlichen Erdöleinahmen sich halbierten, stieg die Armut 2014 auf 52 % an, bis 2016 auf 82 % und eine Studie im Winter 2018/2019 sprach von einer Armut um 90 Prozent bei wachsendem Hunger.
Die Wirtschaftsleistung halbierte sich von 2012 bis zum Frühjahr 2019. Der Minimallohn im Land entsprach im Mai 2019 sieben Dollar (im Monat).
| Anteil der in Armut lebenden Personen an der Gesamtbevölkerung | Anteil der in Armut lebenden Personen an der Gesamtbevölkerung | Anteil der in Armut lebenden Personen an der Gesamtbevölkerung | Anteil der in Armut lebenden Personen an der Gesamtbevölkerung | Anteil der in Armut lebenden Personen an der Gesamtbevölkerung | Anteil der in Armut lebenden Personen an der Gesamtbevölkerung | Anteil der in Armut lebenden Personen an der Gesamtbevölkerung | Anteil der in Armut lebenden Personen an der Gesamtbevölkerung | Anteil der in Armut lebenden Personen an der Gesamtbevölkerung | Anteil der in Armut lebenden Personen an der Gesamtbevölkerung | Anteil der in Armut lebenden Personen an der Gesamtbevölkerung | Anteil der in Armut lebenden Personen an der Gesamtbevölkerung | Anteil der in Armut lebenden Personen an der Gesamtbevölkerung | Anteil der in Armut lebenden Personen an der Gesamtbevölkerung | Anteil der in Armut lebenden Personen an der Gesamtbevölkerung | Anteil der in Armut lebenden Personen an der Gesamtbevölkerung | Anteil der in Armut lebenden Personen an der Gesamtbevölkerung | Anteil der in Armut lebenden Personen an der Gesamtbevölkerung | Anteil der in Armut lebenden Personen an der Gesamtbevölkerung | Anteil der in Armut lebenden Personen an der Gesamtbevölkerung | Anteil der in Armut lebenden Personen an der Gesamtbevölkerung | Anteil der in Armut lebenden Personen an der Gesamtbevölkerung |
| Jahr                                                           | 1998                                                           | 1999                                                           | 2000                                                           | 2001                                                           | 2002                                                           | 2003                                                           | 2004                                                           | 2005                                                           | 2006                                                           | 2007                                                           | 2008                                                           | 2009                                                           | 2010                                                           | 2011                                                           | 2012                                                           | 2013                                                           | 2014                                                           | 2015                                                           | 2016                                                           | 2020                                                           | 2021                                                           |
| -------------------------------------------------------------- | -------------------------------------------------------------- | -------------------------------------------------------------- | -------------------------------------------------------------- | -------------------------------------------------------------- | -------------------------------------------------------------- | -------------------------------------------------------------- | -------------------------------------------------------------- | -------------------------------------------------------------- | -------------------------------------------------------------- | -------------------------------------------------------------- | -------------------------------------------------------------- | -------------------------------------------------------------- | -------------------------------------------------------------- | -------------------------------------------------------------- | -------------------------------------------------------------- | -------------------------------------------------------------- | -------------------------------------------------------------- | -------------------------------------------------------------- | -------------------------------------------------------------- | -------------------------------------------------------------- | -------------------------------------------------------------- |
| Quote 2. Halbjahr                                              | 50,4 %                                                         | 48,7 %                                                         | 46,3 %                                                         | 45,4 %                                                         | 55,4 %                                                         | 62,1 %                                                         | 53,9 %                                                         | 43,7 %                                                         | 36,3 %                                                         | 33,6 %                                                         | 32,6 %                                                         | 31,8 %                                                         | 32,5 %                                                         | 31,6 %                                                         | 25,4 %                                                         | 32,1 %                                                         | 52 %                                                           | 76 %                                                           | 82 %                                                           | 96 %                                                           | 94,5 %                                                         |
| Quelle: INE                                                    |                                                                |                                                                |                                                                |                                                                |                                                                |                                                                |                                                                |                                                                |                                                                |                                                                |                                                                |                                                                |                                                                |                                                                |                                                                |                                                                |                                                                |                                                                |                                                                |                                                                |                                                                |

| Anteil der in extremer Armut lebenden Personen an der Gesamtbevölkerung | Anteil der in extremer Armut lebenden Personen an der Gesamtbevölkerung | Anteil der in extremer Armut lebenden Personen an der Gesamtbevölkerung | Anteil der in extremer Armut lebenden Personen an der Gesamtbevölkerung | Anteil der in extremer Armut lebenden Personen an der Gesamtbevölkerung | Anteil der in extremer Armut lebenden Personen an der Gesamtbevölkerung | Anteil der in extremer Armut lebenden Personen an der Gesamtbevölkerung | Anteil der in extremer Armut lebenden Personen an der Gesamtbevölkerung | Anteil der in extremer Armut lebenden Personen an der Gesamtbevölkerung | Anteil der in extremer Armut lebenden Personen an der Gesamtbevölkerung | Anteil der in extremer Armut lebenden Personen an der Gesamtbevölkerung | Anteil der in extremer Armut lebenden Personen an der Gesamtbevölkerung | Anteil der in extremer Armut lebenden Personen an der Gesamtbevölkerung | Anteil der in extremer Armut lebenden Personen an der Gesamtbevölkerung | Anteil der in extremer Armut lebenden Personen an der Gesamtbevölkerung | Anteil der in extremer Armut lebenden Personen an der Gesamtbevölkerung | Anteil der in extremer Armut lebenden Personen an der Gesamtbevölkerung | Anteil der in extremer Armut lebenden Personen an der Gesamtbevölkerung | Anteil der in extremer Armut lebenden Personen an der Gesamtbevölkerung |
| Jahr                                                                    | 1998                                                                    | 1999                                                                    | 2000                                                                    | 2001                                                                    | 2002                                                                    | 2003                                                                    | 2004                                                                    | 2005                                                                    | 2006                                                                    | 2007                                                                    | 2008                                                                    | 2009                                                                    | 2010                                                                    | 2011                                                                    | 2012                                                                    | 2013                                                                    | 2020                                                                    | 2021                                                                    |
| ----------------------------------------------------------------------- | ----------------------------------------------------------------------- | ----------------------------------------------------------------------- | ----------------------------------------------------------------------- | ----------------------------------------------------------------------- | ----------------------------------------------------------------------- | ----------------------------------------------------------------------- | ----------------------------------------------------------------------- | ----------------------------------------------------------------------- | ----------------------------------------------------------------------- | ----------------------------------------------------------------------- | ----------------------------------------------------------------------- | ----------------------------------------------------------------------- | ----------------------------------------------------------------------- | ----------------------------------------------------------------------- | ----------------------------------------------------------------------- | ----------------------------------------------------------------------- | ----------------------------------------------------------------------- | ----------------------------------------------------------------------- |
| Quote 2. Halbjahr                                                       | 20,3 %                                                                  | 20,1 %                                                                  | 18,0 %                                                                  | 16,9 %                                                                  | 25,0 %                                                                  | 29,8 %                                                                  | 22,5 %                                                                  | 17,8 %                                                                  | 11,1 %                                                                  | 9,6 %                                                                   | 9,2 %                                                                   | 8,8 %                                                                   | 8,6 %                                                                   | 8,5 %                                                                   | 7,1 %                                                                   | 9,8 %                                                                   | 64 %                                                                    | 75+ %                                                                   |
| Quelle: INE                                                             |                                                                         |                                                                         |                                                                         |                                                                         |                                                                         |                                                                         |                                                                         |                                                                         |                                                                         |                                                                         |                                                                         |                                                                         |                                                                         |                                                                         |                                                                         |                                                                         |                                                                         |                                                                         |

Der Gini-Koeffizient, der die Verteilung des gesellschaftlichen Reichtums misst, ist von 0,5 im Jahr 2002 auf 0,39 im Jahr 2009 gesunken. Die registrierte Arbeitslosigkeit entwickelte sich wie folgt:
| Arbeitslosenquote                           | 16,8 % | 15,3 % | 12,2 % | 10,0 % | 9,4 % | 7,1 % | 21,2 % |
| Quelle: bfai, Germany Trade and Invest, EFE |        |        |        |        |       |       |        |

Dabei beträgt der Anteil der Bevölkerung, der im informellen Sektor beschäftigt ist, 41,3 %. Die wichtigen Wirtschaftskennzahlen Bruttoinlandsprodukt, Inflation, Haushaltssaldo und Außenhandel entwickelten sich in den letzten Jahren folgendermaßen:
| Entstehung und Verwendung des BIP (2015) | Entstehung und Verwendung des BIP (2015) | Entstehung und Verwendung des BIP (2015) | Entstehung und Verwendung des BIP (2015) |
| Entstehung des BIP (in %)                | Entstehung des BIP (in %)                | Verwendung des BIP (in %)                | Verwendung des BIP (in %)                |
| ---------------------------------------- | ---------------------------------------- | ---------------------------------------- | ---------------------------------------- |
| Bergbau/Industrie                        | 35,9                                     | Privater Konsum                          | 121,3                                    |
| Handel/Gaststätten/Hotels                | 18,7                                     | Bruttoanlageinvestitionen                | 39,5                                     |
| Baugewerbe                               | 8,8                                      | Staatsverbrauch                          | 12,9                                     |
| Transport/Logistik/Kommunikation         | 5,3                                      | Bestandsveränderungen                    | 2,6                                      |
| Land- und Forstwirtschaft                | 5,3                                      | Außenbeitrag                             | −76,4                                    |
| sonstiges                                | 26,0                                     |                                          |                                          |
| Quelle: GTAI                             |                                          |                                          |                                          |

| Haupthandelspartner (2016)       | Haupthandelspartner (2016) | Haupthandelspartner (2016) | Haupthandelspartner (2016) |
| Ausfuhr (in %) nach              | Ausfuhr (in %) nach        | Einfuhr (in %) von         | Einfuhr (in %) von         |
| -------------------------------- | -------------------------- | -------------------------- | -------------------------- |
| Vereinigte Staaten               | 31,1                       | Vereinigte Staaten         | 24,2                       |
| Schweiz                          | 13,1                       | Volksrepublik China        | 14,5                       |
| Brasilien                        | 9,8                        | Brasilien                  | 10,7                       |
| Kolumbien                        | 9,3                        | Kolumbien                  | 5,5                        |
| Niederlande                      | 8,2                        | Argentinien                | 4,9                        |
| sonstige Staaten                 | 28,5                       | sonstige Staaten           | 40,2                       |
| Quelle: Germany Trade and Invest |                            |                            |                            |

| Hauptprodukte des Außenhandels (2013) | Hauptprodukte des Außenhandels (2013) | Hauptprodukte des Außenhandels (2013) | Hauptprodukte des Außenhandels (2013) |
| Ausfuhrgüter (Anteil in %)            | Ausfuhrgüter (Anteil in %)            | Einfuhrgüter (Anteil in %)            | Einfuhrgüter (Anteil in %)            |
| ------------------------------------- | ------------------------------------- | ------------------------------------- | ------------------------------------- |
| Erdöl                                 | 85,1                                  | Maschinen u. elektr. Ausrüstungen     | 27,6                                  |
| chemische Erzeugnisse                 | 12,5                                  | Nahrungsmittel                        | 16,0                                  |
| Industriechemikalien                  | 0,9                                   | Arzneimittel                          | 7,8                                   |
| Sonstiges                             | 1,5                                   | Sonstiges                             | 48,6                                  |
| Quelle: Germany Trade and Invest      |                                       |                                       |                                       |

| Entwicklung des Außenhandels in Mrd. US$ und seine Veränderung gegenüber dem Vorjahr in % | Entwicklung des Außenhandels in Mrd. US$ und seine Veränderung gegenüber dem Vorjahr in % | Entwicklung des Außenhandels in Mrd. US$ und seine Veränderung gegenüber dem Vorjahr in % | Entwicklung des Außenhandels in Mrd. US$ und seine Veränderung gegenüber dem Vorjahr in % | Entwicklung des Außenhandels in Mrd. US$ und seine Veränderung gegenüber dem Vorjahr in % | Entwicklung des Außenhandels in Mrd. US$ und seine Veränderung gegenüber dem Vorjahr in % | Entwicklung des Außenhandels in Mrd. US$ und seine Veränderung gegenüber dem Vorjahr in % | Entwicklung des Außenhandels in Mrd. US$ und seine Veränderung gegenüber dem Vorjahr in % | Entwicklung des Außenhandels in Mrd. US$ und seine Veränderung gegenüber dem Vorjahr in % |
|                                                                                           | 2013                                                                                      | 2013                                                                                      | 2014                                                                                      | 2014                                                                                      | 2015                                                                                      | 2015                                                                                      | 2016                                                                                      | 2016                                                                                      |
| % gg. Vj.                                                                                 | Mrd. US$                                                                                  | % gg. Vj.                                                                                 | Mrd. US$                                                                                  | % gg. Vj.                                                                                 | Mrd. US$                                                                                  | % gg. Vj.                                                                                 | Mrd. US$                                                                                  |                                                                                           |
| ----------------------------------------------------------------------------------------- | ----------------------------------------------------------------------------------------- | ----------------------------------------------------------------------------------------- | ----------------------------------------------------------------------------------------- | ----------------------------------------------------------------------------------------- | ----------------------------------------------------------------------------------------- | ----------------------------------------------------------------------------------------- | ----------------------------------------------------------------------------------------- | ----------------------------------------------------------------------------------------- |
| Einfuhr                                                                                   | −13,3                                                                                     | 57,2                                                                                      | −16,9                                                                                     | 47,5                                                                                      | −23,2                                                                                     | 36,5                                                                                      | −44,6                                                                                     | 20,2                                                                                      |
| Ausfuhr                                                                                   | −9,3                                                                                      | 88,7                                                                                      | −15,8                                                                                     | 74,7                                                                                      | −50,2                                                                                     | 37,2                                                                                      | −27,0                                                                                     | 27,2                                                                                      |
| Saldo                                                                                     |                                                                                           | +31,6                                                                                     |                                                                                           | +27,2                                                                                     |                                                                                           | +0,8                                                                                      |                                                                                           | +7.0                                                                                      |
| Quelle: Germany Trade and Invest                                                          |                                                                                           |                                                                                           |                                                                                           |                                                                                           |                                                                                           |                                                                                           |                                                                                           |                                                                                           |

### Staatshaushalt
Im Folgenden ist die wirtschaftliche Entwicklung seit der Jahrtausendwende dargestellt.
Venezuela hatte sich ab 2000 trotz der größten Öleinnahmen seiner Geschichte stark weiterverschuldet. Die Schulden in Devisen stiegen zwischen 2000 und 2010 von 21,7 Milliarden auf 36,8 Milliarden US-Dollar. Landesintern wuchsen die Schulden im selben Zeitraum von 1,7 Milliarden auf 19,3 Milliarden US-Dollar (eine Steigerung von 1045 %). Das Bruttoinlandsprodukt hatte sich während der Regierungszeit von Chávez bis 2013 verdreifacht, Experten zufolge war das hauptsächlich auf den gleichzeitigen Ölpreisboom zurückzuführen.
Der Staatshaushalt umfasste 2016 Ausgaben von umgerechnet 228,8 Mrd. US-Dollar, dem standen Einnahmen von umgerechnet 95,6 Mrd. US-Dollar gegenüber. Daraus ergibt sich ein Haushaltsdefizit in Höhe von 39,9 % des BIP. Venezuelas Haushaltsdefizit war damit in Relation zur Wirtschaftsleistung das dritthöchste der Welt und wurde vor allem mit ausländischen Krediten finanziert. Die Staatsverschuldung betrug 2016 122,5 Mrd. US-Dollar oder 36,7 % des BIP.
2020 betrug der Anteil der Staatsausgaben (in % des BIP) folgender Bereiche:
- Gesundheit: 3,8 %
- Bildung: 1,3 % (2017)
- Militär: 5,2 % (2019)

2014 lag die Staatsverschuldung bei 66 Mrd. US-Dollar oder 51 % des BIP. Bis 2017 hatten Staat und PDVSA 110 Milliarden Dollar an Anleihen aufgelegt, zusammen mit Krediten und Zinsen ergäben sich daraus Forderungen bis 170 Milliarden Dollar. Händler verlangten zur Absicherung auf Anleihen im Frühjahr 2017 um die 40 Prozent Zins.
Die Regierung Maduro bediente die ausländischen Gläubiger auch noch im Jahr 2017, trotz aller Kriegsrethorik gegen die USA. Die Washington Post nannte es „selbstmörderische Zahlungsmoral“. Als Grund wurde auch angegeben, dass die Regierung offene Finanzkanäle brauche, um an die Dollars zu kommen, mit denen sie sich die Loyalität und Repression der Armee und Milizen kaufe; „Ein Zahlungsausfall würde den sofortigen Regierungswechsel bedeuten“ meinte der Bankenfachmann Alejandro Grisanti.
Das Land befindet sich seit 2016 in einer Versorgungskrise. Während das Benzin extrem stark subventioniert blieb und von der Bevölkerung dieses „kostenlose“ Benzin als eine Art Naturrecht angesehen wird, kosteten Waren des täglichen Bedarfs ein Vielfaches davon. So bezahlte man Anfang 2016 für ein Liter Wasser mehr als für die Tankfüllung eines Lastwagens, im Mai 2017 wurde, trotz einer zwischenzeitlich starken Preiserhöhung, eine Flasche Trinkwasser mit 1500 Litern Normalbenzin gleichgesetzt. 80 Prozent der Bevölkerung waren nach 4 Jahren galoppierender Inflation verarmt. Der Treibstoff sollte im Spätsommer 2018 auf ein internationales Niveau verteuert werden. Dies gälte jedoch nicht für die Inhaber des Carnet de la Patria sowie bei einer Registrierung als Autofahrer bei einer Meldestelle, was von der Opposition als soziale und politische Kontrolle kritisiert wurde oder als Günstlingswirtschaft bezeichnet wurde. Gleichzeitig war der Schmuggel von Benzin zu einer wichtigen Einkommensquelle der Bevölkerung und korrupter Militärs geworden: Anfang August 2018 konnte man für einen auf dem Schwarzmarkt getauschten Dollar 600.000 Liter Benzin kaufen. Die Zeitung El País machte eine andere Rechnung: Mit einem einzigen Eurocent konnte man Benzin für drei Jahre (wöchentlich 40 Liter) kaufen – oder für eine Million Liter Benzin eine Dose Thunfisch.
Der letzte verbleibende Kreditgeber für neue Kredite war im Jahr 2017 Russland über die Ölfirma Rosneft, die 6 Milliarden Dollar Vorauszahlungen leistete. Ein Ende der Unterstützung durch Rosneft war durch die komplizierte Situation mit amerikanischen Sanktionen gegen sowohl Russland als auch Venezuela schon im Frühjahr 2018 zumindest denkbar und wurde im März 2020 vollzogen. Die Ausstände gingen von Rosneft an den russischen Staat über.
Am 3. November 2017 senkte Standard & Poor’s die Kreditwürdigkeit des Landes von CCC auf CC herab. Zu dem Zeitpunkt hatte Venezuela 155 Milliarden Dollar Schulden, über deren Umschuldung die Regierung mit den Gläubigern verhandeln wollte.
Während die Bank von England seit Mitte Dezember 2018 den Wunsch Venezuelas ignoriert hatte, das bei ihr eingelagerte Gold auszuhändigen, vermutete die russische Investigativzeitung Nowaja gaseta, dass die in Russland gelagerte venezolanische Goldreserve im Januar 2019 in Dubai verkauft worden sei. „Zufälligerweise“ habe Präsident Maduro genau zu diesem Zeitpunkt eine „Verschönerung“ der 62 größten Städte des Landes angekündigt, um sie zu den „schönsten und modernsten ganz Lateinamerikas“ zu machen.

## Verkehr

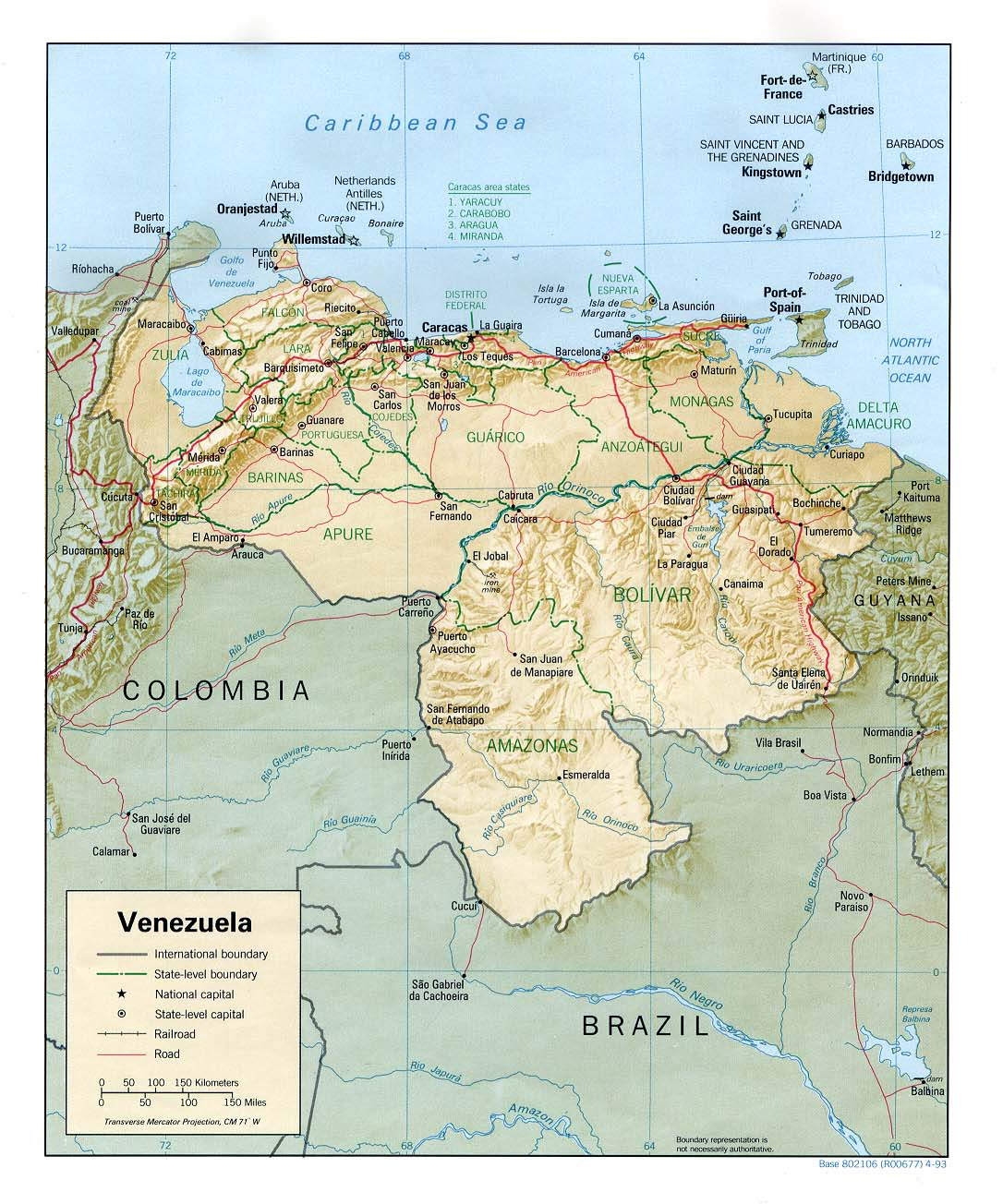
Infrastruktur Venezuelas

### Straßenverkehr
Venezuela verfügt über ein Straßennetz von 82.700 Kilometer, davon sind 38.998 Kilometer befestigt, wovon wiederum 2.690 Kilometer durch Hauptverkehrsstraßen gebildet werden. Die Hauptausbauphase waren die 1960er Jahre, als für die Öl- und Aluminiumindustrie viele Fahrwege neu erschlossen wurden.

### Schienenverkehr und öffentlicher Verkehr

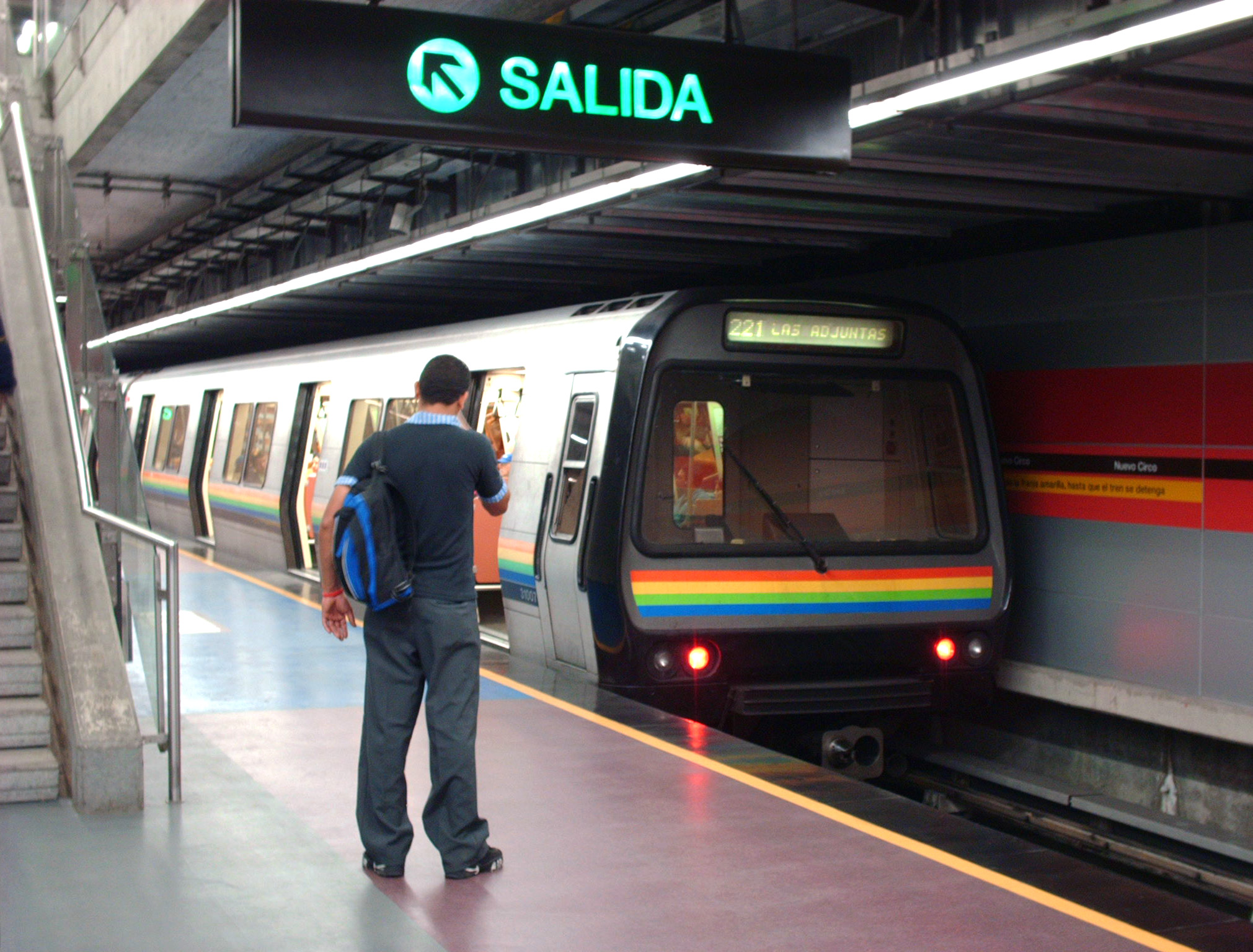
Die Metro Caracas

Das Eisenbahnnetz umfasst 584 Kilometer, von denen jedoch nur 336 Kilometer staatlich betrieben werden. Aufgrund der wenigen Eisenbahnlinien sind Busse beinahe im ganzen Land das Hauptverkehrsmittel.
Seit 1999 treibt die Regierung Pläne zu einem massiven Ausbau des Eisenbahnnetzes voran. Geplant sind bis zu 4000 km Eisenbahnstrecken. Der Ausbau soll nach verschiedenen Teilnetzen gegliedert geschehen. Gebaut werden derzeit Strecken vom wichtigsten Hafen des Landes, Puerto Cabello, nach La Encrucijada (etwa 100 km) und nach Barquisimeto und Acarigua (insgesamt 240 km). Die Arbeiten haben japanische, italienische und chinesische Unternehmen übernommen. Auch die Armee wird zu Bauarbeiten eingesetzt. In späteren Ausbauabschnitten soll die Hauptstadt Caracas mit den Wirtschaftszentren Valencia und Barquisimeto und dem Hafen Puerto Cabello verbunden werden. Die Finanzierung wird teilweise über den nationalen Entwicklungsfonds abgewickelt. Zudem versucht Venezuela, bei der Vergabe der Teilprojekte gleichzeitig eine Mitfinanzierung der jeweiligen nationalen Förder- oder Entwicklungsbanken der Länder zu erreichen, deren Unternehmen die Aufträge erhalten.
In Caracas gibt es seit 1983 ein U-Bahn-Netz, seit 2006 in Maracaibo und Valencia.

### Schiffsverkehr
Für die Erschließung des Landesinneren sind die Wasserstraßen (insgesamt 7100 Kilometer) sehr wichtig, vor allem der Orinoco. Die wichtigsten Häfen sind La Guaira und Puerto Cabello. Die venezolanische Flotte umfasst 268 Schiffe mit einer Gesamttonnage von 872.000 Bruttoregistertonnen.

### Flugverkehr

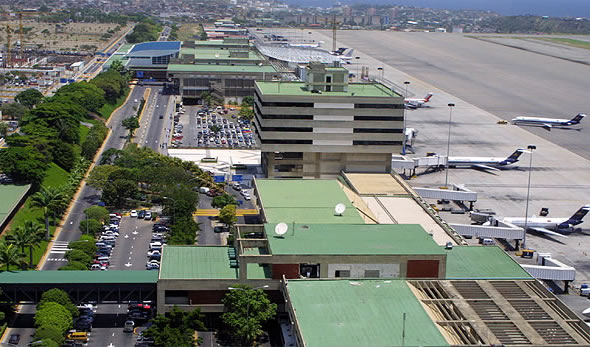
Simón-Bolivar-Flughafen

Das Land verfügt über sieben internationale Flughäfen, darunter der Flughafen Caracas, der Flughafen Porlamar und der Flughafen Maracaibo. Der Simón-Bolivar-Flughafen in Caracas ist dabei mit einem Passagieraufkommen von jährlich 6,69 Millionen Passagieren (vor dem Jahr 2011) der größte.
Die Linea Aeropostal Venezolana, Santa Barbara Airlines und Conviasa sind die drei wichtigsten Fluggesellschaften des Landes.
Alitalia, Gol, Air Canada und Lufthansa, aber auch die wichtige lateinamerikanische LATAM flogen ab Mitte Juni 2016 nicht mehr nach Venezuela. LATAM hatte schon zuvor Verbindungen von Ecuador oder Brasilien eingestellt, Air Canada und Aeroméxico die ihren bereits 2014. Grund waren die wegen der herrschenden Devisenkontrolle unmögliche Ausfuhr der Ticket-Einnahmen. Ende Juni 2017 stellten Avianca, United und (angekündigt) Delta die Flüge ein, womit im August 2017 noch Iberia, Air France, TAP, American Airlines und Aerolíneas Argentinas mit stark verminderten Frequenzen nach Venezuela flogen. Die Hauptverbindung aus dem Land blieb die Copa Airlines aus Panama. TAP Portugal verbindet rund 500.000 in Venezuela lebende Menschen, die zu einem großen Teil von Madeira stammen, mit dem Heimatland, die direkten Flüge nach Funchal waren jedoch schon 2014 gestrichen worden.

## Kultur

### Küche
Das Nationalgericht ist der Pabellón Criollo, eine Kombination aus schwarzen Bohnen (Caraotas), Kochbanane (Plátano), Reis und zerrissenem Faserfleisch (Carne Mechada). Typische Gerichte sind außerdem die Hallacas (ein Ragout aus Rindfleisch, Rosinen, Gemüse, Kapern, Oliven und Nüssen in Maisteig) und Mondongo (ein kräftig gewürzter Eintopf mit Kutteln). Dazu wird vor allem Saft, darunter Papelón con limón, gemischt aus Panela, Limettensaft und Wasser getrunken. Das Grundnahrungsmittel der Venezolaner sind die Arepas, gebratene bzw. gebackene Maisfladen mit mannigfaltigen Füllungen. Der Sancocho ist eine Suppe, die in der Regel in einem großen Topf für viele Menschen angerichtet wird und verschiedene Gemüse- und Fleischsorten enthält.

### Musik
Weltbekannt wurde der Joropo, die Tanzmusik der kolumbianisch-venezolanischen Region Llanos.

### Feiertage
Das Jahr beginnt mit dem 1. Januar, dem Neujahr. Im März/April gibt es das Osterfest. Seit dem 19. April 1810 wird jährlich die Verkündung der Unabhängigkeit gefeiert. Wie in anderen Ländern gibt es am 1. Mai den Tag der Arbeit. Am 24. Juni wird die Schlacht von Carabobo gefeiert.
Der Nationalfeiertag ist der 5. Juli (Tag der Unabhängigkeit, Día de la Independencia), der Tag, an dem 1811 die Unabhängigkeitserklärung verfasst wurde. Ein weiterer Feiertag ist der 24. Juli, das Geburtsdatum Simón Bolívars. Die Entdeckung Amerikas wird am 12. Oktober gefeiert und Weihnachten am 25. Dezember.
Bedingt durch die starke katholische Tradition des Landes werden die verschiedensten Heiligentage in kleinen lokalen Festen das ganze Jahr hindurch gefeiert.

### Architektur
Zu den bekanntesten Gebäuden gehören die Kathedrale von Coro, die Iglesia de San Clemente (Coro) und die Altstadt und Hafen von Coro (gemeinsam UNESCO-Welterbe), die Kathedrale von Ciudad Bolívar, die Kathedrale von Caracas sowie die Kirche von San Francisco. Besonders sehenswert sind auch das Capitol von Caracas und das Haus der Gouverneure in Ciudad Bolívar.
Das Panteón und das Stadttheater gehören zu den bedeutenden Bauwerken Caracas'.

### Museen

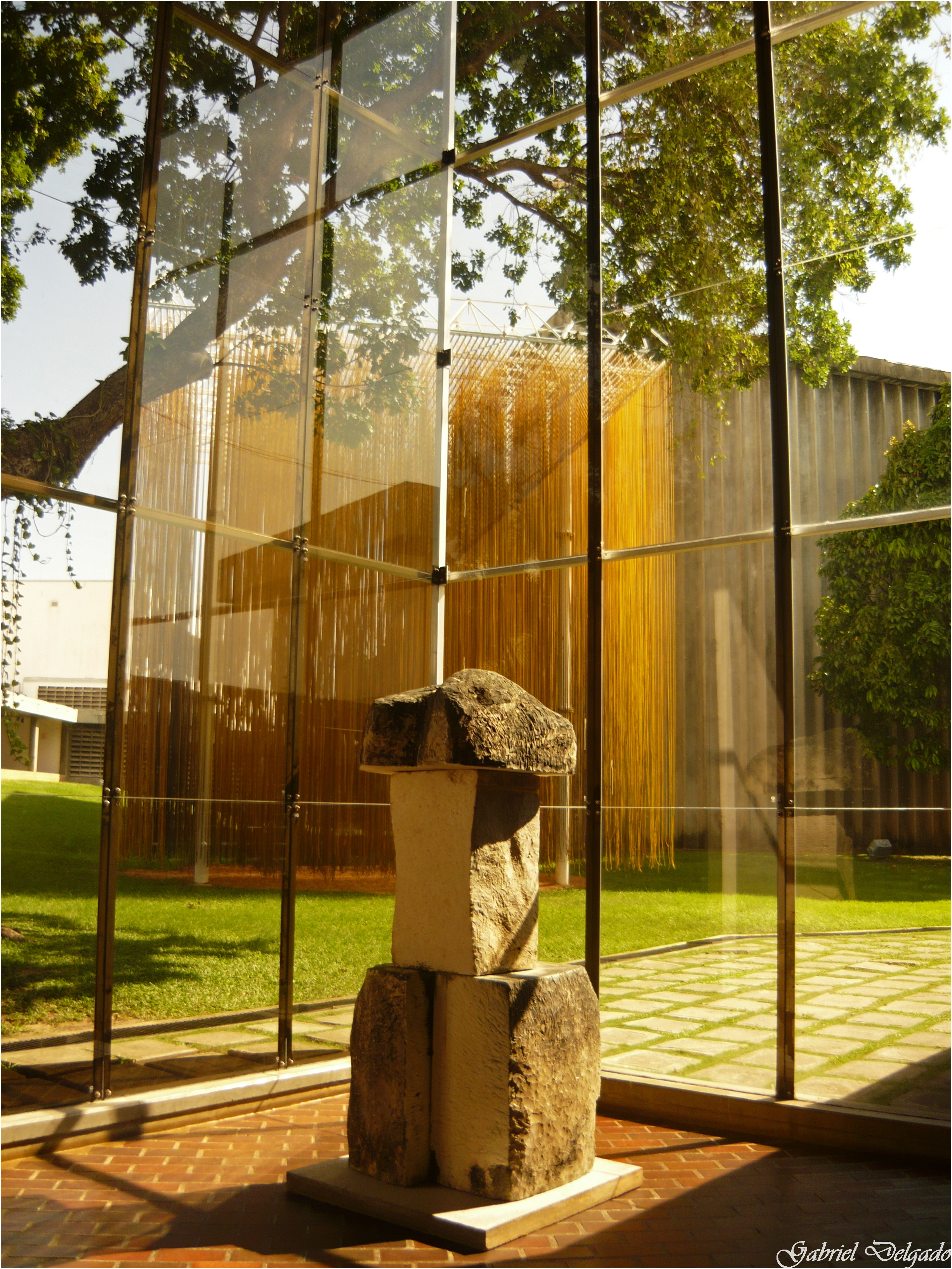
Museum für moderne Kunst Jesús Soto, Ciudad Bolívar

Zu den bekanntesten Museen in Caracas zählen die Colección Cisneros, die Colección Fundación Polar, das nationale Kunstmuseum, das Museo Alejandro Otero (zeitgenössische Kunst), das Museo de Arte Colonial Quinta de Anauco (Museum für Kunst der Kolonialzeit) und das Museo de Arte Contemporáneo de Caracas Sofía Imber (zeitgenössische Kunst).
Weitere bekannte Museen finden sich in Acarigua, Barquisimeto, Ciudad Bolívar, Maracaibo, Mérida, San Carlos, San Cristóbal, San Felipe und Valencia.

### Kino
Venezuelas Filmbranche ist klein, kam die letzten Jahre aber in Schwung. Sie produziert vor allem zeitgenössische sozialkritische Filme oder Historiendramen. Der größte Erfolg der letzten Jahre war Secuestro Express (Express Kidnapping, 2005) von Jonathan Jakubowicz.

### Medien
Das venezolanische Mediensystem besteht seit 1936 aus privaten und staatlichen Institutionen. In diesem Jahr nahm der erste staatliche Radiosender seine Arbeit auf. Im Jahr 1952 wurde außerdem ein erster staatlicher Fernsehsender gegründet. Allerdings dominierten wie in allen lateinamerikanischen Ländern private Medien das Angebot. Das duale Mediensystem wurde seit dem Jahr 2002 um die Möglichkeit ergänzt, Bürgermedien zu gründen. Dabei handelt es sich größtenteils um Radiosender mit einer lokalen Reichweite, die von nachbarschaftlichen Vereinen betrieben werden. Ab 2002 bestand das Mediensystem des Landes aus drei Säulen: Private Medien, staatliche bzw. öffentlich-rechtliche und Bürgermedien. Ab 2005 verstaatlichte Chávez nicht nur Wirtschaftsunternehmen, sondern auch vormals unabhängige TV- und Radiosender, „die dann gleichgeschaltet wurden“.
Besondere Berühmtheit erlangten die zu stundenlangen Selbstdarstellungen von Präsident Chávez mutierenden Sendungen Aló Presidente.
Während der Regierungszeit Chávez’ und seines Nachfolgers Maduro wurden Konzessionen von Fernseh- und Radiosendern auslaufen gelassen, wenn nicht genügend Selbstzensur geübt wurde, während einzelne missliebige Journalisten durch Androhung solcher Konzessionsentzüge diszipliniert wurden oder freigestellt werden mussten. Die Abschaltung im Bereich Radio umfasste 200 Sender, während durch die restriktive Papierzuteilung durch den Staat rund 100 Zeitungen verschwanden.
Anfang November 2017 verschärfte die Regierung das Mediengesetz durch ein Verbot von „Meldungen, die Gewalt und Hass schüren“, was gegen Kritik an der Regierung zielte. Es war 2019 auch möglich, gegen ein „Gesetz wider die Infragestellung der legitimen und verfassungsrechtlichen Autorität“ zu verstoßen. Gleichzeitig schürte die Regierung reflexartig Verschwörungstheorien zur Wirtschaftskrise und zur Erklärung der versagenden verwahrlosten Infrastruktur im Land; ein Blackout wurde gleichzeitig als Sabotage, aber auch als Angriff der USA erklärt, ein sich wiederholender Vorgang, seit Hugo Chávez im Jahr 2006 den US-Präsident Bush während der UNO-Generalversammlung einen „Teufel“ genannt hatte. Staatliche Medien verbreiteten Gerüchte über „gesundheitsschädigende“ US-Hilfslieferungen, die Vizepräsidentin Venezuelas bezeichnete die Hilfslieferungen gar als Biologische Waffen. Durch diese Propaganda war Angst vor „gefährlichem“ Essen in der Bevölkerung verbreitet.
„Bereits seit längerem“ nutze das „Regime“ Täuschungen und Zensur zu seinem politischen Vorteil, schrieb Marc Chéhab im Februar 2019. So wurde YouTube gesperrt, als Parlamentspräsident Juan Guaidó vor Zehntausenden Unterstützern in Caracas sprach. Aber schon bei den Wahlen des Parlaments 2015 war eine Fake-Partei auf den Wahlzetteln, um der Opposition Stimmen zu stehlen. Oppositionelle wurden fichiert mithilfe von Fake-Webseiten, auf welche die Besucher von Oppositionswebseiten umgeleitet wurden. Nichtstaatliche Fernsehsender üben sich in Selbstzensur, Websites unabhängiger Medien innerhalb Venezuelas werden vom staatlichen Internet-Provider CANTV immer wieder blockiert. Im 2019 gab die staatliche Aufsichtsbehörde sogenannte Empfehlungen an private Radio- und Fernsehstationen zur Berichterstattung ab. Wikipedia war Mitte Januar 2019 über CANTV, das 85 % der Internetanschlüsse Venezuelas kontrolliert, vorübergehend nicht mehr aufrufbar, nachdem Juan Guaidó dort als Präsident Venezuelas bezeichnet wurde. Die Regierung stritt eine Verantwortung für die Blockade ab und behauptete, dass Dritte eine DoS-Attacke durchgeführt hätten.

#### Presse
Die erste Zeitung wurde mit La Gazeta de Caracas im Jahr 1806 gegründet. Im Jahr 2011 erschienen zwölf Tageszeitungen landesweit. Der Verband der Anzeigenkunden (ANDA-Fevap) registrierte in diesem Jahr insgesamt 57 Zeitungen. Zumeist handelt es sich um Regionalblätter, die einen oder mehrere Bundesstaaten abdecken.
Die höchste Auflage erreicht Ultimás Noticias mit einer verkauften Auflage von täglich 200.000 Exemplaren. Sie wird vom Unternehmen Cadena Capriles herausgegeben. Es gehört der Familie des Oppositionspolitikers Henrique Capriles und gibt auch die Tageszeitungen El Mundo und Líder heraus.
Die ältesten Zeitungen des Landes sind El Nacional und El Universal. El Nacional publizierte Mitte Dezember 2018 nach 75 Jahren ihres Erscheinens ihre letzte gedruckte Ausgabe; die unabhängige Zeitung bekam von den Behörden nicht genügend Papier und selbst die Webseite der weitergeführten Zeitung war im Februar 2019 für Venezolaner nicht zugänglich, laut dem venezolanischen Sozialwissenschaftler Roberto Briceno, weil sie „dem Machtapparat nicht genehm“ war. Die Tageszeitung Diario VEA wurde im Jahr 2003 als Genossenschaft gegründet. Die Bundesregierung publiziert seit 2009 die Zeitung Correo del Orinoco, die auch in einer englischen Ausgabe erscheint. Die kostenlose Tageszeitung Ciudad CCS wird seit 2010 von der Stadtverwaltung des Hauptstadtbezirks Libertador herausgegeben.
Zudem bestand in Venezuela ein großer Markt für Zeitschriften und Magazine. Alleine der Verlag Bloque de Armas führte 29 Titel im Angebot. Insgesamt ging ANDA-Fevap von etwa 220 Zeitschriften für das Jahr 2011 aus.

#### Fernsehen
Das Fernsehen gilt seit den 1980er Jahren als das Leitmedium in Venezuela. Im Jahr 2011 verfügten 99 % der Haushalte über ein Fernsehgerät. Etwa 96 % der Bevölkerung gaben 2011 an, circa sechs Mal die Woche fernzusehen. Damit liegt der Nutzungsgrad deutlich über allen anderen Medien. Bei allen Anbietern erfreuen sich Nachrichten und politische Informationssendungen der höchsten Nachfrage.
Landesweit strahlen sechs Kanäle offen terrestrisch aus. Vier davon gehören privaten Anbietern. Das größte Medienunternehmen des Landes, die Grupo Cisneros, betreibt den Kanal Venevisión. Das Programm besteht hauptsächlich aus Spielfilmen, Telenovelas und Show-Sendungen. Der Unterhaltungskanal Televen gehört zu 46 % dem zweitwichtigsten Medienkonzern des Landes, der Grupo 1BC. Das Unternehmen produziert außerdem den Kanal RCTV, der seit 2007 nur noch über Kabel und Satellit zu empfangen ist. Der Nachrichtenkanal Globovisión sendet hauptsächlich Informationen und kooperiert mit CNN International und dem kolumbianischen Medienunternehmen RCN. Der Sportkanal Meridiano Televisión gehört dem Verlag Bloque de Armas.
Außerdem sind die beiden Sender VTV und Tves landesweit zu empfangen. Venezolana de Televisión (VTV) ist der älteste staatliche Fernsehkanal. Er wurde 1964 von der Time-Warner-Gruppe gegründet und 1967 verstaatlicht. Verwaltet vom Ministerium für Kommunikation sendet VTV hauptsächlich politische Information. Der Unterhaltungskanal Televisora Venezolana Social (Tves) ist der erste öffentlich-rechtliche Sender Venezuelas. Er wird von einer Stiftung verwaltet und sendet hauptsächlich lateinamerikanische Spielfilme.
In den verschiedenen Regionen Venezuelas senden weitere 29 kommerzielle Fernsehsender. Teilweise gehören sie den großen Medienunternehmen des Landes. Die katholische Kirche betreibt vier Fernsehsender (Vale TV, Niños Cantores, TV Andina und Amavisión), die auch überregional zu empfangen sind. In den meisten Regionen sind außerdem der im Jahr 2002 gegründete staatliche Kulturkanal ViveTv und der internationale Nachrichtenkanal Telesur zu empfangen.
Seit 2002 haben landesweit zahlreiche Bürgerinitiativen eigene Fernsehsender gegründet. Nach Angaben der Regulierungsbehörde CONATEL arbeiten seit 2009 bereits 37 kommunitäre TV-Sender in 19 Bundesstaaten. Die meisten haben eine lokale Bedeutung. Überregional zu empfangen ist der älteste Bürger-TV-Sender Catia TV.
Die Chefin der Grupo Cisneros bezeichnete ihr Unternehmen 2017 als letzten unabhängiger Sender Venezuelas.

#### Kabelabdeckung und Satelliten
Offen ausgestrahltes Fernsehen verlor ab Anfang der 2000er Jahre kontinuierlich Zuschauer aus den Haushalten mit höheren Einkommen an Kabel- und Satellitenanbieter. Im Jahr 2011 verfügte etwa die Hälfte aller Haushalte über einen kostenpflichtigen Zugang zum Fernsehen. Die verschiedenen Anbieter stellten jeweils etwa 150 Kanäle zur Verfügung. Landesweit dominierten vier große Anbieter: der große lateinamerikanische Anbieter DirectTV gehört teilweise der Grupo Cisneros. Inter, Supercable und Net Uno sind kleinere nationale Anbieter. Die meisten der über Kabel vertriebenen Inhalte stellen internationale Medienunternehmen wie Fox Latinamerica Channels, Invermedia, das Discovery Network und Venevisión, das eine Reihe von Spartensendern unterhält. Der private Telefonanbieter Movistar und der verstaatlichte Telekommunikationsanbieter CANTV bieten außerdem Satellitenfernsehen an.

#### Radio
Radio ist das mit Abstand vielfältigste Medium im Venezuela. Im Jahr 2011 strahlten insgesamt 560 Radiosender Vollprogramme aus. Davon waren laut ANDA-Fevap 385 als private Unternehmen registriert.
Wie im Fernsehbereich dominieren mehrere private Unternehmen die Radiolandschaft. Der am weitesten verbreitete Sender FM Center gehört dem größten Medienunternehmen des Landes, der Grupo Cisneros. Die Kette Unión Radio ist im Eigentum der spanischen El-País-Gruppe, die in ganz Lateinamerika zahlreiche Medien besitzt. Der drittgrößte Anbieter, Circuito Nacional Belfort (CNB), gehört Cadena Capriles, das auch die wichtigste Tageszeitung des Landes herausgibt. Alle großen Radiosender produzieren neben ihren Kernsendern zahlreiche Programme, die auch von kleineren Kooperationspartnern übernommen werden. Die neun privaten Unternehmen, die landesweit über solche „Cadenas“ präsent sind, betreiben 59 % der Stationen. Die katholische Kirche besitzt landesweit 21 Sender.
Der älteste staatliche Radioanbieter ist Radio Nacional de Venezuela (RNV). Im Jahr 1999 Jahren kaufte der Staat die Radiokette YVKE Mundial. Das einzige neue staatliche Radioprojekt ist Radio del Sur. Dabei handelt es sich um ein internationales Radionetzwerk, das administrativ an den Nachrichtenkanal Telesur angebunden ist. Diese drei staatlichen Sender sind landesweit zu empfangen. Zudem betreiben einige Bundesstaaten und Gemeinden eigene Radios.
Den stärksten Zuwachs erlebten seit 2002 die Bürgerradios. Nach Angaben der Regulierungsbehörde Conatel verfügten 2009 landesweit 234 Bürgerradios über eine Lizenz. Da viele Projekte ohne formale Genehmigung arbeiten, ist die tatsächliche Zahl schwer zu schätzen. Presseartikel nennen bis zu 500 Projekte. Anders als in vielen lateinamerikanischen Ländern ist der Staat verpflichtet die Bürgerradios zu unterstützen. Außerdem können sich die venezolanischen Bürgerradios über Werbung finanzieren. Die Gruppe der „Freien Radios“, wie etwa Radio Libre Negro Primero 101.1 FM in Caracas, finanziert sich ausschließlich über Spenden der Nutzer. Zu den Bürgerradios gehören auch die kommunitären Radioprojekte der indigenen Bevölkerungsgruppen. Laut „Netz der Sprecherinnen und Sprecher der indigenen Gemeinden“ (Renavive) betrieben sie im Jahr 2013 etwa 50 indigene Radios zumeist in entlegenen Regionen.

#### Einschränkung der Pressefreiheit
Die Nichtregierungsorganisation Reporter ohne Grenzen sieht in Venezuela sehr ernste Lage für die Pressefreiheit.
Im Putschjahr 2002 sah sich die damalige Chávez-Regierung noch einer starken Medienmacht gegenüber, die die neue Regierung kritisch begleitete und den Putsch teilweise unterstützte. Zahlreiche Radio- und TV-Sender, darunter das prominente RCTV, wurden geschlossen, indem ihnen ihre Sendelizenz entzogen wurde. Die Abschaltung des privaten Senders RCTV sorgte für starke Proteste vor allem von Studenten, die der Regierung Zensur vorwarfen. Zwischen 2007 und Januar 2010 konnte RCTV über Kabel und Satellit empfangen werden, wodurch nach Schätzungen nur noch 35 % der Bevölkerung erreicht wurden, statt vorher fast 98 %.
Ein Phänomen ist die sogenannte Cadena nacional (Kette). Schon aus den früheren Regierungsformen im Land waren sie bekannt wie auch in anderen Ländern Südamerikas. Während einer Kette sind alle Radio- und Fernsehsender gesetzlich verpflichtet, Botschaften des Staates zu senden. Üblicherweise wurden Ketten für Notfälle wie Naturkatastrophen, jährliche Amtsansprachen der Präsidenten und an nationalen Feiertagen, um Paraden zu übertragen, eingesetzt. Die Ketten werden seit ihrem stark verbreiteten Einsatz durch die Chávez-Regierung im Inland stark kritisiert, denn sie werden von Regierungsgegnern als Propagandamittel wahrgenommen. Stundenlang verbreitete sich Hugo Chávez auf solchen Zwangssendungen über Gott und die Welt.
Seit 2009 müssen auch die früher von den Ketten ausgeschlossenen Kabelfernsehsender, die überwiegend in Venezuela produzieren, diese Paraden übertragen. Im Januar 2010 wurden ohne administrative Verfahren sechs Sender aus allen Kabelanbietern verbannt, nachdem sie sich weigerten, eine Kette während einer Gegnerdemonstration zu übertragen.
Im Jahr 2013 mussten zahlreiche nicht der Regierung nahestehende Zeitungen ihr Erscheinen einstellen oder erscheinen nur noch im Internet. Prominentestes Beispiel ist El Nacional, die am 27. Oktober bekanntgab, die Printausgabe wegen Papiermangels vorübergehend einzustellen. Grund dafür ist die Regulierung von Devisengeschäften durch die Regierung und die daraus folgende mangelnde Zuteilung von Devisen zum Import von Papier. Dieses strich die Regierung 2012 von der „Liste der wichtigsten Importgüter“. Weil unabhängige Medien durch die Regierung schikaniert und unterdrückt wurden, wurden Formate im Internet immer wichtiger. Durch diese Konnektivität der Bürger und den Austausch glaubwürdiger Information via Soziale Netzwerke wurde laut Cécile Mouly und Esperanza Hernández Delgado gar die durch die Zensur erzeugte Unsicherheit über Information verringert.

### Sport
Der Nationalsport Venezuelas ist Baseball. Das Land besitzt in der Liga Venezolana de Béisbol Profesional eine Profiliga. Die zweitbeliebteste Sportart ist Fußball, und danach folgt der Basketball. Im Fußball ist die Nationalmannschaft die einzige der südamerikanischen Konföderation CONMEBOL, die sich noch nie für eine Endrunde der Fußball-Weltmeisterschaft der Herren qualifizieren konnte. Venezuela hat eine Nationalmannschaft im Futsal, einer vor allem in Südamerika gespielten Hallenfußball-Variante.
Pferderennen gab es in Llanos schon seit Jahrhunderten, aber heute finden sie auf Rennbahnen von internationalem Zuschnitt statt. Mit dem spanischen Kolonisator kam auch der Stierkampf nach Venezuela. Viele Städte verfügen über eine Stierkampfarena. Der Coleo, eine Rodeoveranstaltung, bei der vier Reiter darum kämpfen, vom galoppierenden Pferd aus einen Stier beim Schwanz zu packen und zu Boden zu werfen, ist auch beliebt. Der Hahnenkampf ist in fast allen Städten zu finden. Außerdem haben Schach und Domino viele Anhänger, meist wird es im Freien gespielt.
Von 2011 bis 2013 fuhr in der Formel 1 der Venezolaner Pastor Maldonado für das Williams F1 Team. 2014 und 2015 fuhr er für das Lotus F1 Team, ehe er bekannt gab, 2016 trotz eines laufenden Vertrags mit dem Rennstall aufgrund der wirtschaftlichen Lage seines Sponsors Petróleos de Venezuela nicht mehr anzutreten.
Special Olympics Venezuela nahm mehrmals an Special Olympics Weltspielen teil.